# 2019
2019 (MMXIX) a fost un an obișnuit al calendarului gregorian, care a început într-o zi de marți. A fost al 2019-lea an d.Hr., al 19-lea an din mileniul al III-lea și din secolul al XXI-lea, precum al 10-lea an și ultimul an din deceniul 2010-2019. A fost desemnat:
- Anul Internațional al limbilor autohtone, de către ONU.[1]
- Anul Internațional al moderației, de către ONU.[2]
- Anul Internațional al Tabelului Periodic al Elementelor, de către ONU.[1]
- Anul orașelor Plovdiv (Bulgaria) și Matera (Italia), numite Capitale Europene ale Culturii.

## Evenimente

### Ianuarie
- 1 ianuarie: România a preluat președinția semestrială a Consiliului Uniunii Europene de la Austria.
- 1 ianuarie: În România intră în vigoare legea prin care se interzice comercializarea pungilor din plastic cu mâner.[3]
- 1 ianuarie: Sonda New Horizons aparținând NASA a survolat cel mai îndepărtat obiect ceresc studiat vreodată de om. New Horizons a trecut la doar 3.500 de kilometri de Ultima Thule, un obiect aflat în Centura Kuiper, la aproximativ 6,4 miliarde kilometri de Terra.
- 1 ianuarie: Jair Bolsonaro, un politician de extremă-dreapta, preia oficial funcția de președinte al Braziliei, el succedând conservatorului Michel Temer ca cel de-al 38-lea președinte al țării.[4]
- 3 ianuarie: Sonda spațială chineză Chang'e 4 a devenit prima care a efectuat cu succes o aselenizare realizată pe fața nevăzută a Lunii.
- 6 ianuarie: Regele malaezian Muhammad al V-lea a abdicat, aceasta fiind prima oară când un monarh al acestei țări renunță înainte de încheierea mandatului de cinci ani.[5]
- 10 ianuarie: La Ateneul Român a avut loc ceremonia oficială de lansare a președinției române a Consiliului Uniunii Europene, prin vizita președintelui Consiliului European Donald Tusk, președintelui Comisiei Europene, Jean-Claude Juncker, și a Colegiului comisarilor. Discursul în limba română ținut de Donald Tusk a impresionat mai multă lume.[6][7][8]

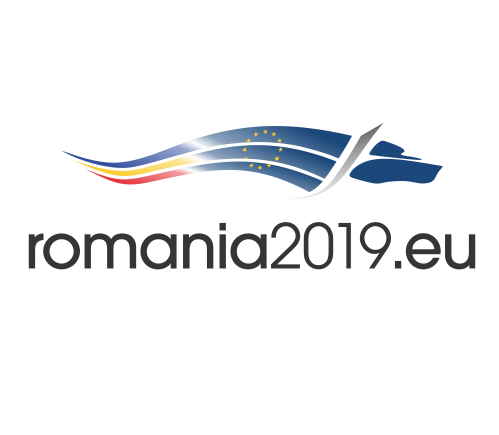
1 ianuarie: România a preluat președinția semestrială a Consiliului Uniunii Europene

- 11 ianuarie: Parlamentarii macedoneni au acceptat redenumirea țării lor din Republica Macedonia în "Republica Macedonia de Nord", un vot cu o majoritate de două treimi (39 de parlamentari din opoziție au boicotat votul). În schimb, Grecia, s-a angajat să renunțe la vetoul ei împotriva aderării Macedoniei la NATO, și a negocierilor de aderare la Uniunea Europeană.[9]
- 12 ianuarie: În capitală și în alte orașe din Franța, inclusiv în Bourges, Caen, Nîmes și Toulouse, există din nou ciocniri între mișcarea "vestelor galbene" și poliție. La nivel național, potrivit Ministerului de Interne, în rândul protestatarilor au participat circa 84.000 de persoane, din care 8000 de persoane la Paris. În plus, 244 de persoane au fost arestate.[10]
- 15 ianuarie: Parlamentul britanic a respins acordul privind Brexit-ul negociat de premierul conservator Theresa May cu Uniunea Europeană. 432 de parlamentari au votat împotriva textului, iar 202 s-au exprimat pentru, acesta fiind cea mai dură înfrângere parlamentară pentru un guvern din istoria recentă a Marii Britanii.[11][12]
- 20 ianuarie: Cel puțin 60.000 de greci au protestat în Piața Syntagma, în fața clădirii Parlamentului față de acordul cu Macedonia prin care fosta republică iugoslavă urmează să își schimbe numele în Macedonia de Nord. Demonstrația, care a fost în mare parte realizată de naționaliști, a condus la revolte și la folosirea gazului lacrimogen de către forțele de securitate. 10 polițiști și doi protestatari au fost răniți.[13]
- 22 ianuarie: Cancelarul german Angela Merkel și președintele francez Emmanuel Macron au semnat la Aachen, Germania, un nou tratat bilateral de prietenie, la 56 de ani de la semnarea Tratatului de la Elysee. Tratatul prevede o strânsă coordonare în politica europeană, o politică externă și de securitate comună puternică, o cooperare militară mai puternică și o zonă economică, cu norme comune.[14]
- 22 ianuarie: Comisia Europeană a amendat MasterCard cu 570.566.000 de euro pentru "creșterea artificială a costurilor de plată cu cardul, în detrimentul consumatorilor și comercianților din UE".[15]
- 23 ianuarie: La Caracas, capitala Venezuelei, sute de mii de oameni demonstrează pe străzile din țară împotriva președintelui Nicolás Maduro (PSUV). Liderul opoziției, Juan Guaido, președinte al parlamentului s-a autoproclamat președinte interimar al țării. Statele Unite și Organizația Statelor Americane (OAS) l-au recunoscut pe Guaidó ca președinte interimar. Președintele Nicolás Maduro a ordonat personalului diplomatic al SUA să părăsească țara în termen de 72 de ore.[16]
- 24 ianuarie: Ministrul Apărării din Venezuela a declarat, în prezența mai multor generali de rang înalt, ca răspuns la președintele autoproclamat interimar Juan Guaidó că forțele armate nu acceptă un președinte „care este impus în umbra unor interese obscure, nici autoproclamat în marja legii. Recunoaștem pe comandantul nostru șef Nicolás Maduro ca președinte legitim".
- 25 ianuarie: Parlamentul Greciei a ratificat acordul cu Skopje în favoarea numelui Republica Macedonia de Nord. Din totalul de 300 de deputați în Parlament, 153 au votat în favoarea acordului, 146 împotrivă și o abținere.[17]
- 30 ianuarie: Ministrul Sănătății, Sorina Pintea, a anunțat că în România "s-a constatat epidemie de gripă".[18] Numărul deceselor cauzate de gripă a ajuns la 56.[19]

### Februarie

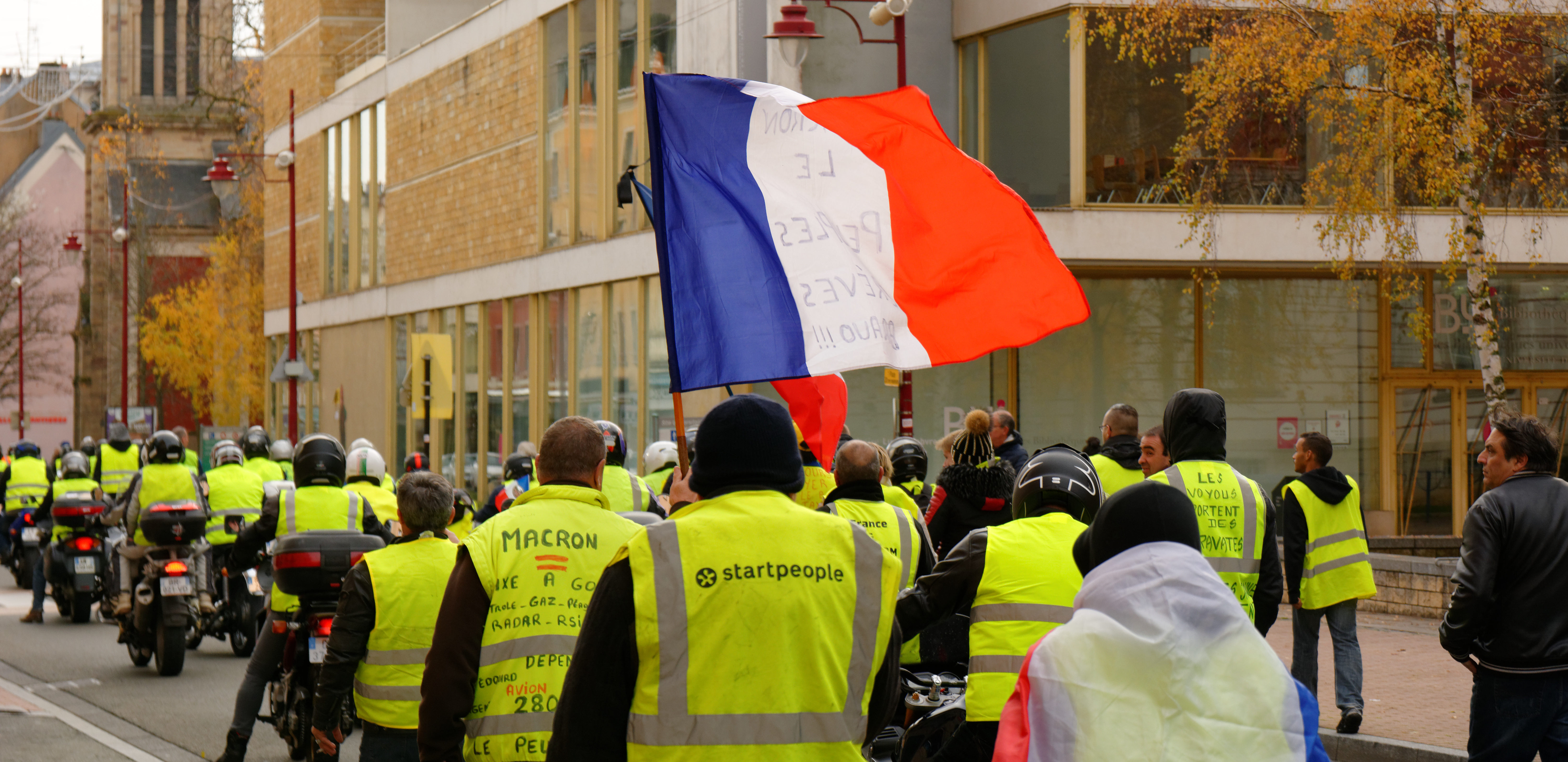
2 februarie: Al 12-lea weekend consecutiv de protest al mișcării "vestelor galbene" împotriva președintelui Emmanuel Macron.

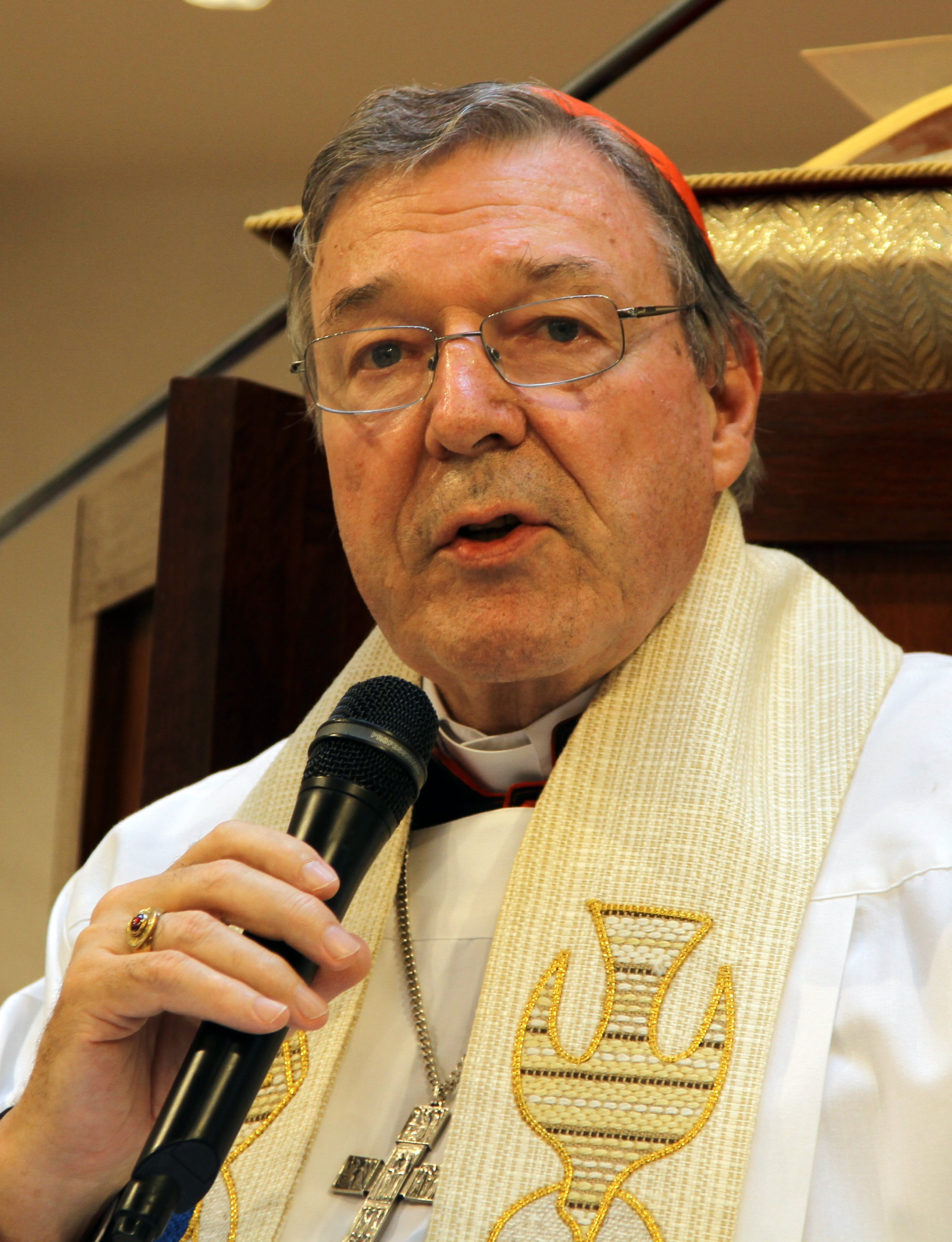
26 februarie: Cardinalul australian George Pell a fost condamnat pentru abuz sexual față de doi copii de 13 ani din corul catedralei St Patrick's din Melbourne. El este cel mai înalt oficial al Bisericii Catolice condamnat pentru acestă infracțiune.

- 1 februarie: Guvernul Statelor Unite a anunțat retragerea țării din tratatul de dezarmare nucleară INF. SUA acuză Rusia că încalcă prevederile Acordului din 1987. Terminarea contractului intră în vigoare la sfârșitul lunii iulie 2019.[21]
- 2 februarie: După Statele Unite, Rusia anunță și ea suspendarea tratatul privind Forțele Nucleare Intermediare (INF) acuzând Statele Unite de  încălcarea tratatului.
- 2 februarie: Al 12-lea weekend consecutiv de protest al mișcării "vestelor galbene" împotriva președintelui Emmanuel Macron. La nivel național au participat 58.600 de protestatari, dintre care 10.000 la Paris. Consiliul de Stat a refuzat, cu o zi înaintea protestului, să interzică utilizarea de către poliție a gloanțelor de cauciuc și a grenadelor de șoc.  Zeci de persoane au fost arestate, dintre care 33 doar la Paris.[22]
- 3 februarie: După expirarea ultimatumului lor pentru anunțarea unor noi alegeri prezidențiale în Venezuela, statele membre ale UE, Danemarca, Germania, Finlanda, Franța, Luxemburg, Olanda, Austria, Polonia, Portugalia, Suedia, Spania, Republica Cehă și Regatul Unit l-au recunoscut ca președinte interimar al țării pe Juan Guaidó, actualul președinte al Parlamentului.
- 5 februarie: După ce un italian cu opt clase condamnat la închisoare cu suspendare în Italia a efectuat cel puțin o operație în România, pretinzând că este chirurg plastician, Direcția de Sănătate Publică a Municipiului București a demarat o anchetă pentru a analiza modul prin care un funcționar public a atribuit cod de parafă italianului.[23]
- 8 februarie: România  îl recunoaște pe Juan Guaidó drept președinte interimar al Venezuelei.[24]
- 10 februarie: Institutul Național pentru Sănătate Publică din România anunță că bilanțul oamenilor care au murit din cauza gripei a ajuns la 101.[25]
- 12 februarie: Șeful cartelului drogurilor Sinaloa din Mexic, Joaquín Archi Valdo „El Chapo“ Guzman Loera, a fost găsit vinovat de către un tribunal din Statele Unite pentru toate cele zece capete de acuzare, inclusiv trafic de droguri, trafic de persoane, distribuție internațională de cocaină, heroină, marijuana și alte droguri, uz de armă de foc, spălarea banilor, și este de așteptat să fie închis pe viață la 25 iune 2019, când se stabilește sentința.[26]
- 12 februarie: Republica Macedonia își schimbă oficial numele în Republica Macedonia de Nord, încheind o dispută de numire pe termen lung cu Grecia vecină.[27]
- 16 februarie: Filmul „Monștri.”, în regia lui Marius Olteanu, singurul film românesc participant la Festivalul Internațional de Film de la Berlin, a primit Premiul publicului din partea juriului cititorilor publicației germane Tagesspiegel.
- 20 februarie: A fost găsit un specimen de sex feminin din specia Țestoasa de Galápagos Fernandina, despre care se credea că a dispărut de mai bine de 100 de ani.[28]
- 22 februarie: În premieră, președintele Klaus Iohannis a trimis Curții Constituționale a României o sesizare de neconstituționalitate asupra legii bugetului de stat pe anul 2019.[29] Votat cu o întârziere de trei luni,[30] bugetul a fost numit de președinte "unul nerealist, supraevaluat și întârziat" și a catalogat "PSD ca partid incompetent și incapabil să conducă România".[31]
- 24 februarie: Alegeri parlamentare în Republica Moldova.
- 24 februarie: Premiile Oscar, ediția a 91-a, sunt prezentate la Hollywood. Filmul Bohemian Rhapsody a câștigat patru premii, urmat de Black Panther, Roma și Green Book cu câte trei premii fiecare, dintre care ultimul obține și premiul Cel mai bun Film.
- 25 februarie: Curtea Internațională de Justiție, cea mai înaltă instanță a Națiunilor Unite, stabilește că Regatul Unit trebuie să pună capăt controlului asupra arhipelagului Chagos „cât de repede posibil”. Mauritius susține că arhipelagul a fost separat ilegal de națiunea insulară în 1965.[32]
- 26 februarie: Cardinalul australian George Pell a fost condamnat de către o Curte de Justiție din Australia, pentru abuz sexual față de doi copii de 13 ani din corul catedralei St Patrick's din Melbourne. El este cel mai înalt oficial al Bisericii Catolice condamnat pentru acestă infracțiune.[20]
- 27 februarie: Președintele american Donald Trump și liderul nord-coreean Kim Jong-un se întâlnesc la un summit în Hanoi, Vietnam.[33]
- 28 februarie: Summit-ul de la Hanoi dintre președintele Donald Trump și liderul nord-coreean Kim Jong-un, se termină brusc, mai devreme decât era planificat, iar Casa Albă afirmă că nu s-a ajuns la nici un acord cu privire la relațiile dintre cele două țări și politicile armelor nucleare din Coreea de Nord și sancțiunile care le sunt impuse.[34]

### Martie

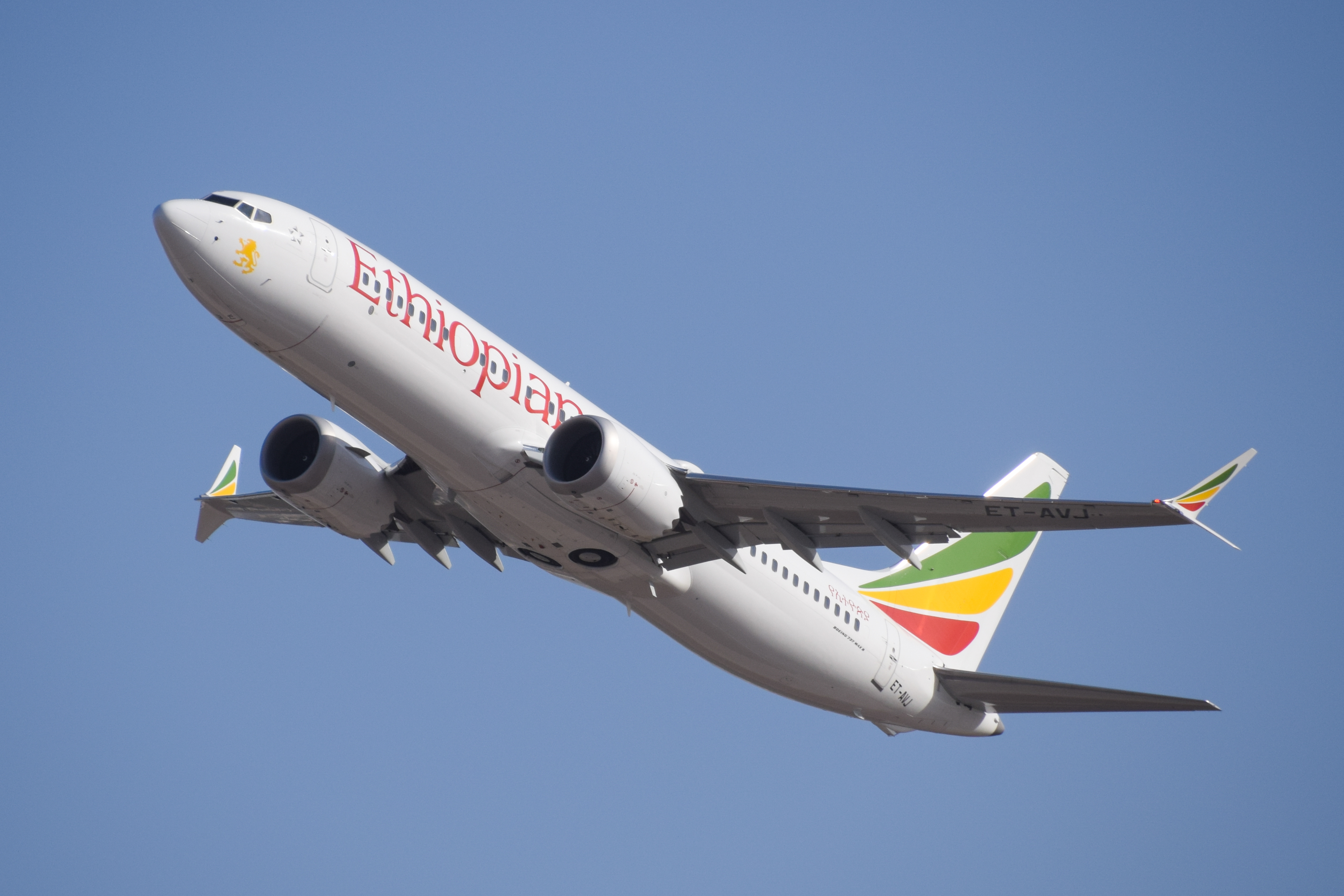
10 martie: Un avion Boeing 737 MAX al companiei Ethiopian Airlines, având la bord 149 de pasageri și 8 membri ai echipajului, s-a prăbușit după ce a decolat de pe aeroportul internațional din capitala Addis Abeba. Nu există supraviețuitori.

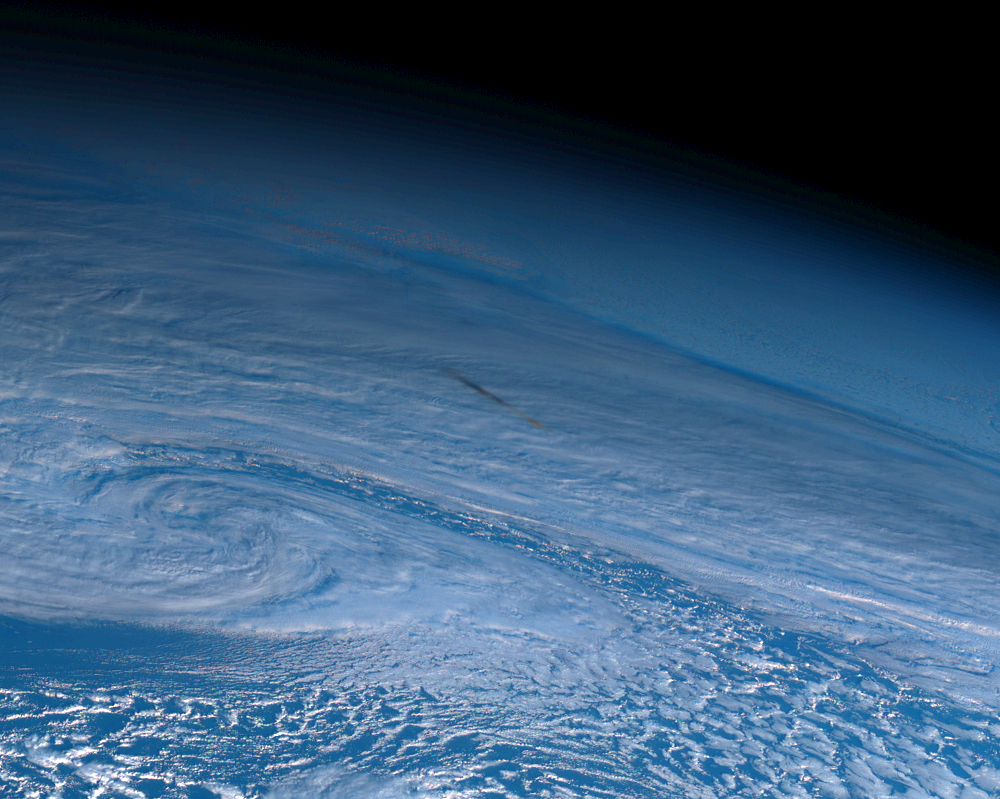
18 martie: NASA a anunțat că a detectat o explozie imensă a unui meteorit în atmosfera Pământului, deasupra Peninsulei Kamceatka din Rusia, la 18 decembrie 2018. Explozia, care a fost de zece ori mai puternică decât bomba atomică lnsată deasupra Hiroshimei în 1945. În imagine meteoritul capturat de Himawari 8 operat de Agenția Meteorologică din Japonia.

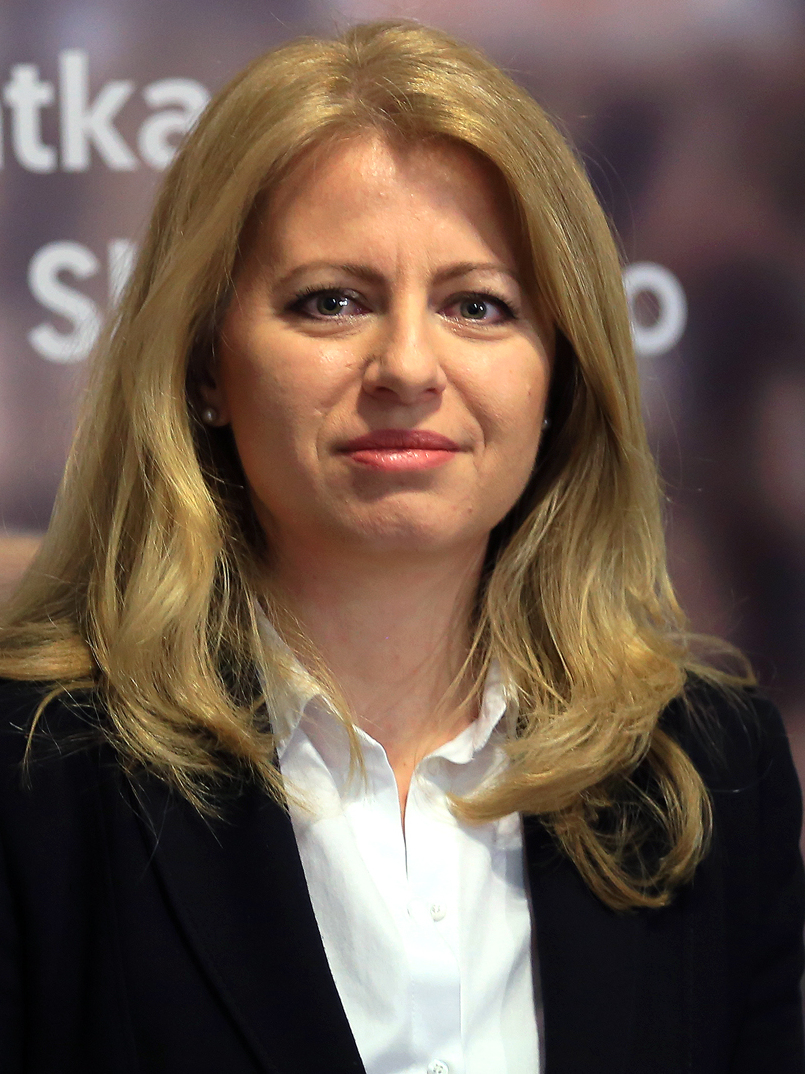
31 martie: Militanta anticorupție proeuropeană Zuzana Čaputová a câștigat al doilea tur al alegerilor prezidențiale din Slovacia. Ea va fi prima femeie șef de stat a Slovaciei.

- 8 martie: Președintele Klaus Iohannis a trimis Parlamentului pentru reexaminare Legea bugetului de stat pe anul 2019, susținând că este fundamentată pe o prognoză nerealistă, iar pe de altă parte, că nu asigură o reală funcționare a unor instituții publice cu rol esențial în societate.[36]
- 8 martie: Regele Carol al II-lea a fost reînhumat la Noua Catedrală Arhiepiscopală și Regală de la Curtea de Argeș. Rămășițele sale au fost scoase din capela de lângă biserica unde fuseseră depuse în 2003 și mutate în Necropola Regală, lângă mormântul Regelui Mihai și al Reginei Ana.[37]
- 10 martie: Un avion Boeing 737 MAX al companiei Ethiopian Airlines, având la bord 149 de pasageri și 8 membri ai echipajului, s-a prăbușit după ce a decolat de pe aeroportul internațional din capitala Addis Abeba. Nu există supraviețuitori.
- 11 martie: Economia Turciei intră în recesiune pentru prima dată din 2009 după ce lira turcească s-a depreciat cu 30% față de dolar și costurile de împrumut au crescut.[38][39]
- 12 martie: Institutul Național pentru Sănătate Publică din România anunță că bilanțul oamenilor care au murit din cauza gripei a ajuns la 172.[40]
- 12 martie: Parlamentul britanic a respins pentru a doua oară Acordul convenit de Londra și Uniunea Europeană cu privire la Brexit, 432 de parlamentari votând contra acordului și 202 pentru.[41]
- 12 martie: Agenția europeană pentru siguranță aeriană (EASA) a suspendat toate zborurile aeronavelor Boeing 737 Max, ca măsură de precauție, în urma a doua accidente petrecute în ultimele patru luni soldate cu un număr total de 346 decese.[42]
- 13 martie: Parlamentul României a adoptat raportul de admitere al Comisiilor de specialitate la Legea bugetului, în forma trimisă la promulgare, respingând astfel cererea de reexaminare a președintelui Klaus Iohannis. Legea a fost votată cu 245 de voturi „pentru”, 115 „împotrivă” și 2 abțineri.
- 13 martie: Parlamentul britanic votează un amendament care exclude posibilitatea retragerii Marii Britanii din Uniunea Europeană fără nici un acord.[43]
- 13 martie: Laserul ELI-NP de la Măgurele, parte a Proiectului european ELI, devine cel mai puternic sistem laser realizat vreodată, atingând o putere de 10 Petawatt.[44]
- 13 martie: Canada și Statele Unite au decis să blocheze la sol toate avioanele Boeing 737 Max 8 și Max 9 și au interzis intrarea acestora în spațiul aerian până la o notificare ulterioară. Practic, în acest moment, cele două tipuri de avioane avioanele sunt blocate la sol la nivel mondial.[45][46]
- 14 martie: Parlamentul britanic a respins declanșarea unui nou referendum pe tema Brexit, cu scorul de 334 la 85, și a decis să extindă termenul de părăsire a Uniunii Europene dincolo de 29 martie, respectiv până la 30 iunie, cu 412 la 202 voturi.[47]
- 15 martie: 49 de persoane au fost ucise și alte zeci au fost rănite în timpul a două atacuri asupra moscheilor din Christchurch, Noua Zeelandă.[48]
- 16 martie: Alegeri prezidențiale, primul scrutin, în Slovacia.
- 17 martie: Mii de persoane au participat la Belgrad la un protest împotriva președintelui sârb Aleksandar Vučić, cerând libertate pentru presă. Protestele au loc săptămânal începând cu 8 decembrie 2018 și se desfășoară în mai multe orașe din Serbia.[49]
- 18 martie: NASA a anunțat că a detectat o explozie imensă a unui meteorit în atmosfera Pământului, deasupra Peninsulei Kamceatka din Rusia, la 18 decembrie 2018. Explozia, care a fost de zece ori mai puternică decât bomba atomică lansată deasupra Hiroshimei în 1945, a fost a doua ca putere din ultimii 30 de ani, după explozia meteoritului care a căzut în localitatea Celeabinsk (Rusia) în 2013.[50]
- 19 martie: Nursultan Nazarbaev, președintele Kazahstannului, și-a anunțat demisia după ce aproape 30 de ani s-a aflat la conducerea acestei foste republici sovietice din Asia Centrală.
- 20 martie: Cel de-al doilea președinte al Kazahstanului, Kassym-Jomart Tokayev, este ales în funcție, după demisia lui Nursultan Nazarbayev, iar Astana, capitala Kazahstanului, este redenumită Nursultan, după fostul președinte.[51]
- 22 martie: După discuții lungi, liderii Uniunii Europene au oferit Regatului Unit două opțiuni pentru o amânare Brexit-ului dincolo de data de 29 martie. Dacă Parlamentul britanic va adopta săptămâna viitoare Acordul Brexit, data de ieșire din UE va fi amânată până la 22 mai. Dacă Acordul nu va fi aprobat, Londra va avea timp până la 12 aprilie să decidă organizarea de alegeri europene.[52]
- 24 martie: Primele alegeri legislative în Thailanda după lovitura de stat din 2014.[53]
- 25 martie: Regele Abdullah al II-lea al Iordaniei și-a anulat viziat programată în România după ce, cu o zi mai înainte, premierul Viorica Dăncilă a anunțat  în cadrul Conferinței Comitetului Americano-Israelian pentru Politici Publice (AIPAC), că ambasada României din Israel va fi mutată de la Tel Aviv la Ierusalim.[54] În aceeași zi, Donald Trump a semnat decretul de recunoaștere a suveranității Israelului asupra Înălțimilor Golan[55]
- 26 martie: Parlamentul European a votat abolirea schimbărilor sezoniere ale orei în Uniunea Europeană în 2021, statele membre UE fiind nevoite să decidă dacă vor să rămână permanent la ora standard (ora de iarnă) sau la cea de vară[56]
- 29 martie: Acordul de Brexit a fost respins pentru a treia oară de Parlamentul britanic, cu scorul de 344-286. Președintele Consiliului European, Donald Tusk, a programat un summit de urgență pe 10 aprilie, cu două zile înainte ca noua dată a Brexit-ului să aibă loc.[57]
- 31 martie: Militanta anticorupție proeuropeană Zuzana Čaputová a partidului Progresiv Slovacia a câștigat al doilea tur al alegerilor prezidențiale din Slovacia, învingând pe Maroš Šefčovič, cu 58% față de 42%. Ea va fi prima femeie șef de stat a Slovaciei.[35]
- 31 martie: Primul tur al alegerilor prezidențiale din Ucraina. Potrivit unor rezultate preliminare, actorul de comedie Volodîmîr Zelenski s-a clasat pe primul loc cu 30,17% și-l va  înfrunta în al doilea tur de scrutin, pe 21 aprilie, pe actualul șef al statului Petro Poroșenko, care a obținut 16,69%.[58]

### Aprilie

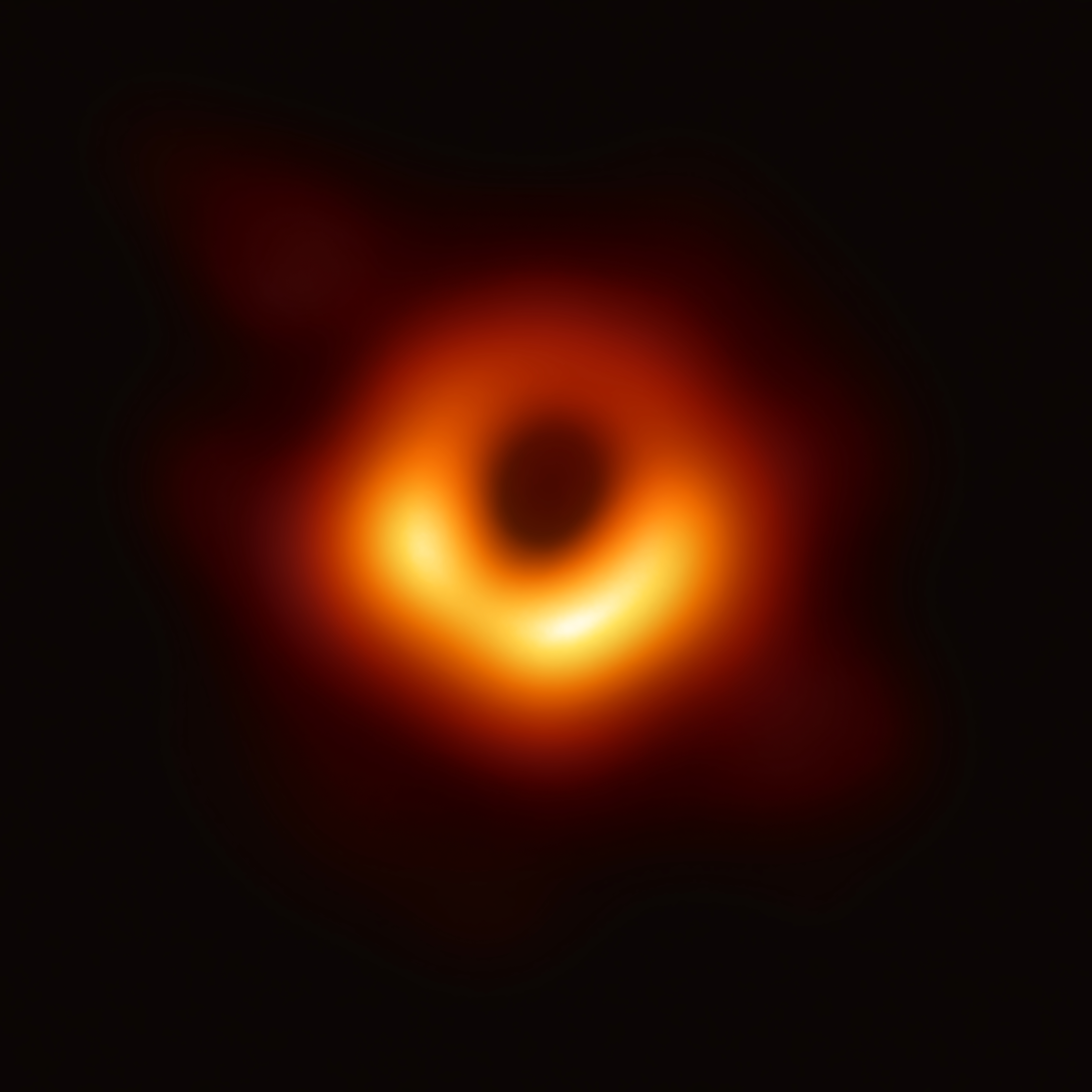
10 aprilie: Astronomii au prezentat prima imagine a unei găuri negre (galaxia M87).

26 aprilie: Avengers Endgame a devenit filmul cu cele mai mari încasări din istorie, depășind filmul Avatar care a obținut acest record anterior în anul 2009.

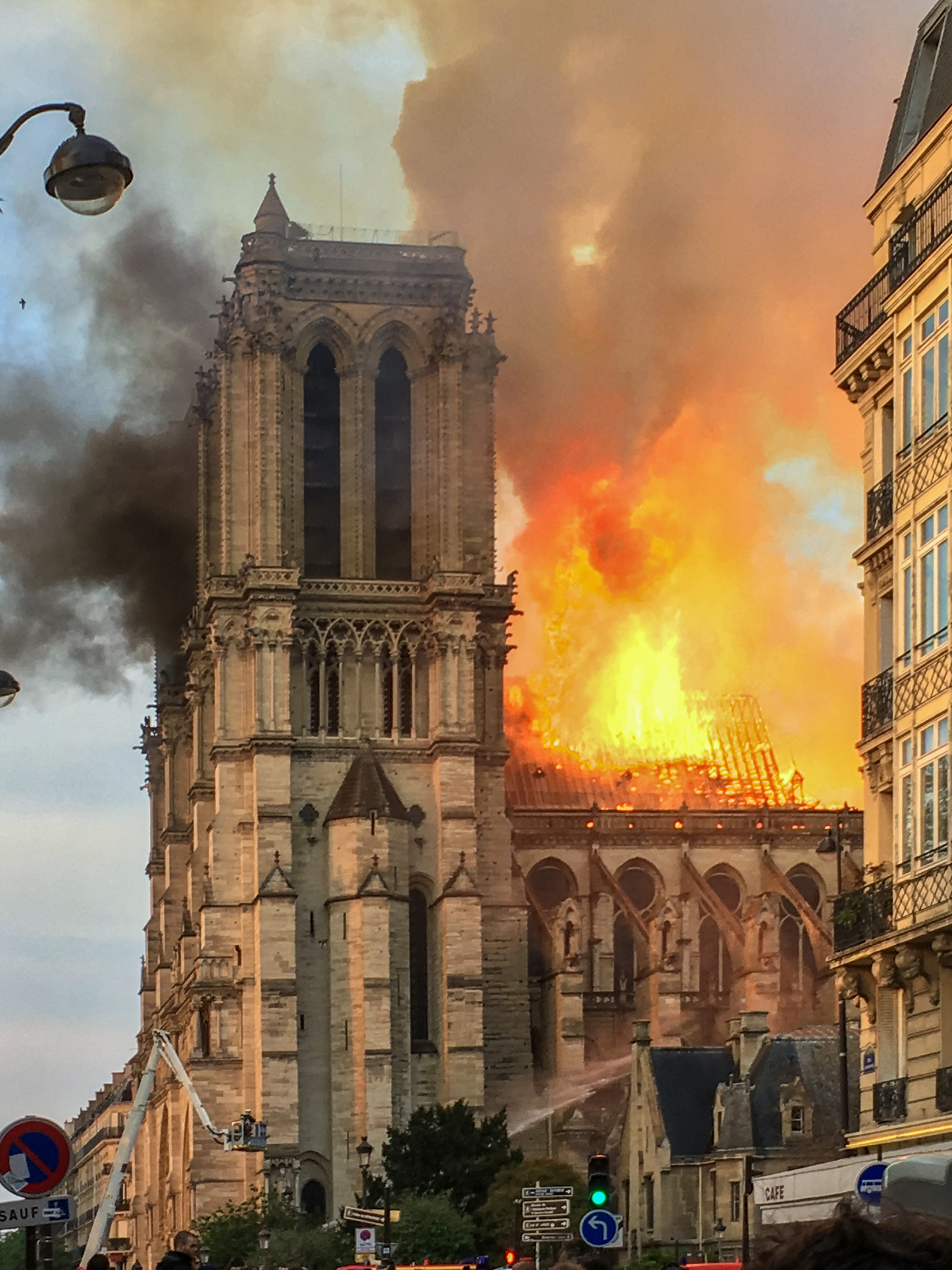
15 aprilie: Un incendiu masiv a cuprins Catedrala Notre-Dame din Paris.

- 1 aprilie: Noul nume al Erei japoneze care urmează să înceapă la 1 mai, odată cu urcarea pe tronul crizantemei a prințului Naruhito în calitate de cel de-al 126-lea împărat al Japonei, este Reiwa (令 和).[63]
- 2 aprilie: A 15-a aniversare de la aderarea României la NATO.[64]
- 4 aprilie: Prim-ministrul eston Jüri Ratas, a prezentat oficial demisia guvernului său de centru-stânga în urma alegerilor legislative din 3 martie; cinci partide au intrat în parlament după recentele alegeri parlamentare, ceea ce a împiedicat până în prezent formarea unei coaliții.[65]
- 4 aprilie: Președintele Klaus Iohannis prezintă cele două teme care vor fi supuse consultării populare în cadrul referendumului din 26 mai: interzicerea amnistiei și grațierii pentru infracțiuni de corupție și interzicerea adoptării de către Guvern a ordonanțelor de urgență în domeniul infracțiunilor, pedepselor și al organizării judiciare.
- 8 aprilie: Fostul președinte Ion Iliescu a fost trimis în judecată în dosarul "Revoluției din decembrie 1989" pentru săvârșirea infracțiunilor contra umanității. Alături de el au mai fost trimiși în judecată Gelu Voican Voiculescu, fost vice-prim ministru, și Iosif Rus, fost șef al Aviației Militare.[66]
- 9 aprilie: Alegeri legislative în Israel care vor decide dacă prim-ministrul în exercițiu, Benjamin Netanyahu, va continua să rămână la putere după mai mult de un deceniu.[67]
- 9 aprilie: Ceremonia de deschidere a Campionatelor Europene de Lupte de la București, după 40 de ani de la ultima ediție a  Campionatelor Europene găzduite de România.
- 10 aprilie: Cercetătorii de la proiectul Event Horizon Telescope anunță prima imagine a unei găuri negre, situată la 54 milioane de ani lumină de Terra, în centrul galaxiei M87.[59][60][61]
- 11 aprilie: Uniunea Europeană și Regatul Unit au căzut de acord să amâne Brexitul până la 31 octombrie 2019. Aceast lucru înseamnă că Marea Britanie va participa la alegerile pentru Parlamentul European de luna viitoare.[68]
- 11 aprilie: După 30 de ani la putere, președintele Sudanului, Omar al-Bashir, a fost răsturnat și arestat, în urma unei lovituri de stat a armatei.[69]
- 12 aprilie: În urma unui val de proteste, șeful consiliului militar de tranziție din Sudan, generalul-locotenent Awad Ibn Auf, a anunțat că renunță la putere în favoarea generalului-locotenent Abdel Fattah al-Burhani Abdelrahman.[70]
- 15 aprilie: Un incendiu masiv a cuprins Catedrala Notre-Dame din Paris.[62]
- 17 aprilie: Oamenii de știință anunță descoperirea unor ioni de hidrură de heliu, despre care se crede că este primul compus care s-a format în univers, în nebuloasa planetară NGC 7027.[71]
- 21 aprilie: Mai multe explozii au lovit biserici și hoteluri din trei orașe din Sri Lanka, mai ales din Colombo, care este capitala executivă, comercială și cel mai mare oraș din acest stat, ucigând 359 de persoane și rănind în jur de 500. Printre victime se numeră și 35 de turiști proveniți din SUA, Marea Britanie, Danemarca, Maroc, China, Japonia, India, Bangladesh și Pakistan. Organizația teroristă Stat Islamic a revendicat seria de atentate. [72][73] Numărul de decese a fost revizuit la 253 persoane, după declarația ulterioară a oficialilor (26 aprilie).
- 21 aprilie: Al doilea tur al alegerilor prezidențiale din Ucraina. Potrivit unor rezultate preliminare, actorul de comedie Volodîmîr Zelenski a obținut 73% din voturi, devenind astfel noul președinte al acestei țări.[74]
- 25 aprilie: Președintele Klaus Iohannis a semnat decretul privind organizarea referendumului pe tema justiției din 26 mai.[75]
- 30 aprilie: Pentru a treia oară în România, o tornadă s-a format și a creat pagube în sudul Câmpiei Bărăganului, mai ales în comuna Dragalina, Călărași.[76]Din cauza acesteia, acoperișurile mai multor case au fost deteriorate și un autocar a fost răsturnat pe câmp. Evenimentul s-a soldat cu 7 răniți.[77]
- 30 aprilie: Împăratul Akihito al Japoniei a abdicat în favoarea fiului său cel mare, Prințul moștenitor Naruhito. O serie de procesiuni private au marcat prima renunțare la Tronul Crizantemei înregistrată în ultimele două secole în Japonia, de la abdicarea împăratului Kōkaku în 1817.[78]

### Mai

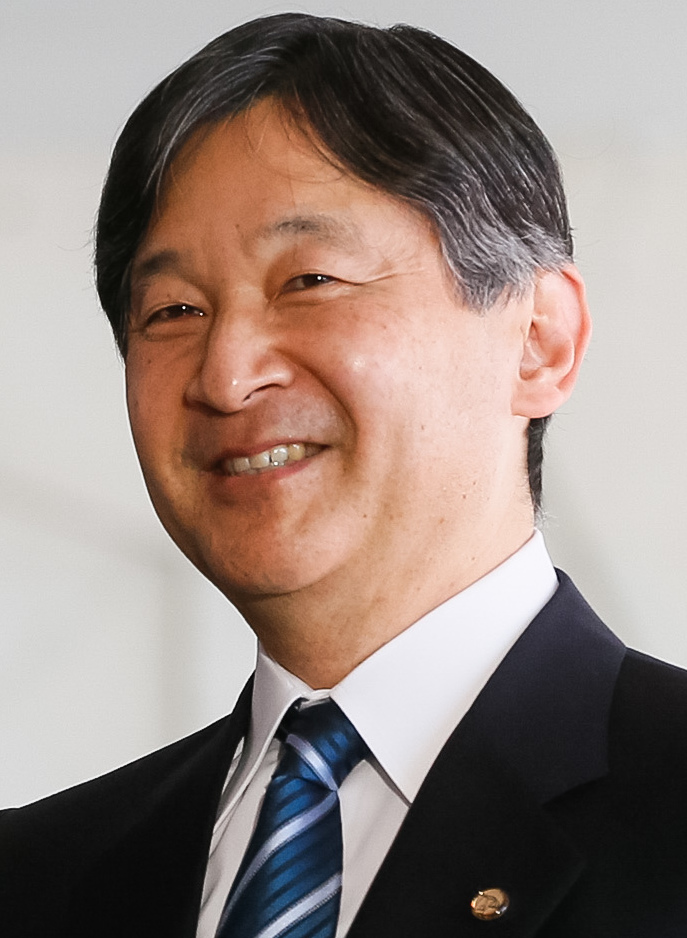
1 mai: Împăratul Naruhito devine cel de-al 126-lea împărat al Japoniei; începe era japoneză Reiwa (令 和).

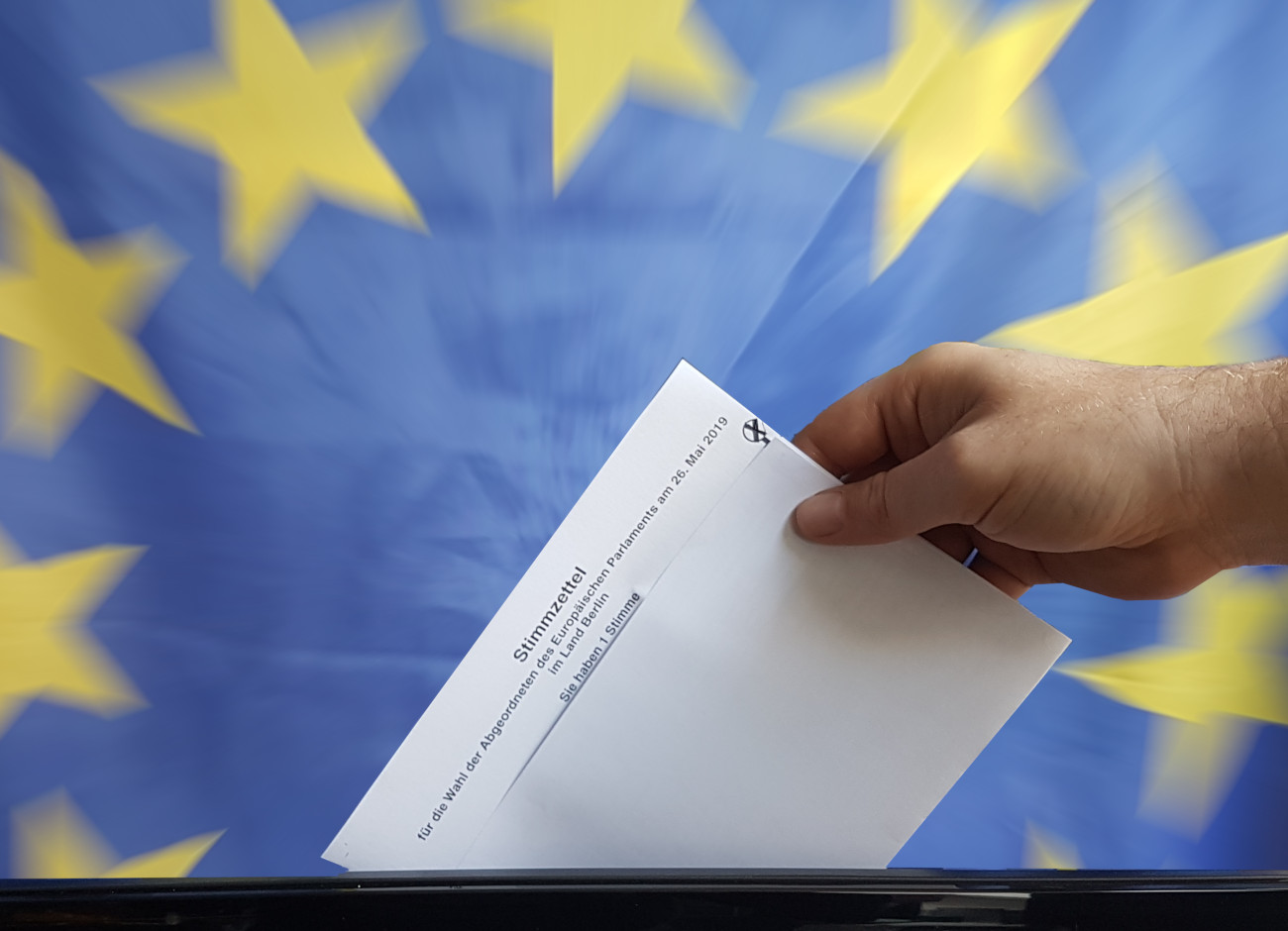
23-26 mai: Alegeri pentru Parlamentul European.

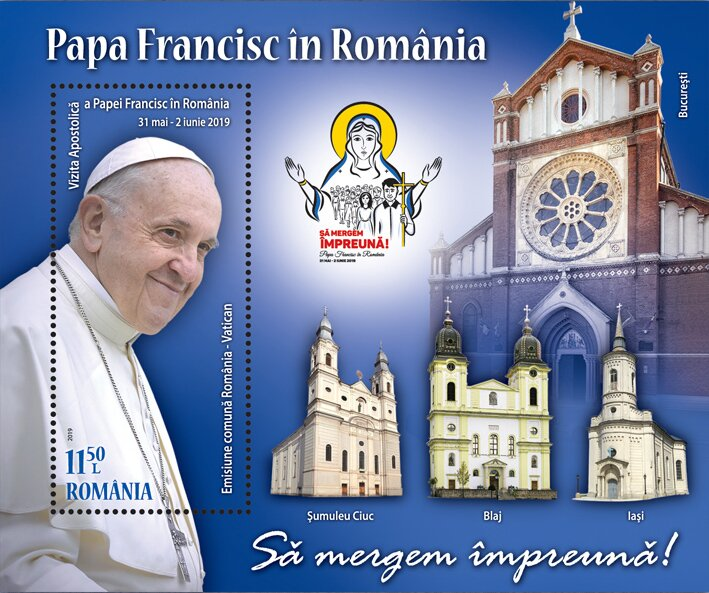
31 mai: Vizită apostolică a Papei Francisc în România timp de trei zile. Este a doua vizită a unui Suveran Pontif, după cea din 1999 a Papei Ioan Paul al II-lea.

- 1 mai: Împăratul Naruhito devine cel de-al 126-lea împărat al Japoniei; începe era japoneză Reiwa (令 和).
- 6 mai: După o victorie restrânsă a principalului partid de opoziție CHP din Turcia  împotriva partidului lui Recep Tayyip Erdoğan la alegerile pentru primăria Istanbului de luna trecută, Consiliul Electoral Suprem din Turcia a anulat rezultatele și a ordonat reluarea alegerilor pentru funcția de primar al orașului Istanbul.[80]
- 9 mai: Summitul de la Sibiu - liderii Uniunii Europene au adoptat o declarație care cuprinde 10 angajamente, printre care apărarea "unei singure Europe", o Europă ce va fi "un lider mondial responsabil".[81]
- 14-18 mai: Concursul Muzical Eurovision 2019, găzduit în Tel Aviv, Israel.
- 15 mai: Casa de licitații Christie's licitează sculptura Rabbit a lui Jeff Koons pentru 91,1 milioane de dolari. Acesta este cel mai mare preț obținut vreodată pentru o lucrare de către un artist în viață.[82]
- 18 mai: Duncan Laurence, reprezentantul Țărilor de Jos câștigă ediția 2019 a concursului Eurovision cu  melodia "Arcade". Este prima victorie a țării din 1975.[83]
- 19 mai: Google a suspendat suportul actualizărilor Android pentru telefoanele Huawei, precum și aplicațiile Google Play și Gmail, după ce compania chineză de tehnologie a fost inclusă pe lista neagră de Departamentul de Comerț al Statelor Unite.[84]
- 20 mai: Fostul comedian Volodîmîr Zelenski a depus jurământul în calitate de al 6-lea președinte al Ucrainei. Zelenski anunță dizolvarea parlamentului și solicită alegerile parlamentare anticipate.[85]
- 20 mai: Intră în vigoare redefinirea sistemului internațional de unități de măsură adoptat de majoritatea țărilor lumii.[86]
- 20 mai: Toți miniștri de extremă dreapta a Partidului Libertății din Austria, care alcătuiesc aproape jumătate din cabinetul austriac, demisionează după ce cancelarul conservator Sebastian Kurz a propus demiterea ministrului de interne Herbert Kickl, în urma publicării unui videoclip compromițător al acestuia.[87]
- 21 mai: Nepalezul Kami Rita Sherpa a escaladat vârful Everest (8.848 m), pentru a doua oară în decurs de o săptămână, ajungând astfel la un total de 24 de ascensiuni pe cel mai înalt punct al lumii, îmbunătățindu-și recordul anterior.
- 23 mai: Începând de azi, timp de patru zile, au loc Alegeri pentru Parlamentul European.
- 24 mai: Premierul britanic Theresa May își anunță demisia din funcția de președinte al Partidului Conservator din 7 iunie. Urmează să rămână în funcția de șef al guvernului până la alegerea unui succesor.
- 25 mai: La cea de-a 72-a ediții a Festivalului de Film de la Cannes, filmul Parasite al regizorului sud-coreean Bong Joon-ho este premiat cu Palme d'Or.
- 26 mai: La alegerile europarlamentare din România clasamentul partidelor este următorul: PNL - 27,00%, PSD - 22,51%, Alianța USR-PLUS - 22,36%, PRO România - 6,44%, PMP - 5,76%, UDMR - 5,26%, ALDE - 4,11%; prezența la vot a fost de 49,02%. La Referendumul pe tema justiției, 80,9% au votat "Da" la prima întrebare și 81,1% au votat "Da" la a doua întrebare; prezența la vot a fost de 41,28%.[88]
- 27 mai: Liderul PSD, Liviu Dragnea, a fost condamnat definitiv de Înalta Curte de Casație și Justiție la 3 ani și 6 luni de închisoare pentru instigare la abuz în serviciu în dosarul angajărilor fictive de la DGASPC Teleorman.[89]
- 28 mai: Banca Centrală Europeană a pus în circulație noile bancnote de 100 și 200 de euro. Acestea sunt echipate cu noi caracteristici de securitate care le fac mai greu de falsificat.
- 29 mai: O navă de croazieră fluvială cu 34 de persoane la bord, s-a ciocnit cu un alt vas mult mai mare și s-a scufundat în Dunăre, la Budapesta, Ungaria, omorând șapte turiști sud-coreeni.[90]
- 31 mai: Vizita apostolică a papei Francisc în România timp de trei zile. Este a doua vizită a unui Suveran Pontif, după cea din 1999 a Papei Ioan Paul al II-lea.[79]

### Iunie

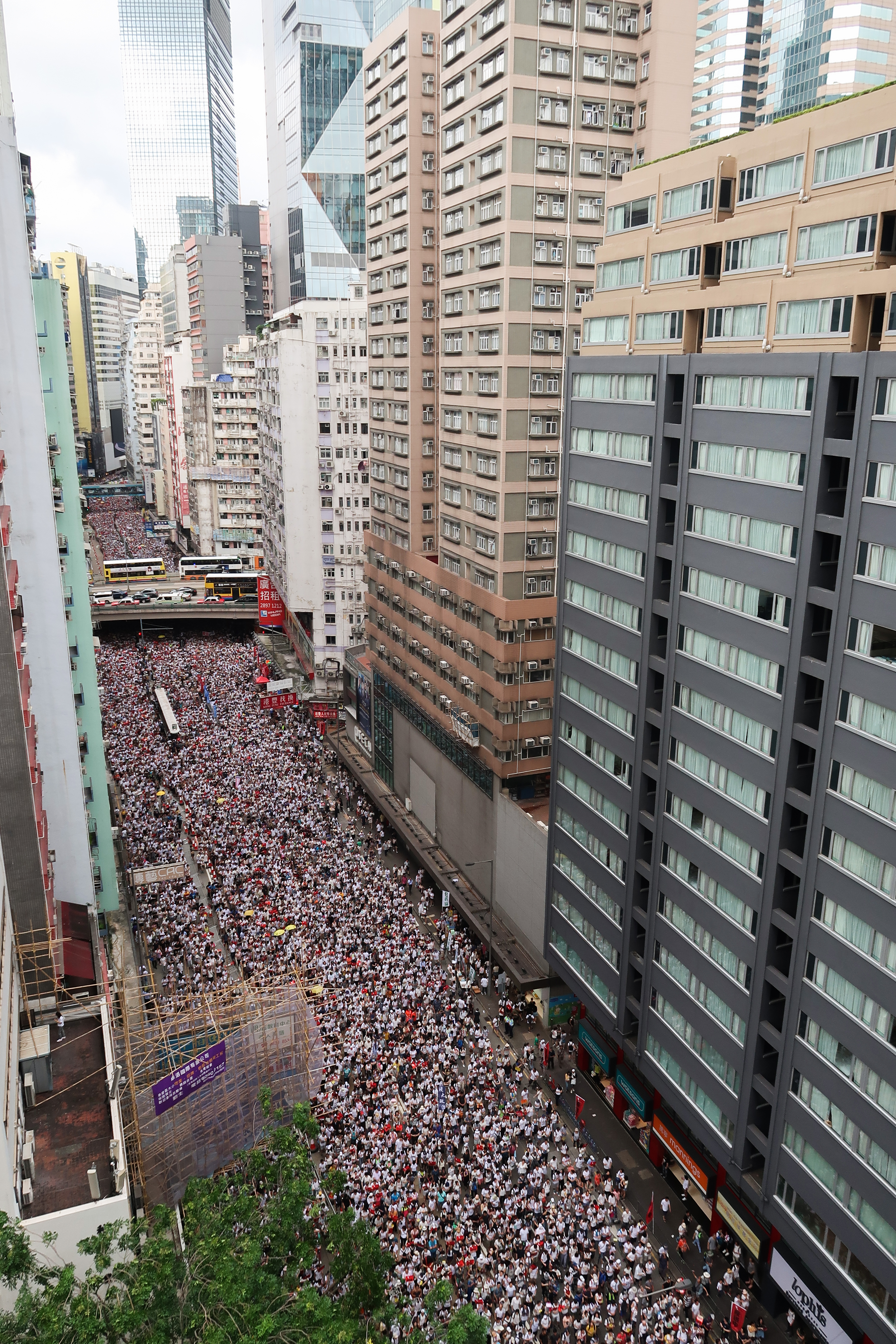
9 iunie: Sute de mii de oameni se adună pe străzile din Hong Kong pentru a protesta împotriva unei noi legi controversate, care ar permite guvernului din Hong Kong să extrădeze suspecți către țări cu care nu are acorduri în acest sens, inclusiv către China.

- 4 iunie: 30 de ani de la Masacrul din Piața Tiananmen, Beijing, China, când sute de persoane au fost ucise după ce armata chineză a intervenit în forță cu tancurile, pentru a înăbuși protestele pro-democrație.
- 8 iunie: În Republica Moldova, blocul ACUM și socialiștii au semnat un acord de colaborare și formare a unei majorități parlamentare iar Maia Sandu a fost desemnată prim-ministru. Curtea a declarat neconstituțional decretul de numire în funcția de prim-ministru a Maiei Sandu și a noului Guvern.
- 9 iunie: Curtea Constituțională din Republica Moldova dizolvă parlamentul național și înlătură din funcție pe președintele Igor Dodon, numind ca președinte interimar pe fostul premier Pavel Filip. Dodon, precum și Parlamentul Moldovei sfidează mișcarea, declanșând astfel o criză constituțională.[92][93]
- 9 iunie: Sute de mii de oameni se adună pe străzile din Hong Kong pentru a protesta împotriva unei noi legi controversate, care ar permite guvernului din Hong Kong să extrădeze suspecți către țări cu care nu are acorduri în acest sens, inclusiv către China.[91]
- 13 iunie: Președintele Klaus Iohannis și președinții PNL, USR, PRO România și PMP au semnat Acordul Politic Național pentru consolidarea parcursului european al României.[94]
- 14 iunie: Partidul Democrat din Moldova condus de Vladimir Plahotniuc și-a anunțat retragerea de la guvernare, cedând puterea guvernului condus de Maia Sandu.
- 16 iunie: Proteste masive la Hong Kong unde sute de mii de oameni - unele surse vorbesc de aproape 2 milioane de oameni - s-au adunat în Piața Victoriei deși guvernul a suspendat proiectul unei legi controversate, care facilita extrădările către China. Protestatatarii vor garanții că se va renunța definitiv la o astfel de lege. Liderul Hong Kong, Carrie Lam, cere scuze pentru propunerea proiectului de lege. Poliția declară că participarea a fost de 338.000 la ora de vârf.[95]
- 18 iunie: Moțiunea de cenzură împotriva guvernului Dăncilă a fost respinsă de Parlament; s-au înregistrat 200 de voturi favorabile, 7 împotrivă și 3 abțineri, numărul minim de voturi favorabile pentru ca moțiunea să fie adoptată fiind de 233. În sală au fost prezenți 250 de parlamentari din 465.[96][97]
- 18 iunie: Valul de căldură extremă din India a provocat moartea a cel puțin 184 de oameni; temperaturile au atins 50,8 °C în orașul Churu.[98]

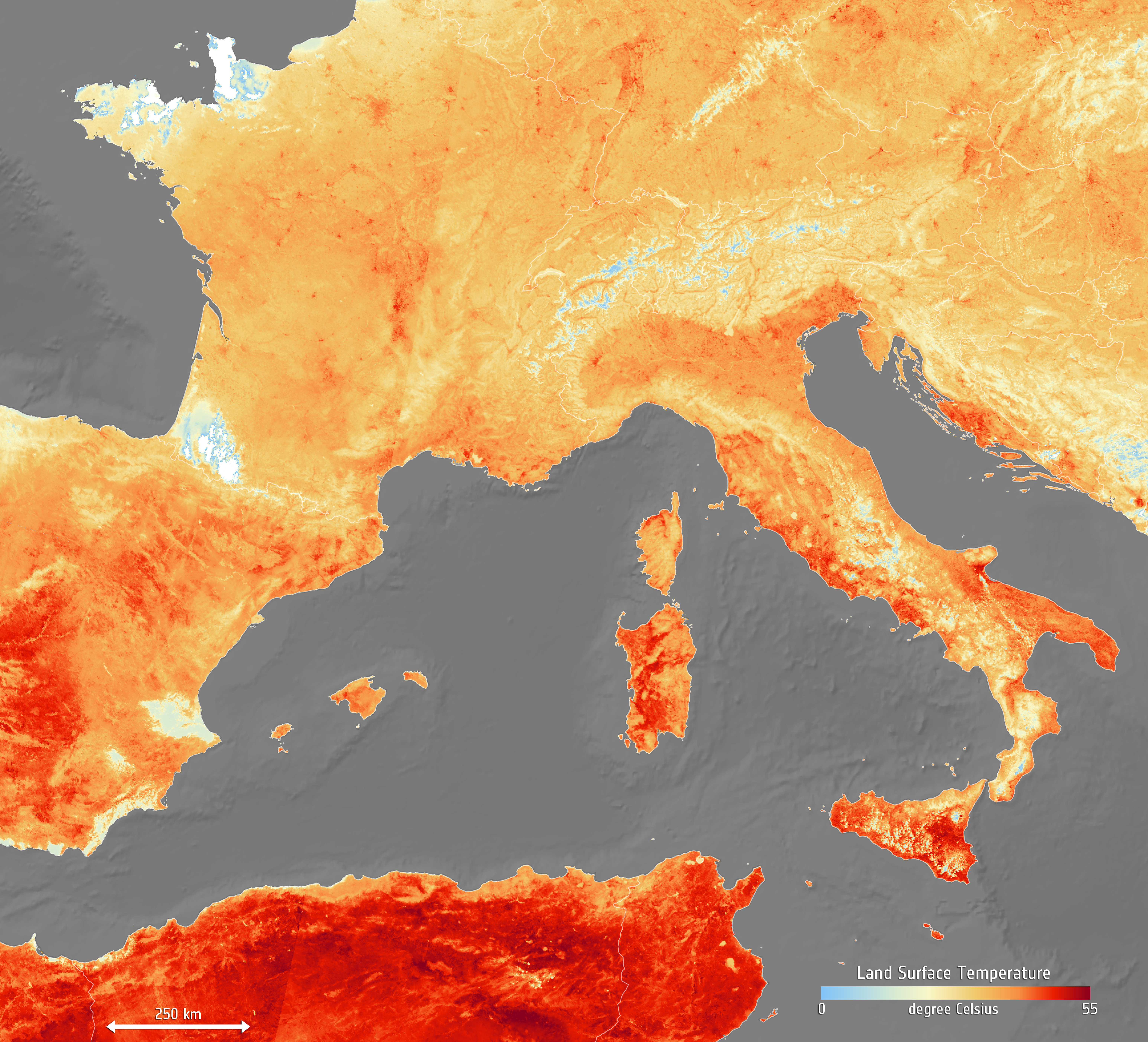
28 iunie: Germania, Franța, Polonia și Cehia înregistrează cele mai mari temperaturi pentru luna iunie, pe fondul unui val de căldură în Europa de Vest și Centrală.

- 20 iunie: Uniunea Europeană a decis prelungirea cu un an a sancțiunilor adoptate împotriva Rusiei ca reacție la ”anexarea ilegală a Crimeei și a Sevastopolului” în 2014.
- 23 iunie: Sute de mii de cehi protestează pe străzile din Praga pentru a cere demisia premierului Andrej Babiš, în cel mai mare protest al țării de la Revoluția de Catifea din 1989. Premierul miliardar este suspectat de fraudă cu fonduri europene. [100][101]
- 24 iunie: Procurorul general al regiunii Amhara din Etiopia, Migbaru Kebede, a murit după ce a fost rănit în timpul unei încercări de lovitură de stat, cu două zile mai devreme. Asaminei Tsige, generalul suspectat că se află în spatele încercării de lovitură de stat, a fost ucis de forțele de securitate.[102]
- 25 iunie: SpaceX a lansat 24 de sateliți cu racheta Falcon Heavy în prima sa lansare pe timp de noapte. Două dintre cele trei propulsoare s-au întors în siguranță la Stația Forțelor Aeriene din Cape Canaveral, însă propulsorul nucleului central  nu a reușit să aterizeze pe o navă în Oceanul Atlantic, explodând în mare.[103]
- 28 iunie: Germania, Franța, Polonia și Cehia înregistrează cele mai mari temperaturi pentru luna iunie, pe fondul unui val de căldură în Europa de Vest și Centrală.[99][104]
- 29 iunie: La Congresul extraordinar al PSD, Viorica Dăncilă a fost aleasă noul președinte al partidului cu 2.828 voturi. Contracandidații ei au fost: Liviu Pleșoianu (715 voturi), Șerban Nicolae (375 voturi) și Ecaterina Andronescu (50 voturi). Funcția de președinte executiv a fost câștigată de Eugen Teodorovici cu 2.463 voturi, iar funcția de secretar general de Mihai Fifor cu 2.366 de voturi.[105]

### Iulie

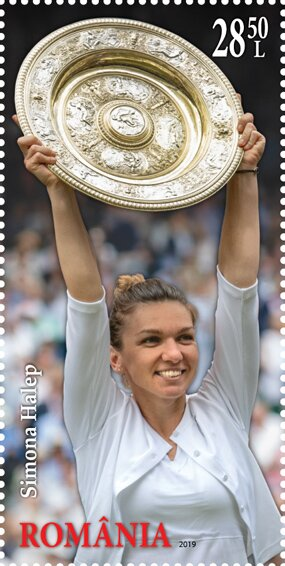
13 iulie: Simona Halep o învinge pe Serena Williams (6-2, 6-2) în finala de la Wimbledon. Este al doilea titlu de Grand Slam câștigat și este prima jucătoare din România care câștigă turneul de la Wimbledon.

- 1 iulie: Finlanda a preluat de la România președinția semestrială a Consiliului Uniunii Europene.
- 1 iulie: Japonia a reluat vânătoarea de balene în scopuri comerciale după o pauză de 30 de ani și la o zi după retragerea din Comisia internațională privind vânătoarea de balene (IWC). Cel puțin 227 de balene se așteaptă să fie ucise până în decembrie 2019.[106]
- 1 iulie: Iranul anunță că a depășit limita de 300 de kilograme de uraniu îmbogățit, impusă de acordul internațional cu privire la programul său nuclear. Acordul încheiat în 2015 între Iran și Grupul celor Șase (Germania, China, Statele Unite, Franța, Regatul Unit, Rusia), limita drastic programului nuclear al Iranului în schimbul ridicării unor sancțiuni economice internaționale. În 2018, SUA, în administrația Donald Trump, s-a retras unilateral din pact și a reinstalat sancțiuni împotriva Teheranului.[107]
- 2 iulie: Eclipsă solară totală vizibilă în Chile și Argentina.
- 2 iulie: Un incendiu produs în submarinul Losharik al Marinei Militare Ruse ucide 14 membri ai echipajului în timp ce nava efectuează teste în apele teritoriale rusești.[108]
- 2 iulie: Al nouălea Parlament European își începe mandatul de cinci ani.[109]
- 8 iulie: Liderul formațiunii conservatoare Noua Democrație, Kyriakos Mitsotakis, a depus jurământul și a preluat funcția de prim-ministru al Greciei, la numai o zi de la victoria partidului său în alegerile generale anticipate.[110]
- 10 iulie: Cercetătorii anunță, prin intermediul revistei Nature, că un craniu uman (Apidima 1) descoperit în interiorul unei peșteri din Grecia a fost datat ca având 210.000 ani, făcându-l cel mai vechi Homo sapiens non-african.[111]
- 11 iulie: Sonda spațială Hayabusa 2 care aparține JAXA a făcut a doua aterizare reușită și finală pe asteroidul 162173 Ryugu. Asteroidul, aflat la aproximativ 340 de milioane de kilometri distanță de Terra, este o "fosilă vie" rămasă de la nașterea Sistemului Solar.[112]
- 11 iulie: Șapte persoane, dintre care șase turiști străini, au fost ucise și alte 100 au fost rănite în timpul unei furtuni violente care a traversat Salonic, Grecia.[113]
- 13 iulie: Simona Halep o învinge pe Serena Williams (6-2, 6-2) în finala de la Wimbledon. Este al doilea titlu de Grand Slam câștigat și este prima jucătoare din România care câștigă turneul de la Wimbledon.[114]

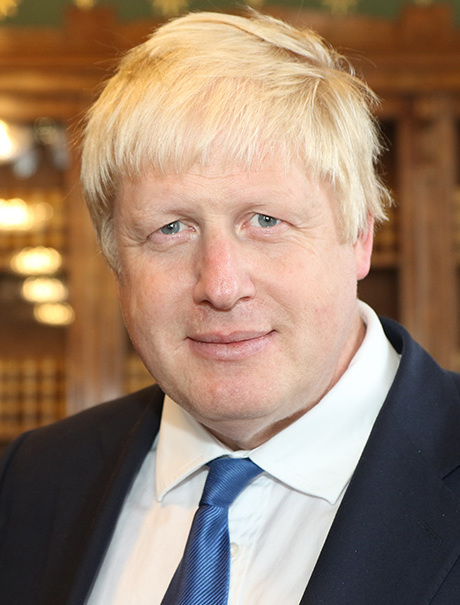
24 iulie: Boris Johnson este numit noul prim-ministru al Regatului Unit.

- 14 iulie: Sârbul Novak Djokovic câștigă cel de-al  16-lea titlu de Grand Slam după ce l-a învins pe elvețianul Roger Federer în finala de simplu masculin de la Wimbledon, cu scorul de 7–6(7–5), 1–6, 7–6(7–4), 4–6, 13–12(7–3) într-un meci care a durat patru ore și 56 de minute. A fost cea mai lungă finală de la Wimbledon din toate timpurile, dar și primul meci de simplu masculin din toate cele patru Grand Slam la care setul cinci s-a terminat cu tiebreake.[115]
- 14 iulie: Sistemul de navigație prin satelit Galileo al Uniunii Europene a suferit o întrerupere majoră cauzată de un "incident tehnic legat de infrastructura de la sol", lăsând toți sateliții activi Galileo offline.[116] Sistemul, care este operațional de la sfârșitul anului 2016, este încă în faza de pilot.
- 16 iulie: Ministrul german al apărării, Ursula von der Leyen, a fost aleasă de Parlamentul European în funcția de președinte al Comisiei Europene. Ea îl va succede pe Jean-Claude Juncker la 1 noiembrie 2019 și va deveni prima femeie care va deține această funcție.[117]
- 17 iulie: În Filipine se declară urgență națională după ce peste 100.000 de persoane au contractat febra Denga.[118]
- 24 iulie: După demisia Theresei May, Boris Johnson este numit noul prim-ministru al Regatului Unit.
- 26 iulie: Cazul de la Caracal: Emoție în societatea românească în cazul unei adolescente care a sunat de trei ori la 112 anunțând că a fost sechestrată, violată și bătută, însă autoritățile nu au reușit să identifice locul în care se află. Poliția a intervenit după aproximativ 19 ore de la apel. Principalul suspect a fost reținut pentru trafic de minori și viol.[119][120][121]
- 28 iulie: Cazul de la Caracal: Bărbatul de 66 de ani din Caracal a recunoscut că a bătut, violat și omorât două tinere de 15, respectiv 18 ani, apoi a ars cadavrele. Au fost mai multe demiteri: șeful Inspectoratului de Poliție Județean Olt și adjuncții acestuia, șeful poliției municipiului Caracal și adjunctul acestuia[122] și proteste în fața sediului Ministerului de Interne.[123]
- 29 iulie: Cazul de la Caracal: Directorul Serviciului de Telecomunicații Speciale și-a dat demisia.[124]
- 30 iulie: Cazul de la Caracal: Ministrul Afacerilor Interne, Nicolae Moga, în urma discuțiilor cu prim-ministru, și-a anunțat demisia declarând că a făcut acest lucru "pentru a salva o parte din prestigiul puternic afectat în urma unei activități deficitare a unor angajați ai săi care au fost destituiți sau urmează să fie sancționați".[125]

### August

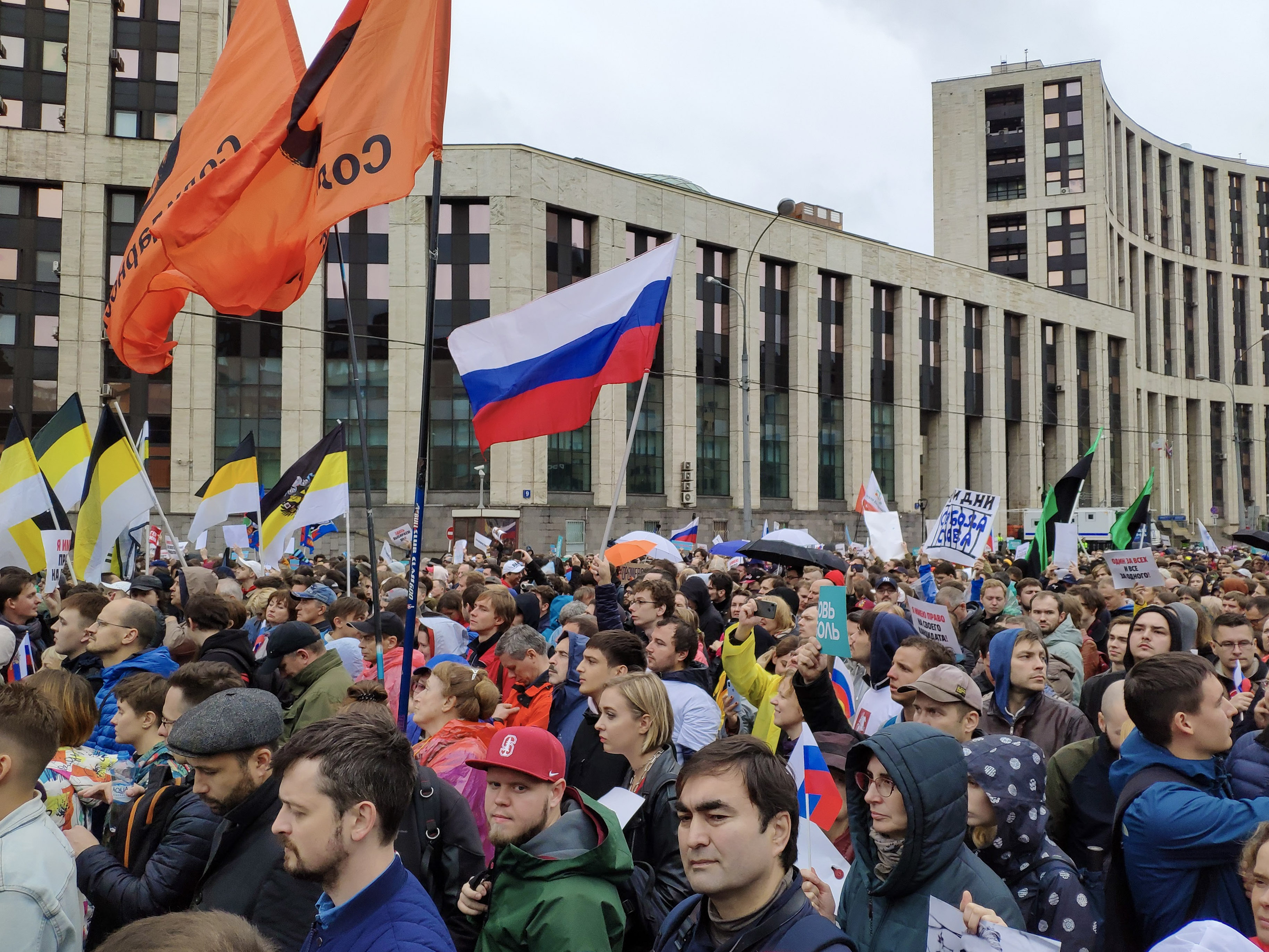
10 august: Peste 50.000 de oameni s-au adunat la protestele de la Moscova împotriva autorităților ruse care împiedică mai mulți candidați din opoziție să candideze la alegerile locale din septembrie.

- 2 august: Viorica Dăncilă o demite pe Ecaterina Andronescu din funcția de ministru al educației, în urma comentariilor sale într-un interviu televizat despre adolescenta ucisă în Cazul de la Caracal, spunând „eu am învățat de acasă să nu mă urc cu străini în mașină”.[126]
- 3 august: Cel puțin 20 de persoane sunt ucise și alte 26 sunt rănite în atentatul din El Paso, Texas. Suspectul principal, un tânăr de 21 de ani, a fost arestat. Înainte de atentat, tânărul a lansat online un manifest intitulat "Adevărul incomod", în care a citat ca motive pentru atentat: „invazie hispanică a Texasului” și „apăr pur și simplu țara mea de înlocuirea etnică și culturală”. Cazul este cercetat ca terorism intern.[127]
- 3 august: Câteva sute de persoane au fost reținute de poliția rusă la protestele neautorizate de la Moscova. Protestele s-au produs deoarece mai mulți candidați ai opoziției au fost descalificați de la candidatura la viitoarele alegeri legislative ale orașului Moscova.[128]
- 5 august: Guvernul federal al Indiei a anunță că va revoca statutul special constituțional al regiunii Kashmirul indian și că intenționează să restructureze teritoriul disputat.

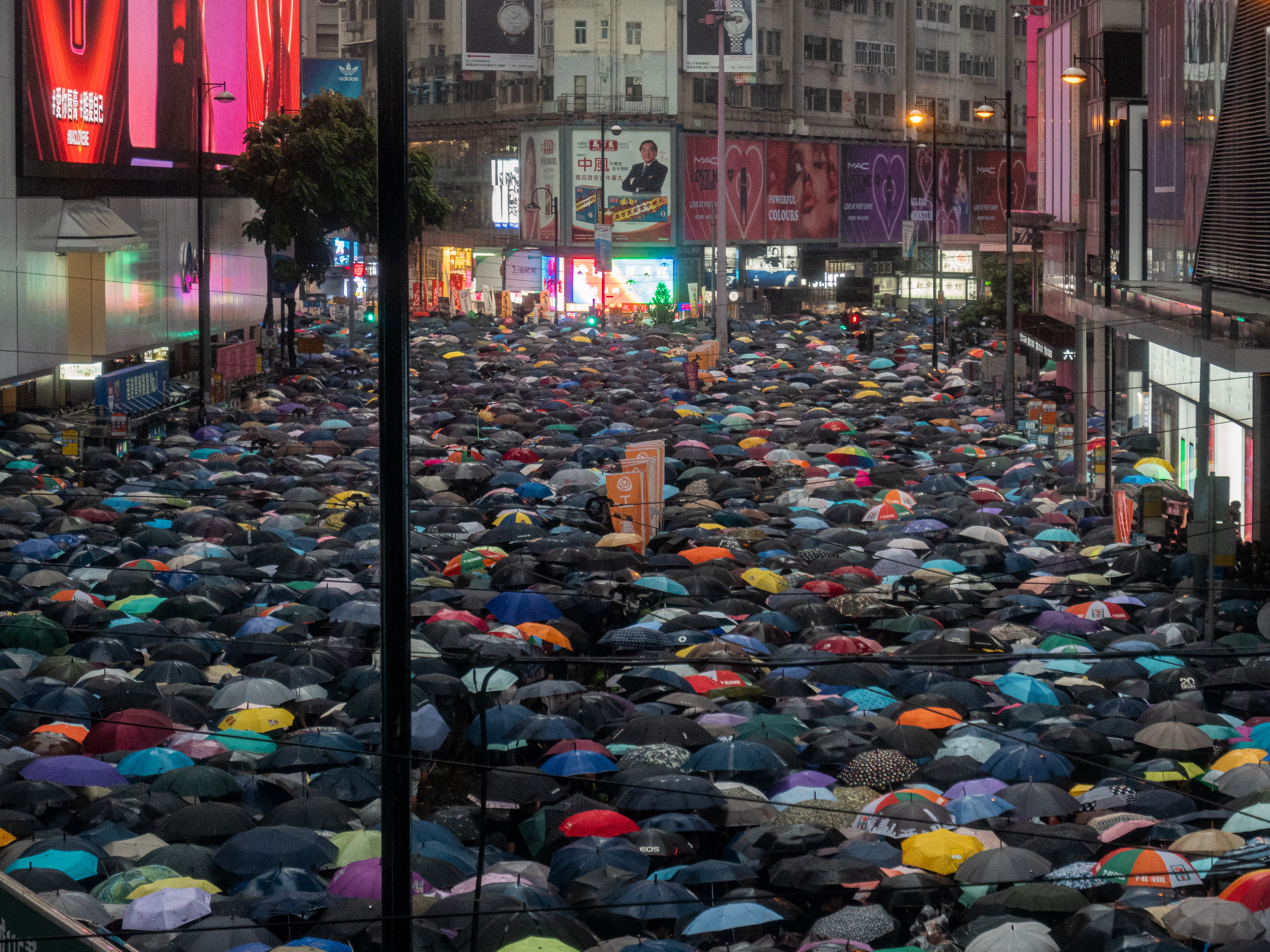
18 august: Sute de mii de manifestanți pro-democrație (organizatorii susțin că cel puțin 1,7 milioane de oameni) au participat la un miting pașnic pe străzile din Hong Kong în ciuda amenințărilor din partea Beijingului. Protestele s-au declanșat după ce Adunarea Legislativă locală a adoptat un act normativ care ar fi permis extrădarea infractorilor către China continentală. Legea a fost suspendată însă protestele s-au extins cerându-se retragerea completă a proiectului de lege de extrădare din procesul legislativ (și nu doar suspendare).

- 6 august: Președintele american Donald Trump a semnat un ordin executiv de înghețare a tuturor bunurilor guvernului venezuelean de pe teritoriul Statelor Unite "din cauza continuării uzurpării puterii de către regimul ilegitim al lui Nicolas Marudo". Au fost emise douăzeci și una de excepții pentru companiile care furnizează servicii, inclusiv petrol, ajutor și telecomunicații.[130]
- 7 august: Prim-ministrul pakistanez, Imran Khan, promite să lupte împotriva deciziei unilaterale a Indiei de a revoca autonomia Kashmirului administrat de India, inclusiv în Adunarea Generală a Națiunilor Unite și Consiliul de Securitate. Domnul Khan a declarat că această acțiune este o încălcare a dreptului internațional, adăugând că se teme de posibilitatea curățării etnice în regiunea cu majoritate musulmană.[131] China, care administrează teritoriile Kashmirului din Aksai Chin și Valea Shaksgam, își exprimă opoziția față de această mișcare indiană „inacceptabilă” și, împreună cu Turcia, își reafirmă sprijinul pentru o rezoluție pașnică. [132] [133]
- 7 august: Guvernul chinez avertizează că manifestanții din Hong Kong vor fi pedepsiți pentru “acțiuni criminale” și nu a exclus intervenția forțelor militare chineze pentru a suprima demonstrațiile anti-guvernamentale.[134]
- 8 august: Fostul președinte al Kîrgîzstanului, Almazbek Atambaev, a fost arestat de forțele speciale, după ce cu o zi mai înainte, încercarea de arest s-a soldat cu eșec și cu confruntări între forțele de ordine și susținătorii lui Atambaev, o persoană fiind ucisă. Atambaev a fost inculpat pentru corupție.[135][136]
- 8 august: O explozie a avut loc la o bază de lansare a rachetelor în regiunea Arhanghelsk (nord-vestul Rusiei), în timpul testării unui motor de rachetă pe bază de combustibil lichid. Deflagrația a fost  urmată de un incendiu.  Accidentul ucide doi membri ai armatei și cinci angajați ai Agenției Rosatom. Administrația orașului determină, după accident, o scurtă creștere a radiațiilor radioactive.[137]
- 8 august: Matteo Salvini, viceprim-ministrul italian, anunță prăbușirea guvernului de coaliție cu Mișcarea Cinci Stele, deschizând posibilitatea organizării unei alegeri rapide.[138]
- 9 august: Vicepremierul Italiei, Matteo Salvini, prezintă un vot de neîncredere împotriva premierului Giuseppe Conte.[139]
- 10 august: Peste 50.000 de oameni s-au adunat la protestele de la Moscova împotriva autorităților ruse care împiedică mai mulți candidați din opoziție să candideze la alegerile locale din septembrie.[140]

- 15 august: China a concentrat forțe de ordine la câțiva kilometri de frontiera Regiunii Administrative Speciale Hong Kong în contextul a două luni de proteste la Hong Kong împotriva executivului pro-Beijing.
- 18 august: Sute de mii de manifestanți pro-democrație (organizatorii susțin că cel puțin 1,7 milioane de oameni) au participat la un miting pașnic pe străzile din Hong Kong în ciuda amenințărilor din partea Beijingului. Protestele s-au declanșat după ce Adunarea Legislativă locală a adoptat un act normativ care ar fi permis extrădarea infractorilor către China continentală. Legea a fost suspendată însă protestele s-au extins cerându-se retragerea completă a proiectului de lege de extrădare din procesul legislativ (și nu doar suspendare).[129]
- 19 august: După cincisprezece zile de incendii puternice în Pădurea Amazoniană din Rondônia, nori groși de fum acoperă orașul brazilian São Paulo lăsându-l în întuneric. Luminile stradale trebuie aprinse în oraș în jurul orei 14:00. Incendiile, suspectate a fi intenționate, ard încă pădurea.[141]
- 20 august: Primul ministru italian Giuseppe Conte demisionează. El îl critică pe vicepremierul Matteo Salvini, acuzându-l că a denunțat coaliția de guvernare pentru câștig personal și politic. Președintele Italiei, Sergio Mattarella, acceptă demisia lui Conte și anunță că va începe consultări cu liderii de partid. [142]
- 20 august: Președintele Klaus Iohannis este primit la Casa Albă de președintele american Donald Trump. Este pentru a doua oară, după întâlnirea din iunie 2017, când cei doi președinți au o întrevedere la Casa Albă. Discuții despre întărirea și dezvoltarea Parteneriatului strategic dintre România și SUA, securitatea energetică și programul Visa Waiver.[143]
- 26 august: Delegația Permanentă a ALDE a votat ieșirea partidului de la guvernare și susținerea candidaturii lui Mircea Diaconu la alegerile prezidențiale din 10 noiembrie.
- 27 august: Râul Lena a ajuns la nivelul minim de 2,5 m. În capitala regională Iakutsk, apa a scăzut atât de brusc încât sute de nave de marfă și bărci mai mici au rămas înfundate în nisip.
- 28 august: Primul ministru britanic Boris Johnson cere reginei Elisabeta a II-a să suspende Parlamentul până la 14 octombrie. În urma precedentului, monarhul constituțional aprobă cererea.[144][145]
- 28 august: Arheologii din Huanchaco, Peru au descoperit 227 de seturi de resturi umane cu vârste cuprinse între cinci și paisprezece ani și se crede că au fost sacrificate acum 500 de ani. Descoperirea este cea mai mare jertfă de copii cunoscută din istorie.[146]

### Septembrie

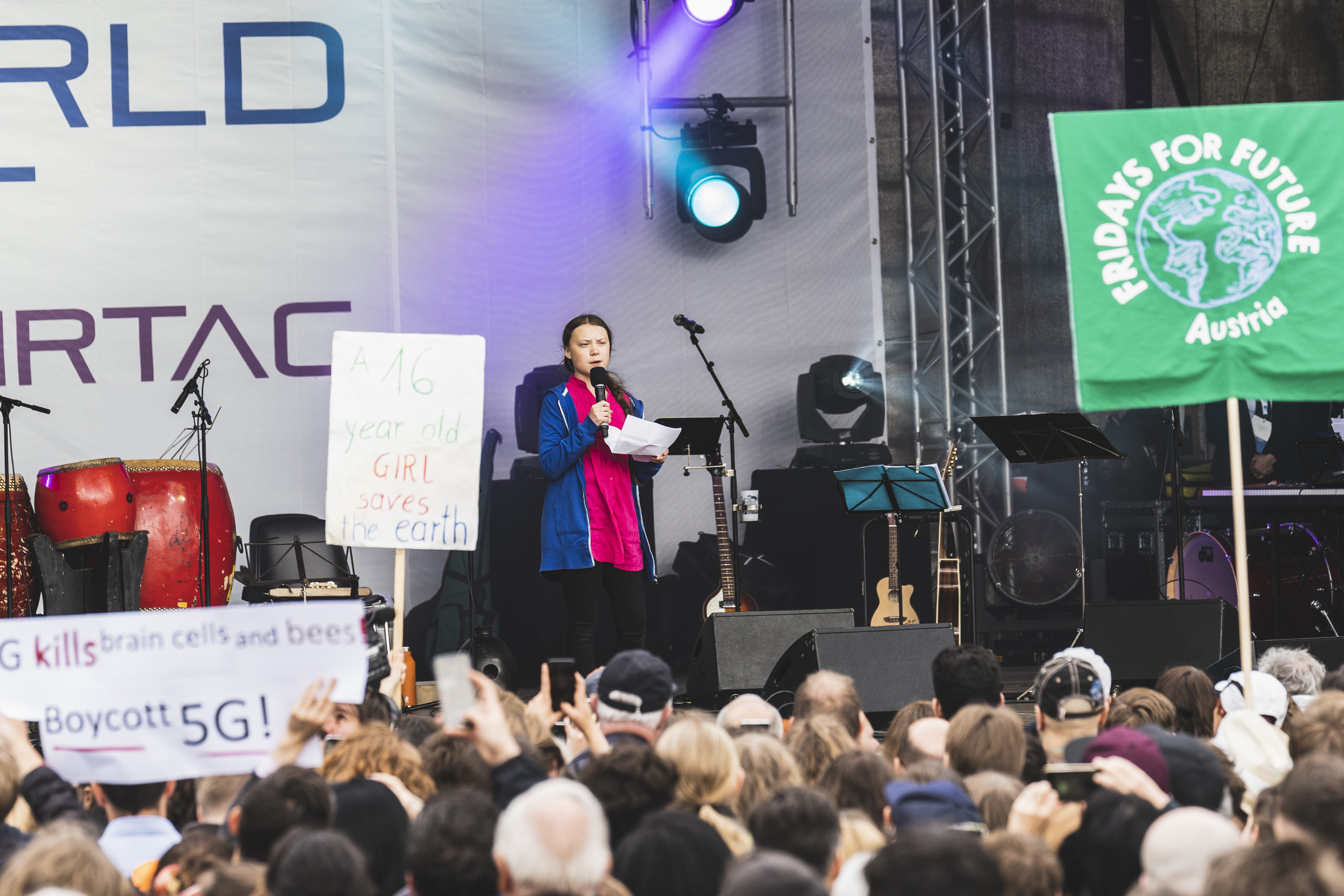
24 septembrie: La summitul climatic ONU de la New York, Greta Thunberg, o adolescenată suedeză în vârstă de 16 ani, a ținut celebrul discurs "How Dare You?", în care s-a răzvrătit împotriva liderilor politici mondiali pentru nepăsarea față de schimbările climatice.

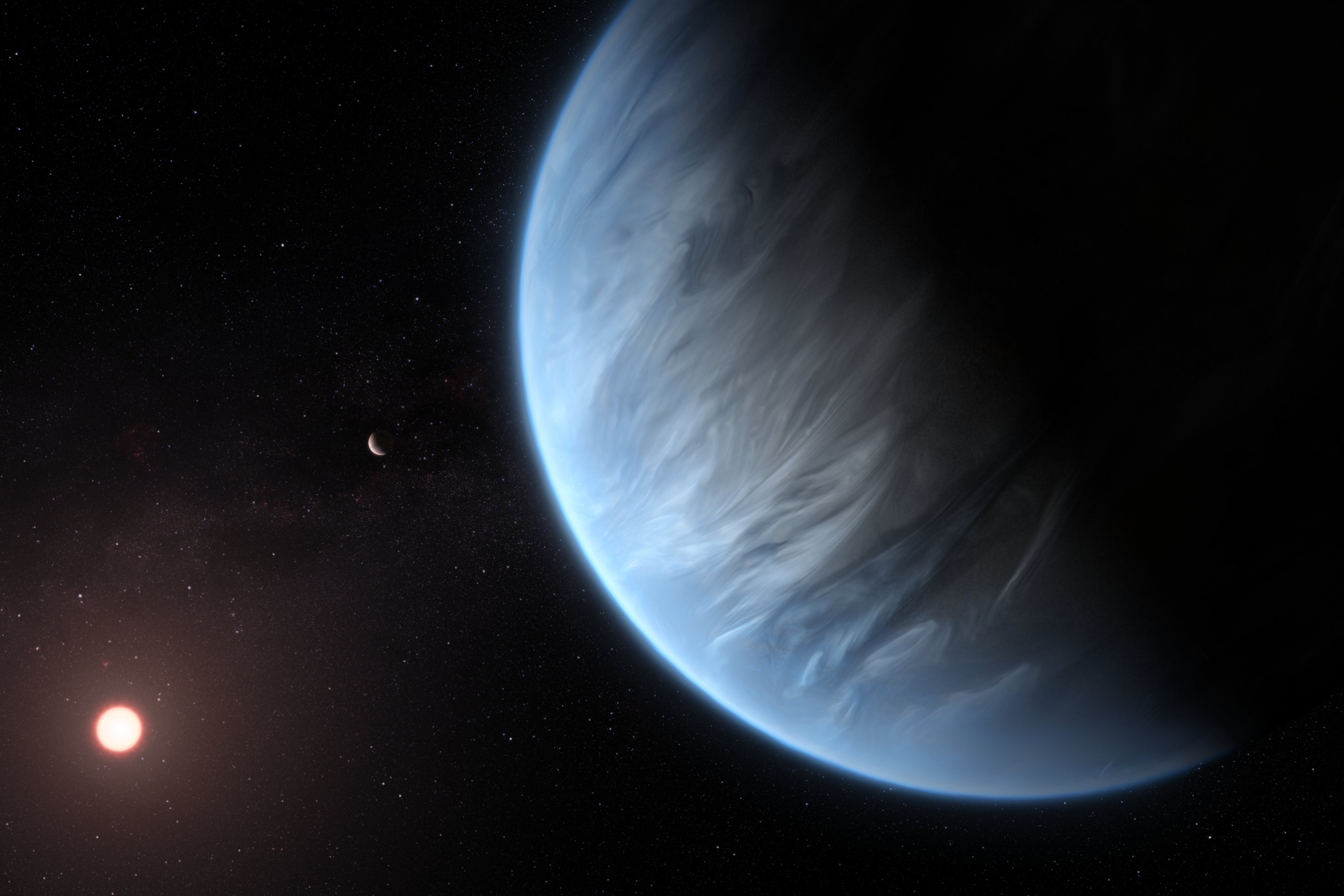
11 septembrie: Vaporii de apă au fost detectați pe exoplaneta K2-18b, un Super-Pământ care se află la aproximativ 111 ani-lumină de Pământ. Este pentru prima dată când apa a fost confirmată pe o exoplanetă în zona locuibilă circumstelară a unei stele.

- 1 septembrie: Președintele Germaniei, Frank-Walter Steinmeier, cere iertare Poloniei în cadrul unei ceremonii de comemorare la Wieluń, Polonia, la care a participat împreună cu președintele polonez Andrzej Duda, și unde s-a comemorat bombardamentul Germaniei naziste asupra Wieluń în prima zi a celui de-Al Doilea Război Mondial, cel mai sângeros conflict din lume, acum 80 de ani.[147]
- 3 septembrie: Atac terorist la Kabul, în Afganistan în urma căruia, un reprezentant al misiunii diplomatice a României la Kabul a murit, iar altul a fost grav rănit.[148]
- 4 septembrie: Guvernul din Hong Kong anunță retragerea proiectul privind extrădarea care a declanșat proteste masive timp de trei luni.[149]
- 4 septembrie: Camera Comunelor Regatului Unit aprobă un proiect de lege care să blocheze un brexit fără acord luna viitoare, printr-un vot de la 327 la 299. Proiectul de lege îi recomandă premierului Boris Johnson să solicite o altă prelungire Brexit dacă nu poate asigura un acord cu Uniunea Europeană în săptămânile următoare.[150]
- 5 septembrie: O bombă talibană în mijlocul unei zone puternic fortificate din Kabul ucide doisprezece persoane, inclusiv un soldat român și unul american.[151]
- 5 septembrie: Noul cabinet al primului ministru Giuseppe Conte depune jurământul după  acordul de coaliție între Mișcarea Cinci Stele și Partidul Democrat.[152]
- 5 septembrie: Fosta Prima Doamnă a Hondurasului, Rosa Elena Bonilla, este condamnată la 58 de ani de închisoare după ce a cumpărat bijuterii cu fonduri publice.[153]
- 5 septembrie: Președintele turc, Recep Tayyip Erdoğan, amenință cu „deschiderea porților” și va permite celor peste 3 milioane de refugiați sirieni să emigreze liber în Europa, cu excepția zonei tampon de securitate din nordul Siriei, convenită între Turcia și Statele Unite. El susține în continuare că „comunitatea internațională, respectiv Uniunea Europeană” nu oferă sprijin în ceea ce privește refugiații.[154]
- 5 septembrie: Președintele Klaus Iohannis anunță că respinge propunerile pentru miniștrii interimari și trimite prim-ministrul Viorica Dăncilă să legitimeze Guvernul prin votul Parlamentului.[155]
- 7 septembrie: Are loc schimbul istoric de 70 de prizonieri dintre Ucraina și Rusia, un gest foarte așteptat, având în vedere că administrațiile de la Moscova și Kiev sunt în conflict, de la anexarea peninsulei Crimeea de către Rusia și începutul conflictului din estul Ucrainei în 2014.
- 11 septembrie: Vaporii de apă au fost detectați pe exoplaneta K2-18b, un Super-Pământ care se află la aproximativ 111 ani-lumină de Pământ. Este pentru prima dată când apa a fost confirmată pe o exoplanetă în zona locuibilă circumstelară a unei stele.[156]
- 14 septembrie: Două instalații petroliere din Arabia Saudită, au fost atacate de drone și incendiate. Atacul a fost revendicat de rebelii houti din Yemen, susținuți de Iran.[157]
- 16 septembrie: A avut loc o explozie la Centrul de cercetare de Virologie și Biotehnologie, din Kolțovo, regiunea Novosibirsk, Siberia, Rusia[158][159]
- 18 septembrie: Singurul producător de sodă calcinată din România, fabrica Ciech Soda din județul Vâlcea, a închis producția, după 60 de ani de funcționare neîntreruptă, motivul invocat de patronatul polonez fiind creșterea prețului la aburul industrial, livrat de CET Govora către fostele Uzine Sodice Govora.[160] Uzina de Sodă cu aproximativ 600 de angajați intrat miercuri într-un proces de mentenanță, împiedicând conducerea acestuia să vorbească despre o închidere definitivă, cu speranța unui posibil acord asupra prețului agentului termic, pe care furnizorul român îl are, crescând cu aproape 135% în ultimul an (inclusiv certificate CO2). CET Govora a reziliat unilateral, pe 18 iunie, contractul de livrare a aburului industrial către CIECH Soda România. Aceasta s-a și întâmplat, în condițiile în care prețul actual abia fusese stabilit pe 1 aprilie și trebuia să fie valabil până la 31 decembrie 2020, se arăta într-un comunicat al Ciech Group, publicat pe 9 august 2019. Acceptarea noului preț de către furnizorul de abur către companie ar însemna pierderi mari.[161]
- 23 septembrie: Compania britanică de turism Thomas Cook, cea mai veche firmă de turism din lume, intră în "lichidare imediată", lăsând 150.000 de turiști britanici blocați în străinătate și punând în pericol 22.000 de locuri de muncă în întreaga lume. Ca răspuns, guvernul Regatului Unit și Autoritatea Aviației Civile lansează Operațiunea Matterhorn, cea mai mare repatriere din istoria Regatului Unit pe timp de pace.[162][163]
- 24 septembrie: Curtea Supremă a Regatului Unit hotărăște neconstituționalitatea suspendării Parlamentului de către Boris Johnson.[164]
- 24 septembrie: La summitul ONU pentru clima de la New York, Greta Thunberg, o adolescentă suedeză în vârstă de 16 ani, a ținut un discurs în care s-a răzvrătit împotriva liderilor lumii și a reproșat că îngroapă viitorul unor generații când ignoră avertismentele comunității științifice legate de încălzirea globală.
- 25 septembrie: După ce compania britanică Thomas Cook a dat faliment și compania aeriană germană Condor, filială a grupului Thomas Cook, depune dosare pentru faliment. Secretarul britanic în domeniul transporturilor, Grant Shapps, anunță că guvernul intenționează să introducă o nouă legislație în urma prăbușirii lui Thomas Cook, pentru a permite falimentele „mai ordonate” ale agențiilor de turism și companiilor aeriene.

### Octombrie
- 1 octombrie: China sărbătorește a 70-a aniversare a Republicii Populare Chineze cu parade în toată țara, inclusiv o mare paradă militară în capitala Beijing.[165]
- 2 octombrie: Presa de stat din Coreea de Nord spune că țara a testat cu succes un nou tip de rachetă balistică lansată de submarine (SLBM), în largul coastei Wonsan.[166]
- 4 octombrie: În cea de-a treia zi de proteste în Irak, numărul morților ajunge la 100. Guvernul impune aproape întreruperea totală a internetului.[167]
- 5 octombrie: Un grav accident rutier petrecut în localitatea Sfântu Gheorghe din județul Ialomița, unul din cele mai grave din ultimii ani din România, s-a soldat cu 10 persoane decedate și 7 rănite grav.[168]
- 6 octombrie: Arheologii anunță descoperirea lui En Esur, cea mai mare așezare cunoscută din epoca bronzului din sudul Levantului.
- 7 octombrie: Regele Carl al XVI-lea Gustaf al Suediei decide că copiii prințului Carl Philip și prințesei Sofia, și copiii prințesei Madeleine și Christopher O'Neill nu vor mai fi membri ai Casei Regale a Suediei. Scopul deciziei este de a stabili care membri ai familiei regale ar putea fi de așteptat să îndeplinească funcții oficiale de șef al statului sau în legătură cu funcția de șef al statului.[169]
- 7 octombrie: Astronomii anunță descoperirea a 20 de luni noi în jurul lui Saturn, adăugându-se la cele 62 cunoscute anterior. Lunile noi cuprind 17 luni lungi retrograde din grupul Norse și trei luni prograde, dintre care două aparțin grupului Inuit.[170]
- 9 octombrie: Președintele turc, Recep Tayyip Erdoğan, spune că țara sa a lansat o invazie militară în nordul și estul Siriei. Forțele Democratice Siriene solicită sprijin aerian de urgență din Statele Unite, și o zonă de interdicție aeriană deasupra nordul Siriei pentru a o proteja de raiduri aeriene turcești. Președintele american Donald Trump a ordonat forțelor americane să nu intervină în conflict.[171][172]
- 10 octombrie: Moțiunea de cenzură intitulată „Ca să reconstruim România, Guvernul Dăncilă trebuie demis de urgență!” inițiată de 237 de parlamentari PNL, USR, PMP, PRO România, ALDE, UDMR, minorități naționale, împotriva guvernului Dăncilă a fost adoptată de Parlament cu 238 de voturi „pentru”; numărul necesar pentru adoptarea moțiunii a fost de 233 de voturi.[173]
- 15 octombrie: Numărul de persoane confirmate ucise în centrul și estul Japoniei de către taifunul Hagibis se ridică la 66, 15 persoane fiind încă dispărute și peste 200 rănite.[174]

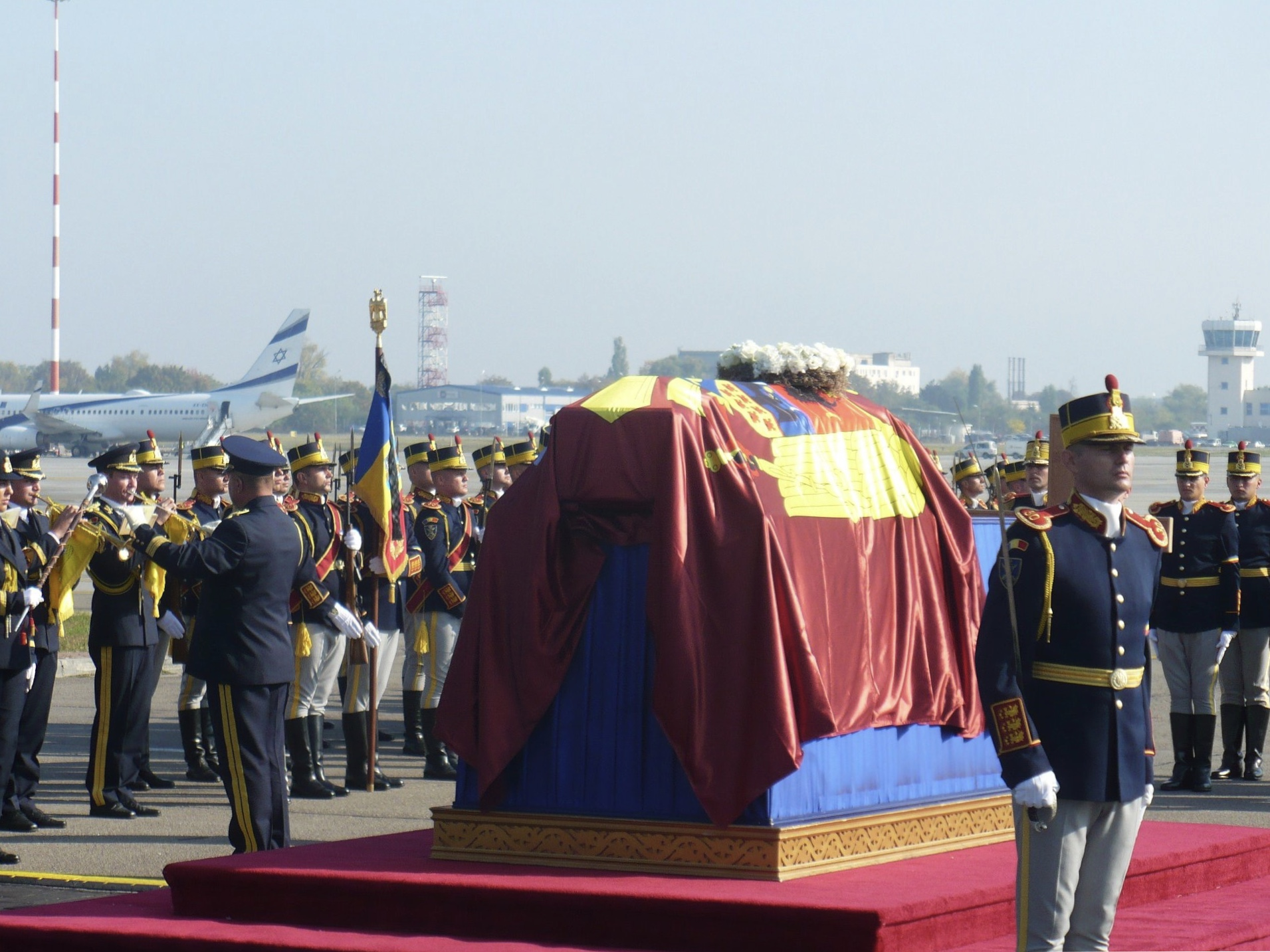
19 octombrie: Regina mamă Elena a fost reînhumată la Noua Catedrală Arhiepiscopală și Regală de la Curtea de Argeș.

- 16 octombrie: Arheologii au găsit mai mult de 20 de sicrie din lemn antice lângă orașul egiptean Luxor. Sicriele, ale căror decorații viu colorate sunt încă vizibile, au fost descoperite la necropola Theban din Asasif, pe malul de vest al râului Nil.[175]
- 19 octombrie: Regina mamă Elena a fost reînhumată la Noua Catedrală Arhiepiscopală și Regală de la Curtea de Argeș. Vineri, 18 octombrie, trupul reginei a fost adus în România din Elveția.[176]
- 20 octombrie: Alegeri locale în Republica Moldova.
- 23 octombrie: Deoarece în Chile protestele violente continuă, președintele chilian Sebastián Piñera își cere scuze, prîntr-o intervenție televizată, pentru eșecurile guvernului și promite reforme economice.[177]
- 22 octombrie: La Palatul Imperial din Tokyo are loc ceremonia de întronare a noului Împărat al Japoniei, Naruhito, la care au participat aproximativ 2.000 de invitați din care 420 demnitari străini.[178]
- 23 octombrie: Poliția engleză a descoperit 39 de cadavre în interiorul unui container frigorific al unui camion în Grays, Essex, Marea Britanie. Ele au fost transportate de la orașul belgian Zeebrugge, de-a lungul Canalului Mânecii, până la Purfleet. Șoferul, un bărbat din Irlanda de Nord, este arestat.[179]
- 26 octombrie: Într-o demonstrație la Barcelona, 350.000 de oameni protestează împotriva pedepselor cu închisoarea date liderilor catalani. Polițiști spanioli au intervenit în forță pentru a-i dispersa pe protestatarii catalani separatiști adunați în fața sediului poliției din centrul orașului.[180]
- 26 octombrie: Ascensiunea pe Uluru este interzisă permanent.
- 27 octombrie: Se crede că Abu Bakr al-Bagdadi, liderul Statul Islamic,  a murit într-un atentat sinucigaș, după ce forțele speciale ale coaliției conduse de SUA au atacat poziții deținute de rebelii din Siria. Președintele american Donald Trump afirmă decesul acestuia într-o declarație publică.[181]
- 28 octombrie: Un studiu al Institutului de Cercetări Medicale Garvan din Sydney, și condus de genetista Vanessa Hayes, identifică regiunea Okavango din nordul Botswanei drept originea oamenilor moderni. Alți oameni de știință exprimă scepticism în acest sens, în special la dovezile primare ale studiului provenite de la ADN-ul mitocondrial.[182][183]

### Noiembrie

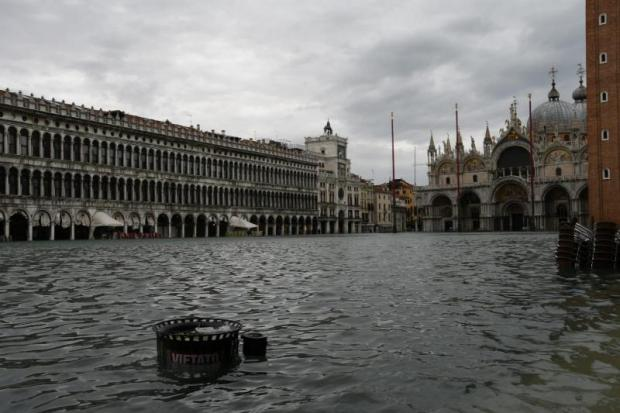
12 noiembrie: Veneția a fost inundată de cel mai ridicat flux din ultimii 50 de ani. Apa a atins un nivel maxim de 1,87 de metri, fiind a doua acqua alta din istoria venețiană, după inundația din 1966.

- 4 noiembrie: NASA anunță că a primit primul mesaj din spațiul interstelar de la nava sa spațială Voyager 2.
- 4 noiembrie: Guvernul condus de Ludovic Orban a primit votul de învestitură al Parlamentului, cu 240 de voturi pentru, în condițiile în care numărul minim de voturi necesare era 233. PSD și PRO România au boicotat ședința, însă câțiva parlamentari de la cele două partide au votat guvernul liberal.[184]
- 9 noiembrie: A 30-a aniversare de la căderea Zidului Berlinului.
- 10 noiembrie: Primul tur al alegerilor prezidențiale în România cu o prezență la vot de 51,19%. Din cei 14 candidați, Klaus Iohannis a obținut 37,82%, Viorica Dăncilă 22,26%, Dan Barna 15,02%, Mircea Diaconu 8,85%, iar Theodor Paleologu 5,72%.
- 10 noiembrie: După săptămâni de proteste împotriva fraudelor electorale, președintele bolivian Evo Morales și alți politicieni de rang înalt sunt nevoiți să demisioneze, iar senatorul de opoziție Jeanine Áñez devine președinte interimar.
- 11 noiembrie: Magistrații Curții de Apel București au declarat falimentul RADET, decizia fiind definitivă. Judecătorii CAB au respins apelurile formulate în cadrul procesului, menținând decizia luată în aprilie 2019 de Tribunalul București.[185] În același timp, fără ca regia să aibă o finanțare sigură și stabilă, a acumulat datorii de aproximativ 3,83 miliarde de lei către ELCEN, ultima companie declarată insolventă din cauza blocajului financiar.[186]
- 12 noiembrie: Veneția a fost inundată de cel mai ridicat flux din ultimii 50 de ani. Apa a atins un nivel maxim de 1,87 de metri, fiind a doua acqua alta din istoria venețiană, după inundația din 1966. Două decese sunt raportate.[187]
- 12 noiembrie: Guvernul de la Chișinău, condus de Maia Sandu, a picat în urma unei moțiuni de cenzură cu votul a 63 de deputați. Demersul a fost inițiat de Partidul Socialist (PSRM), ce făcea parte din coaliția de guvernare.
- 13 noiembrie: Președintele Republicii Moldova, Igor Dodon, îl numește pe Ion Chicu drept prim-ministru.
- 14 noiembrie: Parlamentul Republicii Moldova îl aprobă pe Chicu cu 62 voturi cu un guvern, inclusiv Aureliu Ciocoi, în calitate de ministru de Externe, Victor Gaiciuc în calitate de ministru al Apărării, Pavel Voicu în calitate de ministru de Interne și Sergiu Pușcuță în funcția de ministru al Finanțelor. Guvernul este ales în aceeași zi.
- 19 noiembrie: Google intră pe piața jocurilor video odată cu lansarea Google Stadia.
- 20 noiembrie: Prințul Andrew, Duce de York, al doilea fiu al reginei Elisabeta a II-a, se retrage din toate atribuțiile publice în urma acuzațiilor de viol, afirmând că asocierea sa cu miliardarul american Jeffrey Epstein care s-a sinucis în contextul în care era inculpat pentru agresiuni sexuale, a cauzat perturbări majore în activitatea familiei regale.[188]

- 21 noiembrie: Primul ministru al Israelului, Benjamin Netanyahu, este acuzat oficial de procurorul general Avichai Mandelblit de luare de mită și abuz de încredere, în trei dosare penale. Netanyahu susține că acuzațiile fac parte dintr-o „vânătoare de vrăjitoare” politică împotriva sa.[189]
- 23 noiembrie: A murit ultimul rinocer de Sumatra cunoscut din Malaezia.[190]
- 24 noiembrie: Avionul unei companii private Busy Bee s-a prăbușit la scurt timp după decolare într-o zonă dens populată din orașul Goma, în estul Republicii Congo, ucigând toate cele 19 persoane aflate la bord și cel puțin încă 10 pe teren.[191]
- 24 noiembrie: Președintele Klaus Iohannis a câștigat al doilea mandat de președinte al României cu 66,09%, în turul al doilea al alegerilor prezidențiale, iar reprezentantul PSD, Viorica Dăncilă, a obținut 33,91%. Prezența la vot a fost de 54,86%.
- 26 noiembrie: 50 de persoane au fost ucise și alte peste 900 rănite într-un cutremur cu magnitudinea de 6.4 în nord-vestul Albaniei. Este cel mai puternic cutremur care a lovit Albania în ultimii 40 de ani. [192]
- 27 noiembrie: Parlamentul European confirmă Comisia von der Leyen, care își va începe mandatul de cinci ani la 1 decembrie.

### Decembrie

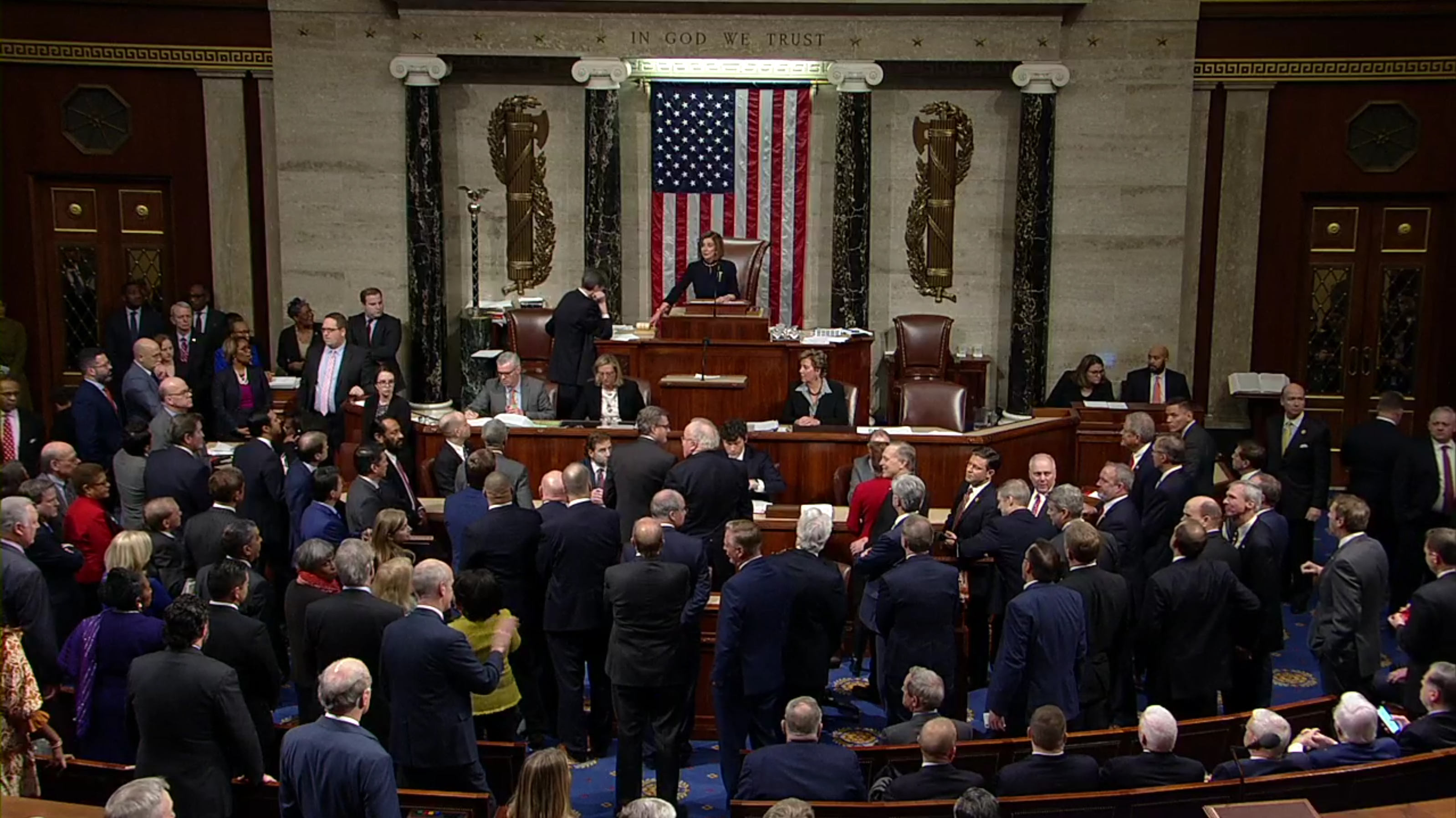
Camera Reprezentanților votează pentru adoptarea articolelor punerii sub acuzare a președintelui american Donald Trump pentru abuz de putere și încălcarea constituției.

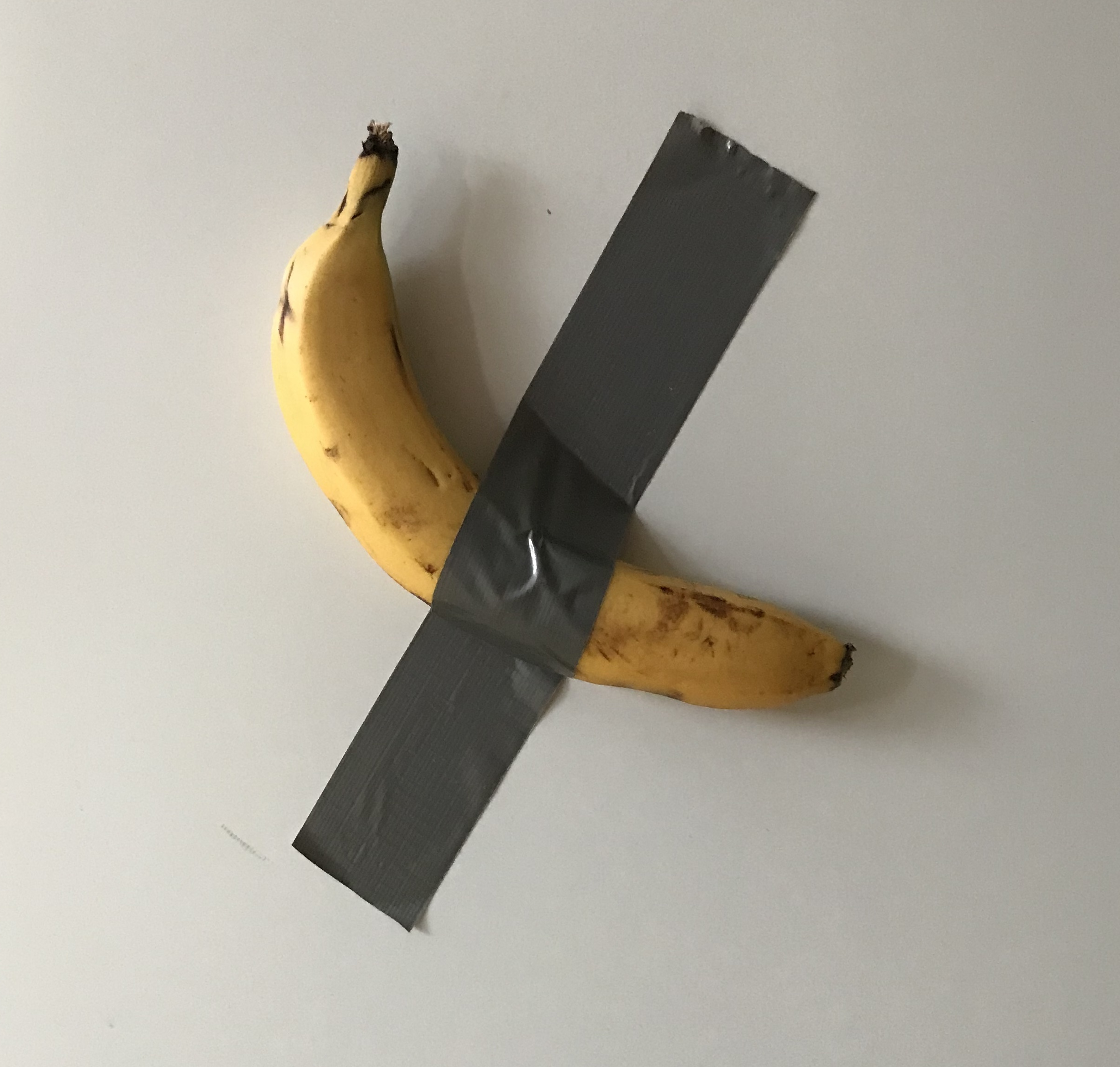
7 decembrie: Banana din lucrarea de artă numită Comedian a italianului Maurizio Cattelan, lucrare constând într-o banană lipită de un perete cu bandă adezivă (cumpărată pentru suma de 120.000 de dolari de un colecționar de artă francez), a fost mâncată de artistul David Datuna, care a spus că „A fost delicioasă” și numind interveția sa Hungry Artist. Galeria Perrotin a înlocuit fructul și a afirmat că lucrarea este o „idee”.

- 4 decembrie: Guvernul din Samoa solicită familiilor care nu au fost vaccinate împotriva rujeolei să arboreze un steag roșu sau o pânză roșie în fața caselor pentru a avertiza pe ceilalți și pentru a ajuta eforturile de vaccinare în masă și lupta împotriva epidemiei, deoarece numărul morților a ajuns la 60 iar cazurile confirmate depășesc 4.000 (populația totală a țării ete de 200.874 oameni).[194]
- 5 decembrie: Cea mai amplă grevă din ultimii 24 de ani, în Franța, pe fondul planului de reformă a pensiilor a președintelui Emmanuel Macron. În mod contradictoriu, sondajele de opinie arată că, deși cei mai mulți francezi sunt favorabili unei reforme a pensiilor, majoritatea susțin de asemenea greva.[195] În 1995 Franța a fost paralizată de proteste care au durat o lună și au obligat guvernul de atunci să renunțe la reformarea sistemului de pensii.
- 7 decembrie: Banana din lucrarea de artă numită Comedian a italianului Maurizio Cattelan. Piesa constând într-o banană lipită de un perete cu bandă adezivă (cumpărată pentru suma de 120.000 de dolari de un colecționar de artă francez) a fost mâncată de artistul David Datuna care a spus că „A fost delicioasă” și numind interveția sa Hungry Artist. Galeria Perrotin a înlocuit fructul și a afirmat că  lucrarea este o „idee”.[193]
- 9 decembrie: Agenția Spațială Europeană atribuie un contract pentru curățarea resturile din spațiu în 2025.[196]
- 9 decembrie: Agenția Mondială Antidoping a anunțat că va impune o interdicție de patru ani pentru Rusia la toate evenimentele sportive internaționale majore, cum ar fi Jocurile Olimpice de vară din 2020, Olimpiada de iarnă 2022 și Campionatul Mondial de Fotbal 2022, din cauza „falsificării datelor controalelor efectuate de laboratorul de la Moscova”. Sportivii ruși care doresc să concureze pot face acest lucru doar ca parte a unei „echipe neutre”.[197]
- 12 decembrie: Președintele Klaus Iohannis a retras decorațiile pentru mai multe persoane publice care au fost condamnate, printre care: Adrian Năstase, Miron Mitrea, Adrian Severin, Dan Voiculescu și Gheorghe Mencinicopschi.[198]
- 17 decembrie: Fostul conducător militar pakistanez, Pervez Musharraf, a fost condamnat la moarte în legătură cu un caz de înaltă trădare. Musharraf a fost în funcție din 1999 până în 2008 după ce a preluat puterea prin lovitură de stat militară. Cazul se referă la situațiile de urgență la nivel național pe care le-a impus după suspendarea constituției din noiembrie 2007.
- 18 decembrie: Arianespace lansează cu succes telescopul spațial CHEOPS al Agenției Spațiale Europene de la centrul spațial Guyana. Observatorul european va căuta noi exoplanete și va putea studia compoziția și structura internă a unei exoplanete.[199]
- 18 decembrie: Camera Reprezentanților a Statelor Unite ale Americii a decis adoptarea articolelor prin care președintele Donald Trump este acuzat pentru abuz de putere și obstrucție a Congresului. Trump devine al treilea președinte american care face obiectul unei proceduri de destituire, după Andrew Johnson în 1868 și Bill Clinton în 1998.[200]
- 21 decembrie: Președintele Klaus Iohannis a depus jurământul în cadrul unei ședințe solemne comune a Parlamentului României pentru al doilea mandat, au participat: Preafericitul Părinte Daniel, Patriarhul Bisericii Ortodoxe Române, Înaltpreasfințitul Ioan Robu, Arhiepiscop Romano-Catolic al Arhidiecezei de București, Alteța Sa Regală Principesa Margareta a României, fostul președinte al României, Emil Constantinescu, președintele Curții Constituționale, Valer Dorneanu, președintele Înaltei Curți de Casație și Justiție, Corina Corbu, prim-ministrul României, Ludovic Orban, președintele Federației Comunităților Evreiești din România, Aurel Vainer, primarul Municipiului București, Gabriela Firea și președintele Curții de Conturi, Mihai Busuioc. PSD a boicotat ședința.
- 23 decembrie: A fost inaugurat un pod feroviar peste strâmtoarea Kerci care leagă Rusia și Crimeea, cel mai lung din Europa.

## Nașteri
- 6 mai: Archie Mountbatten-Windsor (n. Archie Harrison Mountbatten-Windsor), primul copil al Prințului Harry și al soției sale, Meghan Markle.
- 6 mai: Archie Harrison Mountbatten-Windsor, membru al familiei regale britanice

## Decese

### Ianuarie
- 1 ianuarie: Iuri Arțutanov, 89 ani, inginer rus (n. 1929)
- 1 ianuarie: Tudor Cristea, 73 ani, poet, prozator, critic literar și publicist contemporan român (n. 1945)
- 1 ianuarie: Teodor Dima, 79 ani, filosof și logician român (n. 1939)
- 1 ianuarie: Lazăr Lădariu, 79 ani, politician român (n. 1939)
- 2 ianuarie: Nicolae Szoboszlay, 93 ani, fotbalist român (portar), (n. 1925)
- 3 ianuarie: Nicolae-Marian Iorga, 72 ani, senator român (n. 1946)
- 5 ianuarie: Emil Brumaru, 80 ani, poet român (n. 1938)
- 5 ianuarie: Eugeniu Iordăchescu, 89 ani, inginer constructor român (n. 1929)
- 7 ianuarie: Moshe Arens, 93 ani, inginer, diplomat și om politic de centru-dreapta din Israel, de etnie lituaniano-americană (n. 1925)
- 7 ianuarie: Iftene Pop, 81 ani, deputat român (1996-2000), (n. 1937)
- 8 ianuarie: Cornel Trăilescu, 92 ani, dirijor și compozitor român (n. 1926)
- 9 ianuarie: Verna Bloom (Verna Frances Bloom), 80 ani, actriță americană de film (n. 1938)
- 9 ianuarie: Ildikó Jarcsek-Zamfirescu, 74 ani, actriță română de film și teatru (n. 1944)
- 9 ianuarie: Milan Pančevski, 83 ani,  om politic macedonean (n. 1935)
- 9 ianuarie: Iulian Văcărel, 90 ani, economist român (n. 1928)
- 11 ianuarie: Michael Atiyah, 89 ani, matematician britanic cu rădăcini libaneze, unul dintre cei mai importanți ai secolului XX (n. 1929)
- 12 ianuarie: Etsuko Ichihara, 82 ani, actriță de film, japoneză (n. 1936)
- 13 ianuarie: Sally Fraser, 86 ani, actriță americană (n. 1932)
- 13 ianuarie: Phil Masinga (Philemon Raul Masinga), 49 ani, fotbalist sud-african (atacant), (n. 1969)
- 14 ianuarie: Paweł Adamovicz, 53 ani, politician polonez (n. 1965)
- 16 ianuarie: Amalia Kahana-Carmon, 93 ani, scriitoare israeliană  (n. 1926)
- 16 ianuarie: Virgil Mândâcanu, 82 ani, profesor universitar din Republica Moldova (n. 1936)
- 16 ianuarie: Mirjam Pressler, 78 ani, scriitoare și traducătoare germană (n. 1940)
- 17 ianuarie: Emil Dumitrescu, 84 ani, amiral român (n. 1935)
- 18 ianuarie: Lena Farugia, 67 ani, actriță, scenaristă, regizoare și producătoare sud-africană de origine americană (n. 1951)
- 21 ianuarie: Henri, Conte de Paris, Duce de Franța (n. Henri Philippe Pierre Marie Prince d'Orléans), 85 ani, pretendent orléanist la tronul Franței (n. 1933)
- 21 ianuarie: Emiliano Sala (Emiliano Raúl Sala Taffarel), 28 ani, fotbalist argentinian (atacant), (n. 1990)
- 22 ianuarie: Leon Baconsky, 90 ani, critic și istoric literar și traducător român (n. 1928)
- 22 ianuarie: James Frawley, 82 ani, actor și regizor american (n. 1936)
- 23 ianuarie: Anthony de Jasay, 93 ani,  scriitor, economist și filosof al libertarianismului de dreapta⁠ de etnie maghiară (n. 1925)
- 26 ianuarie: Michel Legrand, 86 ani, compozitor, aranjor, dirijor și pianist francez de etnie armeană (n. 1932)
- 27 ianuarie: Yvonne Clark (Yvonne Young Clark), 89 ani, ingineră americană (n. 1929)
- 29 ianuarie: Yaron Ezrahi, 78 ani, filosof și politolog israelian (n. 1940)
- 30 ianuarie: George Ostafi, 57 ani, artist plastic român (n. 1961)

### Februarie
- 2 februarie: Carol Emshwiller, 97 ani, scriitoare americană de literatură SF (n. 1921)
- 4 februarie: George Stanca, 71 ani, poet și publicist român (n. 1947)
- 5 februarie: Václav Vorlíček, 88 ani, regizor de film, ceh (n. 1930)
- 6 februarie: Rudi Assauer (Rudolf Assauer), 74 ani, fotbalist german (n. 1944)
- 6 februarie: Hans-Eckehard Bahr, 91 ani, teolog evanghelic german (n. 1928)
- 6 februarie: Ion Brad, 89 ani, diplomat, poet, eseist, romancier, memorialist, traducător și scriitor român (n. 1929)
- 6 februarie: Manfred Eigen, 91 ani, chimist german, laureat al Premiului Nobel (1967), (n. 1927)
- 6 februarie: Rosamunde Pilcher, 94 ani, scriitoare britanică (n. 1924)
- 7 februarie: Albert Finney, 82 ani, actor englez (n. 1936)
- 11 februarie: Vasile Florea, 87 ani, traducător, istoric și critic de artă român (n. 1931)
- 12 februarie: Gordon Banks, 81 ani, fotbalist englez (portar), campion mondial (1966), (n. 1937)
- 13 februarie: Marisa Solinas, 77 ani, actriță și cântăreață italiană (n. 1941)
- 13 februarie: Dezső Tandori, 80 ani, scriitor, poet și publicist maghiar (n. 1938)
- 16 februarie: Bruno Ganz, 77 ani, actor de teatru și film elvețian (n. 1941)
- 16 februarie: Charles Mungoshi, 71 ani, scriitor zimbabwean (n. 1947)
- 17 februarie: Maria Teslaru, 63 ani, actriță română de teatru (n. 1955)
- 19 februarie: Karl Otto Lagerfeld, 85 ani, designer vestimentar francez, fotograf și costumier de etnie germană (n. 1933)
- 20 februarie: Claude Goretta, 89 ani, regizor de film, producător de televiziune și scenarist elvețian (n. 1929)
- 20 februarie: Kemal Karpat, 94 ani, istoric turc născut în România (n. 1925)
- 20 februarie: Boris Vieru, 61 ani, jurnalist și politician din Republica Moldova (n. 1957)
- 22 februarie: Robert Tine, 64 ani, scriitor american de literatură SF (n. 1955)
- 23 februarie: Krzysztof Birkenmajer, 90 ani, geolog polonez (n. 1929)
- 23 februarie: Stanley Donen, 94 ani, regizor american și coregraf (n. 1924)
- 24 februarie: Donald Keene, 96 ani, niponolog american (n. 1922)
- 25 februarie: Alexandr Tihonov, 80 ani, medic farmacist ucrainean (n. 1938)
- 25 februarie: Agnes Ullmann, 91 ani, microbiologă franceză de origine română (n. 1927)
- 27 februarie: France-Albert René, 83 ani,  avocat de origine seychelliană, poltician și om de stat (n. 1935)
- 27 februarie: Doug Sandom (Douglas Sandom), 89 ani, bateristul trupei engleze de muzică rock The Who (n. 1930)

### Martie
- 1 martie: Jores Ivanovici Alfiorov, 88 ani, fizician rus, laureat al Premiului Nobel (2000), (n. 1930)
- 3 martie: János Koós, 81 ani, muzician maghiar din România (n. 1937)
- 3 martie: Dimitrios Koulourianos, 88 ani, om politic grec (n. 1930)
- 3 martie: Gheorghe Udubașa, 80 ani, geolog român (n. 1938)
- 4 martie: Argentina Cupcea-Josu, 88 ani, critică literară, traducătoare, cercetătoare și publicistă din Republica Moldova  (n. 1930)
- 4 martie: Jean Starobinski, 98 ani, teoretician și critic literar elvețian (n. 1920)
- 5 martie: Miroljub Lešo, 72 ani, actor iugoslav și sârb (n. 1946)
- 5 martie: Ion Milovan, 69 ani, handbalist și antrenor român (n. 1949)
- 5 martie: Doru Popovici, 87 ani, compozitor, muzicolog, scriitor și ziarist român (n. 1932)
- 6 martie: Idel Bronștein, 82 ani, evreu basarabean, matematician și profesor sovietic, moldovean și american (n. 1936)
- 6 martie: Guillaume Faye, 69 ani, jurnalist și scriitor francez (n. 1949)
- 7 martie: Iurie Reabuhin, 80 ani, matematician moldovean (n. 1939)
- 9 martie: Bernard Binlin Dadié, 103 ani, om politic și scriitor de limbă franceză din Coasta de Fildeș (n. 1916)
- 9 martie: Viorel Mardare, 37 ani, regizor și cineast din Republica Moldova (n. 1981)
- 10 martie: Gheorghe Naghi, 86 ani, regizor de film și actor român (n. 1932)
- 11 martie: Andrea Pollack, 57 ani, înotătoare germană (n. 1961)
- 12 martie: Roxana Sorescu, 75 ani, cercetător științific, traducător, critic și istoric literar român (n. 1943)
- 12 martie: Vasile Stănescu, 94 ani, economist român (n. 1925)
- 13 martie: Frank Cali (Francesco Paolo Augusto Cali), 53 ani, mafiot american (n. 1965)
- 14 martie: George Litarczek, 93 ani, medic român, profesor universitar, membru de onoare al Academiei Române (n. 1925)
- 14 martie: Adela Petre, 89 ani, creator popular român (n. 1929)
- 15 martie: Márcia Real, 88 ani, actriță braziliană de film (n. 1931)
- 16 martie: Gilbert Hottois, 72 ani, profesor și filosof belgian (n. 1946)
- 17 martie: Silvia Ghelan, 94 ani, actriță română (n. 1924)
- 17 martie: Richie Ryan, 90 ani, politician irlandez, membru al Parlamentului European (1973), (n. 1929)
- 18 martie: Egon Balas, 96 ani, matematician și economist român (n. 1922)
- 18 martie: Nicolae Oleinic, 76 ani, politician din R. Moldova (n. 1943)
- 19 martie: John Carl Buechler, 66 ani, regizor american de film, actor, machior și artist de efecte speciale (n. 1952)
- 20 martie: Anatoli Adoskin, 91 ani, actor rus de film și teatru (n. 1927)
- 22 martie: Jean Dercourt, 84 ani, geolog francez (n. 1935)
- 22 martie: Radu Penciulescu, 88 ani, regizor român de teatru (n. 1930)
- 23 martie: Tudor Caranfil, 87 ani, critic român de film, realizator de emisiuni TV și istoric de film (n. 1931)
- 23 martie: Rafi Eitan, 92 ani, militar, ofițer de informații și politician israelian (n. 1926)
- 23 martie: Dagmar Falk, 106 ani,  lingvistă slavistă suedeză (n. 1912)
- 23 martie: Alexandra Sicoe, 86 ani, atletă română (sprinteră), (n. 1932)
- 24 martie: Cornelia Tăutu, 81 ani, compozitoare română (n. 1938)
- 25 martie: Stylianos Harkianakis, 83 ani, arhiepiscop ortodox grec (n. 1935)
- 27 martie: Valeri Bîkovski, 84 ani, cosmonaut rus (n. 1934)
- 28 martie: Zina Dumitrescu, 82 ani, creatoare română de modă (n. 1936)
- 29 martie: Dumitru Nicolae, 79 ani, inginer și politician român (n. 1940)
- 29 martie: Dieter Schlesak, 84 ani, scriitor german originar din România (n. 1934)
- 29 martie: Teodor Tanco, 93 ani, scriitor, jurist, dramaturg și istoric literar român (n. 1925)
- 29 martie: Agnès Varda, 90 ani, regizor belgian de film (n. 1928)
- 31 martie: Nipsey Hussle, 33 ani, rapper, antreprenor și activist american (n. 1985)
- 31 martie: Eva Moser, 36 ani, jucătoare austriacă de șah (n. 1982)
- 31 martie: Gheorghe Toduț, 56 ani, politician român, ales deputat în legislatura 1992-1996, în județul Satu-Mare pe listele PL'93/PAC (n. 1963)

### Aprilie
- 1 aprilie: Vonda N. McIntyre, 70 ani, autor american de literatură SF (n. 1948)
- 1 aprilie: Vladimir Orlov, 90 ani, violoncelist român (n. 1928)
- 1 aprilie: Yisroel Avrohom Portugal, 95 ani, rabin româno-american (n. 1923)
- 2 aprilie: Cantemir Gafar, 70 ani, deputat român în legislatura 1990-1992, ales în județul Tulcea pe listele partidului FSN (n. 1948)
- 5 aprilie: Sydney Brenner, 92 ani, biolog sud-african, laureat al Premiului Nobel (2002), (n. 1927)
- 6 aprilie: Mihai Stere Derdena, 85 ani, scriitor și publicist român (n. 1934)
- 6 aprilie: David James Thouless, 84 ani, fizician englez specializat în studiul materiei condensate, laureat al Premiului Nobel (2016), (n. 1934)
- 7 aprilie: Jean-Claude Albert-Weil, 85 ani, scriitor francez de literatură științifico-fantastică (n. 1933)
- 12 aprilie: Georgia Engel (Georgia Bright Engel), 70 ani, actriță americană (n. 1948)
- 13 aprilie: Florentina Mihai, 84 ani, artistă ceramistă, scenografă, pictoriță și restauratoare română (n. 1934)
- 13 aprilie: Maximilian Peyfuss, 74 ani, scriitor, traducător și istoric austriac (n. 1944)
- 14 aprilie: Gene Wolfe (Gene Rodman Wolfe), 87 ani, scriitor american de SF și fantasy (n. 1931)
- 15 aprilie: Owen Garriott (Owen Kay Garriott), 88 ani, inginer american (n. 1930)
- 15 aprilie: Gheorghe Volcovinschi, 85 ani, inventator român (n. 1933)
- 16 aprilie: Ferenc Bács, 82 ani, actor maghiar de teatru și film (n. 1936)
- 16 aprilie: Vladimir Boltianski, 93 ani, matematician sovietic și rus de origine evreiască (n. 1925)
- 16 aprilie: Valentin Plătăreanu, 83 ani, actor româno-german și profesor de actorie (n. 1936)
- 18 aprilie: Siegmar Wätzlich, 71 ani, fotbalist german (n. 1947)
- 19 aprilie: Zora Dirnbach, 89 ani, jurnalistă și scriitoare evreică croată (n. 1929)
- 19 aprilie: Lorraine Warren, 92 ani, clarvăzătoare profesionistă și medium americană (n. 1927)
- 21 aprilie: Ken Kercheval (Kenneth Marine Kercheval), 83 ani, actor american (n. 1935)
- 21 aprilie: Arie M. Oostlander, 83 ani, om politic neerlandez (n. 1936)
- 21 aprilie: Aureliu Emil Săndulescu, 87 ani, fizician și om politic român (n. 1932)
- 23 aprilie: Jean, Mare Duce de Luxemburg (n. Jean Benoît Guillaume Robert Antoine Louis Marie Adolphe Marc d'Aviano), 98 ani, mare duce de Luxemburg (1964-2000), (n. 1921)
- 23 aprilie: Johan Witteveen, 97 ani, economist neerlandez, director al FMI (1973–1978), (n. 1921)
- 24 aprilie: Claude Delcroix, 87 ani, om politic belgian (n. 1931)
- 24 aprilie: Jean-Pierre Marielle, 87 ani, actor francez de film (n. 1932)
- 24 aprilie: Marius Guran, 82 ani, inginer, specialist în calculatoare, unul din pionierii informaticii românești (n. 1936)
- 24 aprilie: Hubert Hahne, pilot german de Formula 1 (n. 1935)
- 28 aprilie: Menachem Mendel Taub, 96 ani, rabin hasidic de origine transilvăneană (n. 1923)
- 29 aprilie: Răzvan Ciobanu, 43 ani, creator de modă, român (n. 1976)
- 29 aprilie: Josef Šural, 28 ani, fotbalist ceh (atacant), (n. 1990)
- 30 aprilie: Peter Mayhew, 74 ani, actor britanico-american (n. 1944)

### Mai
- 1 mai: Alessandra Panaro, 79 ani, actriță de film italiană (n. 1939)
- 2 mai: Ilinca Tomoroveanu, 77 ani, actriță română de teatru și film (n. 1941)
- 5 mai: Henry E. Holt, 89 ani, astronom american (n. 1929)
- 7 mai: Franz Remmel, 87 ani, etnolog, jurnalist și scriitor de limba germană din România (n. 1931)
- 9 mai: Aristina Pop, 87 ani, unul din cei nouă copii a pădurarului Nicolaie Pop și a Mariei Pop (n. 1931)
- 10 mai: Ingrid Nargang, 90 ani, avocată, judecătoare și istoric contemporan austriac (n. 1929)
- 10 mai: Alfredo Pérez Rubalcaba, 67 ani, om politic spaniol (n. 1951)
- 11 mai: Peggy Lipton (Margaret Ann Lipton), 72 ani, actriță americană de film (n  1946)
- 11 mai: Gianni De Michelis, 78 ani, om politic italian, membru al Parlamentului European (2004–2009), (n. 1940)
- 13 mai: Doris Day (n. Doris Mary Kappelhoff), 97 ani, actriță americană de film și cântăreață (n. 1922)
- 13 mai: Stanton T. Friedman, 84 ani, ufolog și fizician american (n. 1934)
- 13 mai: Micaela Alexandra Ghițescu, 87 ani, traducătoare română (n. 1931)
- 14 mai: Grumpy Cat, 7 ani, una dintre cele mai populare pisici din mediul online (n. 2012)
- 15 mai: Charles Kittel, 102 ani, fizician american (n. 1916)
- 15 mai: Yōko Sugi, 90 ani, actriță japoneză de film (n. 1928)
- 16 mai: Ieoh Ming Pei, 102 ani, arhitect american de etnie chineză (n. 1917)
- 17 mai: Neville Lederle, 80 ani, pilot sud-african de Formula 1 (n. 1938)
- 20 mai: Niki Lauda (Andreas Nikolaus Lauda), 70 ani, pilot austriac de Formula 1 (n. 1949)
- 20 mai: Remus Constantin Opriș, 60 ani, deputat român (1990-2000), (n. 1958)
- 22 mai: Judith Kerr, (Anna Judith Gertrud Helene Kerr), 95 ani, autoare britanică de etnie germană (n. 1923)
- 24 mai: Murray Gell-Mann, 95 ani, fizician evreu-american, laureat al Premiului Nobel (1969), (n. 1929)
- 25 mai: Nicolae Pescaru, 76 ani, fotbalist român (n. 1943)
- 26 mai: Prem Tinsulanonda, 98 ani, ofițer, politician și om de stat thailandez (n. 1920)
- 27 mai: Petru Cărare, 84 ani, poet, prozator, publicist și dramaturg din Republica Moldova (n. 1935)

### Iunie
- 1 iunie: Vasile Celmare, 88 ani, pictor român  (n. 1931)
- 1 iunie: José Antonio Reyes (José Antonio Reyes Calderón), 35 ani, fotbalist spaniol (n. 1983)
- 1 iunie: Michel Serres, 88 ani, filosof francez (n. 1930)
- 2 iunie: Alan Rollinson, 76 ani, pilot englez de Formula 1 (n. 1943)
- 3 iunie: Agustina Bessa-Luís, 97 ani, scriitoare portugheză (n. 1922)
- 3 iunie: Jacek Izydor Fisiak, 83 ani, filolog polonez (n. 1936)
- 3 iunie: János Térey, 48 ani, scriitor maghiar (n. 1970)
- 5 iunie: Zoltán Szilágyi, 85 ani,  deputat român în legislaturile 1990-1992 și 1992-1996, ales în județul Bistrița-Năsăud pe listele partidului UDMR (n. 1933)
- 7 iunie: Elisabeta Ionescu, 66 ani, handbalistă română (n. 1953)
- 9 iunie: Adomas Pranas Druktenis, 88 ani, traducător lituanian (n. 1931)
- 11 iunie: Ion Colojoară, 89 ani, matematician român (n. 1930)
- 13 iunie: Edith González, 54 ani, actriță mexicană (n. 1964)
- 13 iunie: Joyce Pensato, 78 ani, artist plastic american (n. 1941)
- 14 iunie: S. Sivasubramanian, 82 ani, politician indian (n. 1937)
- 15 iunie: Wilhelm Holzbauer, 88 ani, arhitect austriac (n. 1930)
- 15 iunie: Franco Zeffirelli (n. Gianfranco Corsi Zeffirelli), 96 ani, realizator, scenarist, producător și actor italian (n. 1923)
- 17 iunie: Mohamed Morsi (Mohamed Morsi Muhammad Morsi Isa Al-Ayyat), 67 ani, politician egiptean, președinte al Egiptului (2012–2013), (n. 1951)
- 18 iunie: Pavel Chihaia, 97 ani, eseist, romancier și istoric de artă român contemporan (n. 1922)
- 18 iunie: Ștefan Staicu, 79 ani, inginer român (n. 1940)
- 19 iunie: Peter Allan Fields, 84 ani, scriitor și producător de televiziune, american (n. 1935)
- 20 iunie: Dumitru Focșeneanu, 83 ani, sportiv român (bober), (n. 1935)
- 20 iunie: Alexa Mezincescu, 83 ani, dansatoare de balet și coregrafă română (n. 1936)
- 21 iunie: Dimítris Christófias, 72 ani, om politic cipriot, președinte al Republicii Cipru (2008-2013), (n. 1946)
- 24 iunie: Billy Drago, 73 ani, actor american de televiziune și film (n. 1945)
- 25 iunie: Alla Pokrovskaia, 81 ani, actriță rusă (n. 1937)
- 25 iunie: Eurig Wyn, 74 ani, om politic britanic, membru al Parlamentului European (1999–2004), (n. 1944)
- 27 iunie: Jharna Dhara Chowdhury, 81 ani, activist social din Bangladesh (n. 1938)
- 28 iunie: Lisa Martinek (n. Lisa Wittich), 47 ani, actriță germană (n. 1972)
- 29 iunie: Gunilla Pontén (Ellen Gunilla Margareta Pontén), 90 ani, designer de modă suedeză (n. 1929)
- 29 iunie: Gheorghe Iova, 69 ani, poet, prozator și eseist român (n. 1950)
- 30 iunie: David Binder, 88 ani, jurnalist, publicist și lector universitar american (n. 1931)
- 30 iunie: Guillermo Mordillo, 86 ani, artist plastic argentinian (n. 1932)

### Iulie
- 2 iulie: Ion Geantă, 59 ani, caiacist român (n. 1959)
- 4 iulie: Eva Mozes Kor, 85 ani, cetățeană americană de origine evreiască, supraviețuitoare a Holocaustului (n. 1934)
- 5 iulie: Nicolae Gudea, 77 ani, arheolog român (n. 1941)
- 6 iulie: Cameron Boyce (Cameron Mica Boyce), 20 ani, actor american (n. 1999)
- 6 iulie: João Gilberto (n. João Gilberto Prado Pereira de Oliveira), 88 ani, cântăreț, compozitor și chitarist brazilian (bossa-nova), (n. 1931)
- 6 iulie: Toma George Maiorescu, 90 ani, scriitor, eseist, profesor, om politic și poet român de etnie evreiască (n. 1928)
- 7 iulie: Artur Brauner, 100 ani, producător de film și antreprenor german (n. 1918)
- 7 iulie: Vlassis G. Rassias, 60 ani, scriitor, editor, lider și activist grec (n. 1959)
- 9 iulie: Fernando de la Rúa, 81 ani, politician argentinian, președinte (1999–2001), (n. 1937)
- 9 iulie: Rip Torn (Elmore Rual Torn, Jr), 88 ani, actor american de film (n. 1931)
- 10 iulie: Constantin Anatol, 98 ani, actor și regizor român și israelian (n. 1921)
- 10 iulie: Valentina Cortese, 96 ani, actriță italiană (n. 1923)
- 11 iulie: Damian Crâșmaru, 88 ani, actor român de teatru și film (n. 1931)
- 12 iulie: Fernando Corbató, 93 ani, informatician american, cunoscut ca pionier în domeniul dezvoltării sistemelor de operare cu partajare a timpului (n. 1926)
- 15 iulie: Rex Richards (Rex Edward Richards), 96 ani, chimist britanic (n. 1922)
- 16 iulie: Rosa María Britton, 83 ani, scriitoare panameză (n. 1936)
- 16 iulie: Barry Coe (n. Barry Clark Heacock), 84 ani, actor american (n. 1934)
- 17 iulie: Andrea Camilleri, 93 ani, scenarist, regizor de teatru și televiziune, scriitor italian (n. 1925)
- 17 iulie: Martha Sălcudean, 85 ani, expertă recunoscută la nivel internațional în mecanica fluidelor numerică (n. 1934)
- 18 iulie: David Hedison (Albert David Hedison Jr.), 92 ani, actor american (n. 1927)
- 19 iulie: Rutger Hauer (Rutger Oelsen Hauer), 75 ani, actor neerlandez de film (n. 1944)
- 19 iulie: Ágnes Heller, 90 ani, scriitoare maghiară (n. 1929)
- 19 iulie: César Pelli, 92 ani, arhitect argentiniano-american (n. 1926)
- 19 iulie: Werner Söllner, 67 ani, poet german (n. 1951)
- 20 iulie: Ilaria Occhini, 85 ani, actriță italiană de film (n. 1934)
- 22 iulie: Yukiya Amano, 72 ani, diplomat japonez (n. 1947)
- 22 iulie: Christopher C. Kraft Jr., 95 ani, inginer aerospațial american (n. 1924)
- 22 iulie: Li Peng, 90 ani, politician chinez (n. 1928)
- 25 iulie: Béji Caïd Essebsi, 92 ani, avocat, politician și diplomat tunisian, președinte (2014–2019), (n. 1926)
- 25 iulie: Jorma Kinnunen, 77 ani, atlet finlandez, medaliat olimpic (n. 1941)
- 26 iulie: Vasile Ion, 69 ani, senator român (n. 1950)
- 26 iulie: Russell Taylor (aka Russi), 75 ani, actriță de voce americană (Minnie Mouse), (n. 1944)
- 27 iulie: John Robert Schrieffer, 88 ani, fizician american, laureat al Premiului Nobel (1972), (n. 1931)
- 28 iulie: Monica Ghiuță, 79 ani, actriță română de teatru și film (n. 1940)
- 28 iulie: Vladimir Kara-Murza Sr., 59 ani, jurnalist și prezentator de televiziune rus (n. 1959)
- 29 iulie: Traian Ivănescu, 86 ani, fotbalist român (n. 1933)
- 29 iulie: Tuvya Ruebner, 95 ani, poet israelian de limbă ebraică și germană, cercetător, artist fotograf, redactor și traducător (n. 1924)
- 30 iulie: Marcian Bleahu, 95 ani, geolog, speolog, geograf, alpinist, explorator, scriitor și politician român (n. 1924)
- 30 iulie: Florina Cercel (Florina Cercel Perian), 76 ani, actriță română de teatru și film (n. 1943)
- 31 iulie: Harold Smith Prince, 91 ani, producător american și regizor de teatru (n. 1928)

### August
- 1 august: Puși Dinulescu (n. Dumitru Dinulescu), 76 ani, dramaturg, regizor de film, teatru și televiziune, prozator, poet și polemist român (n. 1942)
- 3 august: Cătălina Buzoianu, 81 ani, regizoare română de teatru (n. 1938)
- 3 august: Nicolai Kardașev, 87 ani, astrofizician rus (Supercivilizație), (n. 1932)
- 4 august: Andrea Fraunschiel, 64 ani, politiciană austriacă (n. 1955)
- 5 august: Nicolae Leonăchescu, 85 ani, profesor universitar, doctor inginer în termotehnică și deputat român (n. 1934)
- 5 august: Toni Morrison (n.Chloe Ardelia Wofford), 88 ani, autoare, editoare și profesoară universitară americană, laureată al Premiului Nobel (1993), (n. 1931)
- 7 august: Valentin Gabrielescu, 103 ani, politician român, membru al partidului PNȚCD (n. 1916)
- 7 august: Kary Mullis, 74 ani. biochimist american, laureat al Premiului Nobel (1993), (n. 1944)
- 7 august: Fabio Zerpa, 90 ani, actor, parapsiholog și ufolog uruguayam (n. 1928)
- 8 august: Ernie Colón, 88 ani, artist plastic american, creator de benzi desenate (n. 1931)
- 10 august: Jeffrey Epstein, 66 ani, om de afaceri, miliardar și filantrop american (n. 1953)
- 10 august: J. Neil Schulman, 66 ani, scriitor american (n. 1953)
- 11 august: Bettina Schuller, 90 ani, scriitoare de limba germană și traducătoare, originară din Transilvania, România (n. 1929)
- 12 august: Florin Halagian (Florin Vaschen Halagian), 80 ani, fotbalist și antrenor român (n. 1939)
- 16 august: Peter Fonda (Peter Henry Fonda), 79 ani, actor, scenarist, producător și regizor de film, american (n. 1940)
- 17 august: Zsolt Török, 45 ani, alpinist român (n. 1973)
- 18 august: Helmuth Froschauer, 85 ani, dirijor austriac (n. 1933)
- 19 august: Ghenadie Nicu, 56 ani, scriitor și jurnalist român din Republica Moldova (n. 1963)
- 20 august: Teodor Vârgolici, 89 ani, critic literar român (n. 1930)
- 22 august: Gary Bowles, 57 ani, criminal în serie american (n. 1962)
- 22 august: Florin Costinescu, 81 ani, poet și scriitor român (n. 1938)
- 22 august: Vasile Micu, 81 ani, agronom, specialist în genetică aplicată și agroecologie, membru titular al Academiei de Științe a Republicii Moldova (n. 1938)
- 22 august: Pantelimon Romanovski, 67 ani, cleric ortodox din Ucraina (n. 1952)
- 23 august: Luigi Arialdo Radicati di Brozolo, 99 ani, fizician teoretician italian (n. 1919)
- 23 august: Jordan Kostadinov, 86 ani, politician bulgar (n. 1932)
- 26 august: Paul Florea, 85 ani, judecător român (n. 1934)
- 26 august: Dumitru Pletos, 89 ani, general român (n. 1929)
- 28 august: Sergiu Ion Chircă, 84 ani, economist din Republica Moldova  (n. 1934)
- 29 august: Vasile Parizescu, 93 ani, artist plastic și colecționar de artă român (n. 1925)
- 30 august: George Balint, 58 ani, compozitor, dirijor și muzicolog român (n. 1961)
- 30 august: Franco Columbu, 78 ani, culturist italian (n. 1941)
- 30 august: Melisa Michaels, 73 ani, scriitoare americană (n. 1946)
- 31 august: Immanuel Wallerstein, 88 ani, politolog, istoriograf și sociolog american (n. 1930)
- 31 august: Zbigniew Zaleski, 72 ani, om politic polonez, membru al Parlamentului European (2004-2009), (n. 1947)

### Septembrie
- 2 septembrie: Gyoji Matsumoto, 85 ani, fotbalist japonez (portar), (n. 1934)
- 5 septembrie: Akitsugu Konno, 75 ani, săritor cu schiurile japonez (n. 1944)
- 6 septembrie: Lucian Cocea, 79 ani, violonist din R. Moldova (n. 1940)
- 6 septembrie: Robert Mugabe (Robert Gabriel Mugabe), 95 ani, politician zimbabwean, președinte al Republicii Zimbabwe (1987-2017), (n. 1924)
- 7 septembrie: Robert Axelrod, 70 ani, actor american de film și TV (n. 1949)
- 7 septembrie: Alberto Cerreti, 80 ani, politician italian (n. 1939)
- 7 septembrie: Sava Dumitrescu, 92 ani, farmacolog român (n. 1927)
- 7 septembrie: Robert Axelrod, 70 ani, actor american (n. 1949)
- 9 septembrie: Lissy Gröner, 65 ani, om politic german, membru al Parlamentului European (1999–2004), (n. 1954)
- 9 septembrie: Sahar Khodayari, 29 ani, activistă și microbistă iraniană (n. 1990)
- 11 septembrie: Maria Postoico, 69 ani, om politic din R. Moldova, deputat (2005–2009), (n. 1950)
- 13 septembrie: György Konrád, 86 ani, eseist, filosof, sociolog și romancier maghiar (n. 1933)
- 16 septembrie: Florin-Silviu Ursulescu, 73 ani, jurnalist, critic muzical și prezentator radio și de televiziune român (n. 1945)
- 18 septembrie: Lidia Axionov (maestru de cor), 96 ani, pedagogă și maestru de cor (n. 1923)
- 18 septembrie: Alexandru Darie, 60 ani, regizor român de teatru (n. 1959)
- 19 septembrie: Irina Bogaciova, 80 ani, solistă rusă de operă (n. 1939)
- 19 septembrie: Zine El Abidine Ben Ali, 83 ani, politician tunisian, președinte al Tunisiei (1987–2011), (n. 1936)
- 20 septembrie: Lidia Luludis, 91 ani, pictoriță română (n. 1928)
- 21 septembrie: Florin Bucescu, 83 ani, etnomuzicolog, bizantinolog și paleograf român (n. 1936)
- 21 septembrie: Dieter Knall, 89 ani, teolog evanghelic-luteran austriac (n. 1930)
- 22 septembrie: Sándor Sára, 85 ani, director de imagine și regizor de film, maghiar (n. 1933)
- 23 septembrie: Al Alvarez, 90 ani, poet și critic literar englez (n. 1929)
- 25 septembrie: Paul Badura-Skoda, 91 ani, pianist austriac (n. 1927)
- 26 septembrie: Jacques René Chirac, 86 ani, politician francez, președinte al Franței (1995–2007), (n. 1932)
- 30 septembrie: Jessye Norman, 74 ani, interpretă americană de operă (soprană) și concert (n. 1945)
- 30 septembrie: Ben Pon, 82 ani, pilot neerlandez de Formula 1 (n. 1936)

### Octombrie
- 1 octombrie: Karel Gott, 80 ani, cântăreț și compozitor ceh (n. 1939)
- 3 octombrie: Alberto Testa, 96 ani, dansator, coregraf, critic de dans și profesor italian (n. 1922)
- 8 octombrie: Corneliu Gheorghiu, 95 ani, pianist și compozitor belgian de etnie română (n. 1924)
- 9 octombrie: Loránd Gáspár, 94 ani, scriitor maghiar (n. 1925)
- 9 octombrie: Ion Moraru, 90 ani, scriitor și activist anticomunist din R. Moldova (n. 1929)
- 10 octombrie: Marie-José Nat, 79 ani, actriță franceză de film și TV (n. 1940)
- 11 octombrie: Aleksei Leonov, 85 ani, cosmonaut rus (n. 1934)
- 12 octombrie: Nanni Galli, 79 ani, pilot italian de Formula 1 (n. 1940)
- 13 octombrie: Charles Jencks (Charles Alexander Jencks), 80 ani, arhitect, profesor și scriitor american (n. 1939)
- 14 octombrie: Harold Bloom, 89 ani, teoretician literar american, critic, istoric literar, profesor (n. 1930)
- 14 octombrie: Sulli (n. Choi Jin-ri), 25 ani, cântăreață, actriță și model sud-coreeană (n. 1994)
- 15 octombrie: Tamara Buciuceanu, 90 ani, actriță română de film, teatru și TV (n. 1929)
- 16 octombrie: Alexandru Lazăr, 86 ani, actor român și critic de film (n. 1933)
- 16 octombrie: Andrey Smirnov, 62 ani, înotător rus (n. 1957)
- 16 octombrie: John Tate, 94 ani, matematician american câștigător al Premiului Abel în 2010 (n. 1925)
- 17 octombrie: Angelika Werthmann, 55 ani, politiciană austriacă (n. 1963)
- 18 octombrie: Mihail Mia Iovin, 93 ani, scriitor român (n. 1925)
- 23 octombrie: Nicolae Urdăreanu, 82 ani, solist român de operă (bariton), (n. 1937)
- 23 octombrie: Jannis Sakellariou, 79 ani, politician german (n. 1939)
- 24 octombrie: Michael Blumlein, 71 ani, scriitor american (n. 1948)
- 24 octombrie: Iuliana Simonfi, 63 ani, antrenoare română de gimnastică (n. 1956)
- 24 octombrie: Kaoru Yachigusa, 88 ani, actriță japoneză (n. 1931)
- 26 octombrie: Abu Bakr al-Bagdadi, 48 ani, conducător al Statului Islamic din Irak și Levant (n. 1971)
- 26 octombrie: Pascale Roberts, 89 ani, actriță de teatru, film și de televiziune, franceză (n. 1930)
- 27 octombrie: Vladimir Bukovski, 76 ani, disident antisovietic, autor și activist politic (n. 1942)
- 29 octombrie: Mihai Constantinescu, 73 ani, cântăreț român de muzică ușoară (n. 1946)

### Noiembrie
- 2 noiembrie: Leo Iorga, 54 ani, cântăreț profesionist român (n. 1964)
- 2 noiembrie: Marie Laforêt (n. Maïtena Marie Brigitte Douménach), 80 ani, cântăreață și actriță franceză de film (n. 1939)
- 3 noiembrie: Sorin Frunzăverde, 59 ani, politician român (n. 1960)
- 4 noiembrie: Ion Dediu, 85 ani, biolog și specialist în ecologie din R. Moldova (n. 1934)
- 5 noiembrie: Eleonora Romanescu, 93 ani, artistă plastică din R. Moldova (n. 1926)
- 5 noiembrie: Larion Serghei, 67 ani, caiacist român (n. 1952)
- 5 noiembrie: Lucian Vințan, 57 ani, inginer român (n. 1962)
- 8 noiembrie: Fred Bongusto, 84 ani, cantautor și compozitor italian (n. 1935)
- 12 noiembrie: Mitsuhisa Taguchi, 64 ani, fotbalist japonez (portar), (n. 1955)
- 14 noiembrie: Petru Ciubotaru, 80 ani, actor român de teatru și film (n. 1939)
- 14 noiembrie: Branko Lustig, 87 ani, actor croat și producător de film (n. 1932)
- 15 noiembrie: Harrison Dillard, 96 ani, atlet american (n. 1923)
- 15 noiembrie: Vladimir Hotineanu, 69 ani, medic chirurg, doctor habilitat în științe medicale și politician din R. Moldova, deputat (2009–2019), (n. 1950)
- 15 noiembrie: Javad Nazari, 32 ani, actor, compozitor și autor iranian (n. 1987)
- 16 noiembrie: Vojtěch Jasný, 94 ani, regizor și scenarist ceh (n. 1925)
- 16 noiembrie: Bogdan Nicolae Niculescu Duvăz, 69 ani, deputat român (n. 1949)
- 19 noiembrie: Victor Eskenasy (Victor Filip Eskenasy, Victor Moroșan), 69 ani, arheolog român și istoric medievist, ziarist, redactor la Radio Europa Liberă din 1988 (n. 1950)
- 20 noiembrie: Dorel Zugrăvescu, 88 ani, inginer geofizician român (n. 1930)
- 23 noiembrie: Marilyn Farquhar, 91 ani, biolog și patolog american (n. 1928)
- 24 noiembrie: Carol Corfanta, 84 ani, regizor român (n. 1935)
- 24 noiembrie: Mihail Guboglo, 81 ani, sociolog rus (n. 1938)
- 26 noiembrie: Köbi Kuhn (Jakob Kuhn), 76 ani, fotbalist și antrenor elvețian (n. 1943)
- 26 noiembrie: Oana Manolescu, 78 ani, deputat român (1996-2016), (n. 1941)
- 29 noiembrie: Dumitru Cuc, 91 ani,  luptător⁠ român (n. 1928)
- 29 noiembrie: Yasuhiro Nakasone, 101 ani, om politic japonez, al 45-lea prim-ministru al Japoniei (1982-1987), (n. 1918)
- 29 noiembrie: Gavril Nichitean, 87 ani, sculptor român (n. 1932)
- 30 noiembrie: Mariss Jansons (Mariss Ivars Georgs Jansons), 76 ani, dirijor leton (n. 1943)

### Decembrie
- 1 decembrie: Lil Bub, 8 ani, pisică faimoasă, cu o înfățișare unică (n. 2011)
- 2 decembrie: D. C. Fontana (Dorothy Catherine Fontana), 80 ani, scenaristă americană de TV (n. 1939)
- 5 decembrie: Nichita Adăniloaie, 92 ani, istoric român (n. 1927)
- 6 decembrie: Stanislav Dusík, 73 ani, pictor academic, grafician, ilustrator și scriitor slovac (n. 1946)
- 6 decembrie: Ron Saunders (Ronald Saunders), 87 ani, fotbalist (atacant) și antrenor englez (n. 1932)
- 8 decembrie: Haralambie Cotarcea, 78 ani, politician român (n. 1941)
- 8 decembrie: Hirokazu Kanazawa, 88 ani, maestru japonez de arte marțiale (n. 1931)
- 8 decembrie: Juice WRLD (n. Jarad Anthony Higgins), 21 ani, rapper american (n. 1998)
- 9 decembrie: Marie Fredriksson, 61 ani, cântăreață, cantautoare și pianistă suedeză (n. 1958)
- 10 decembrie: Mia Barbu (n. Maria Barbu), 94 ani, interpretă română de muzică populară și romanțe, profesoară (n. 1925)
- 10 decembrie: Ilie Plătică-Vidovici, 68 ani, senator român (n. 1951)
- 12 decembrie: Danny Aiello (Daniel Louis Aiello Jr.), 86 ani, actor american de film (n. 1933)
- 12 decembrie: Manuel Vernescu, 52 ani, editor de imagine și producător de televiziune român, la ProTV, originar din București (n. 1967)
- 13 decembrie: Christopher Jackson, 84 ani, politician britanic (n. 1935)
- 14 decembrie: Anna Karina (n. Hanne Karen Blarke Bayer), 79 ani, actriță, regizoare și scenaristă daneză de film (n. 1940)
- 15 decembrie: Constantin Bușe, 80 ani, profesor universitar și cercetător istoric de excepție, român (n. 1939)
- 16 decembrie: Peter Larkin, 93 ani, scenograf american (n. 1926)
- 18 decembrie: Claudine Auger, 78 ani, actriță franceză (n. 1941)
- 19 decembrie: Saoul Mamby (Saoul Paul Mamby), 72 ani, boxer american (n. 1947)
- 20 decembrie: Roland Matthes, 69 ani, înotător german (n. 1950)
- 21 decembrie: Martin Peters (Martin Stanford Peters), 76 ani, fotbalist englez, campion mondial (1966), (n. 1943)
- 23 decembrie: Mihail Faerberg, 73 ani, medic sovietic și rus (n. 1946)
- 23 decembrie: Georgeta Snegur, 82 ani, prima Doamnă a Republicii Moldova între anii 1990 și 1997, în calitate de soție a președintelui Mircea Snegur (n. 1937)
- 24 decembrie: Alexandru Marinescu, 83 ani, zoolog, oceanolog, istoric al științelor și muzeolog român (n. 1936)
- 25 decembrie: Mahmut Gareev, 96 ani, general rus, istoric și om de științe militare (n. 1923)
- 26 decembrie: Nicolas Estgen, 89 ani, om politic luxemburghez, membru al Parlamentului European (1979–1984), (n. 1930)
- 26 decembrie: Sue Lyon (Suellyn Lyon), 73 ani, actriță americană de film (n. 1946)
- 30 decembrie: Don Alden Adams, 94 ani, președinte al Watch Tower Bible și Tract Society of Pennsylvania (n. 1925)
- 30 decembrie: Syd Mead (Sydney Jay Mead), 86 ani, designer industrial american (n. 1933)
- 31 decembrie: Ratko Janev, 80 ani, fizician atomist iugoslav și sârb (n. 1939)

### Nedatate
- decembrie: Cristina Țopescu (Mariana Rodica Cristina Țopescu), 59 ani, prezentatoare de televiziune și jurnalistă română (n. 1960)
- Viorica Mărâi (Viorica-Elena Mărâi), 79 ani, om de știință, cercetătoare și autoare română (n. 1940)
- Lucian Stângu, jurist român, care a deținut funcția de judecător la Curtea Constituțională a României (1995-2004)
- Mircea Alexandru Pop, 92 ani,  medic pediatru și scriitor român (n. 1926)
- iulie: Charles Levin, 70 ani,  actor american de televiziune, film și teatru (n. 1949)
- Christian Juberthie, 88 ani,  biospeolog francez, membru de onoare străin al Academiei Române - Secția de Științe Biologice (din 1993), autor a numeroase studii privind ecologia mediului subteran terestru și acvatic, protecția și conservarea mediului subteran (n. 1931)
- septembrie: Ștefan Pete, 65 ani, senator român în legislatura 2000-2004 și în legislatura 2004-2008 ales în județul Bihor pe listele partidului UDMR (n. 1953)
- Florea Morlova, senator român în legislatura 1992-1996
- noiembrie: Fănică Dănilă, 81 ani, deputat român în legislatura 1992-1996, ales în județul Iași pe listele PSM (n. 1938)

### Galeria celor decedați în 2019

5 ianuarie: Emil Brumaru, poet român
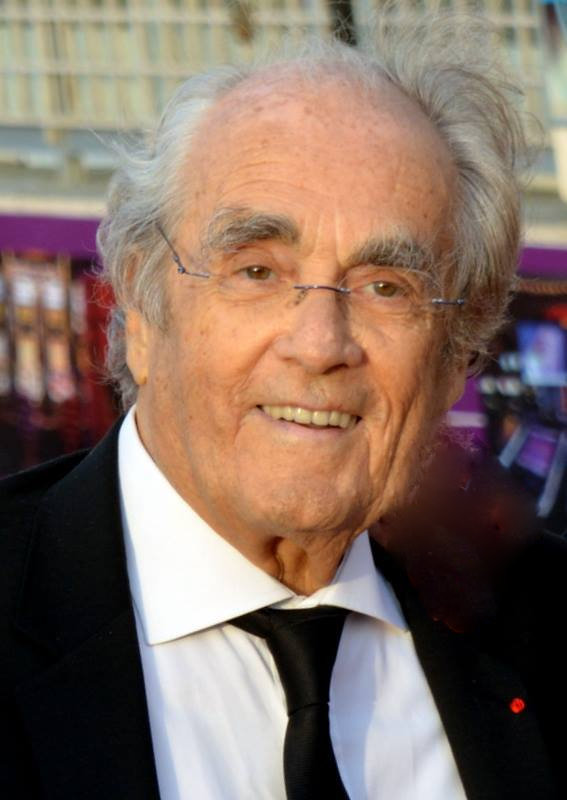
26 ianuarie: Michel Legrand, compozitor francez
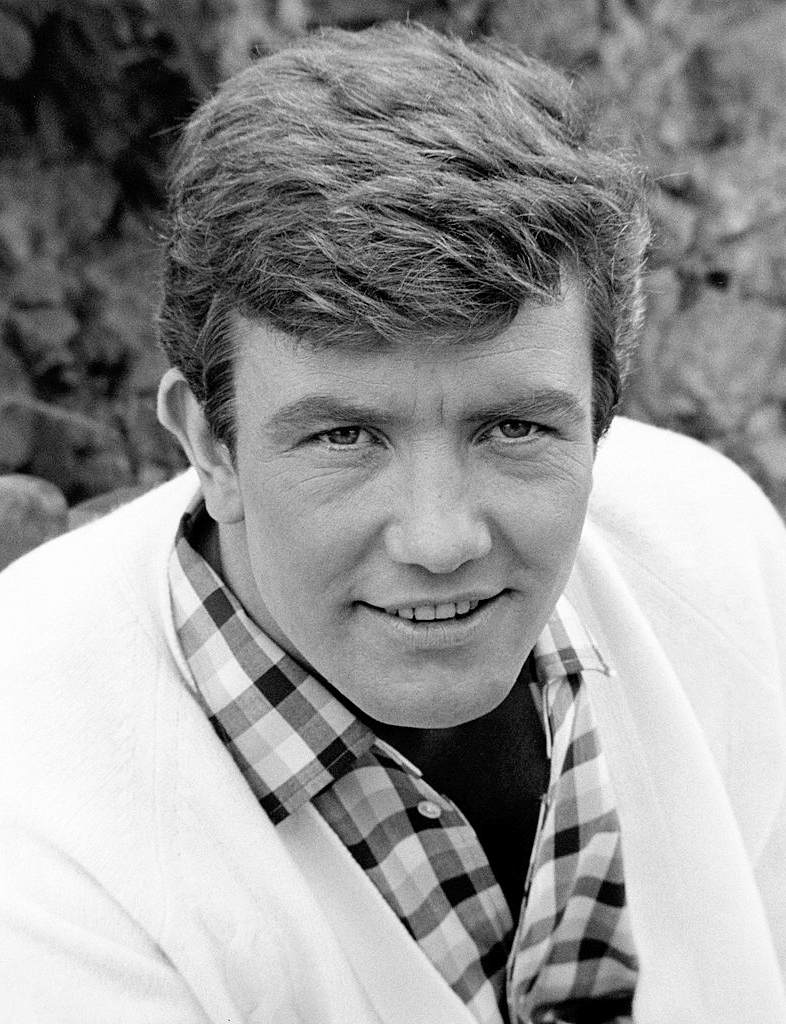
7 februarie: Albert Finney, actor englez
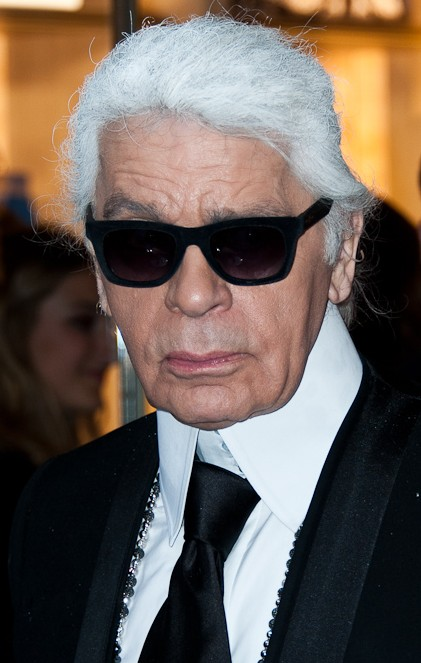
19 februarie: Karl Lagerfeld, designer vestimentar, designer, fotograf și costumier german
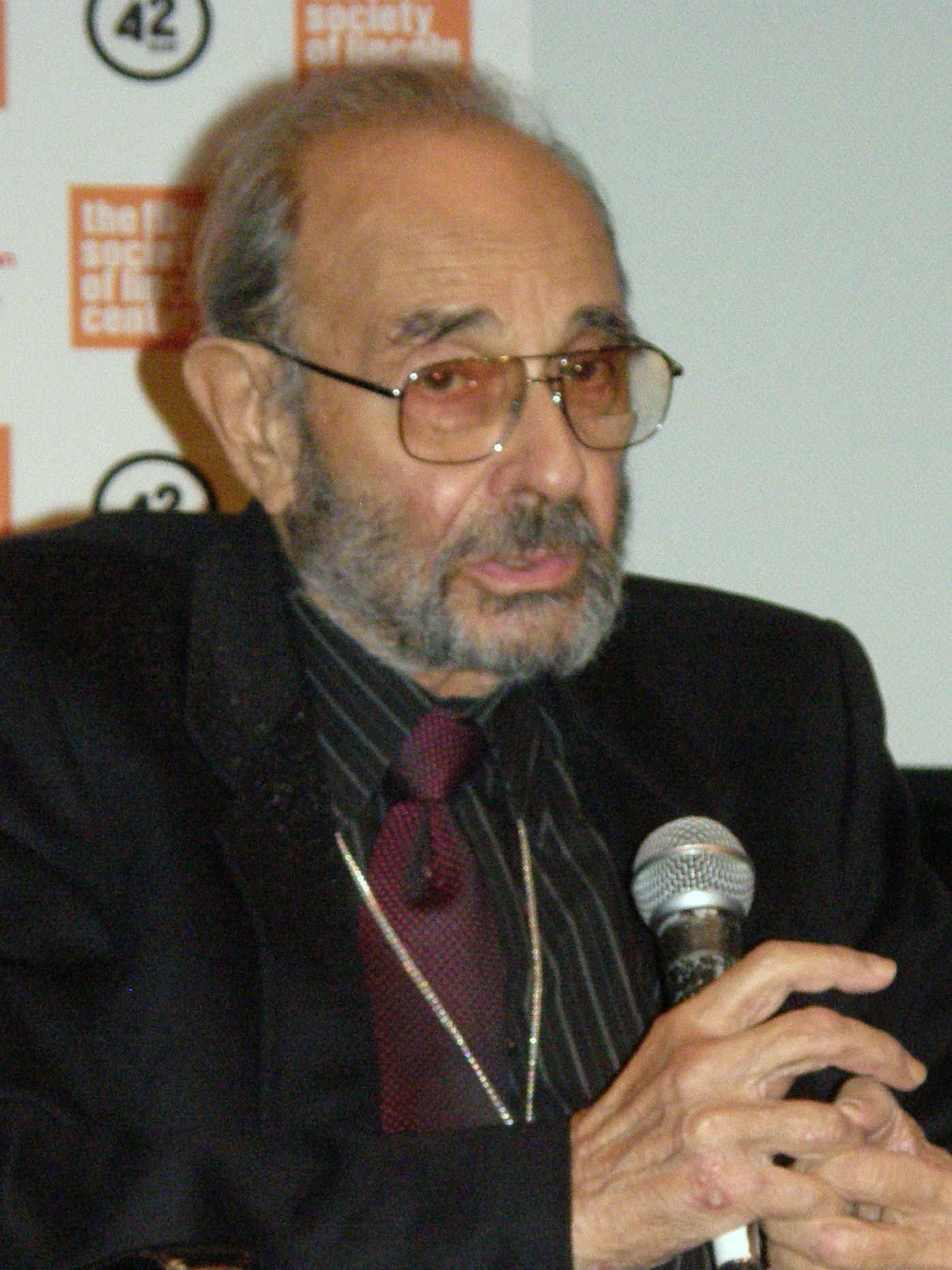
23 februarie: Stanley Donen, regizor și coregraf american
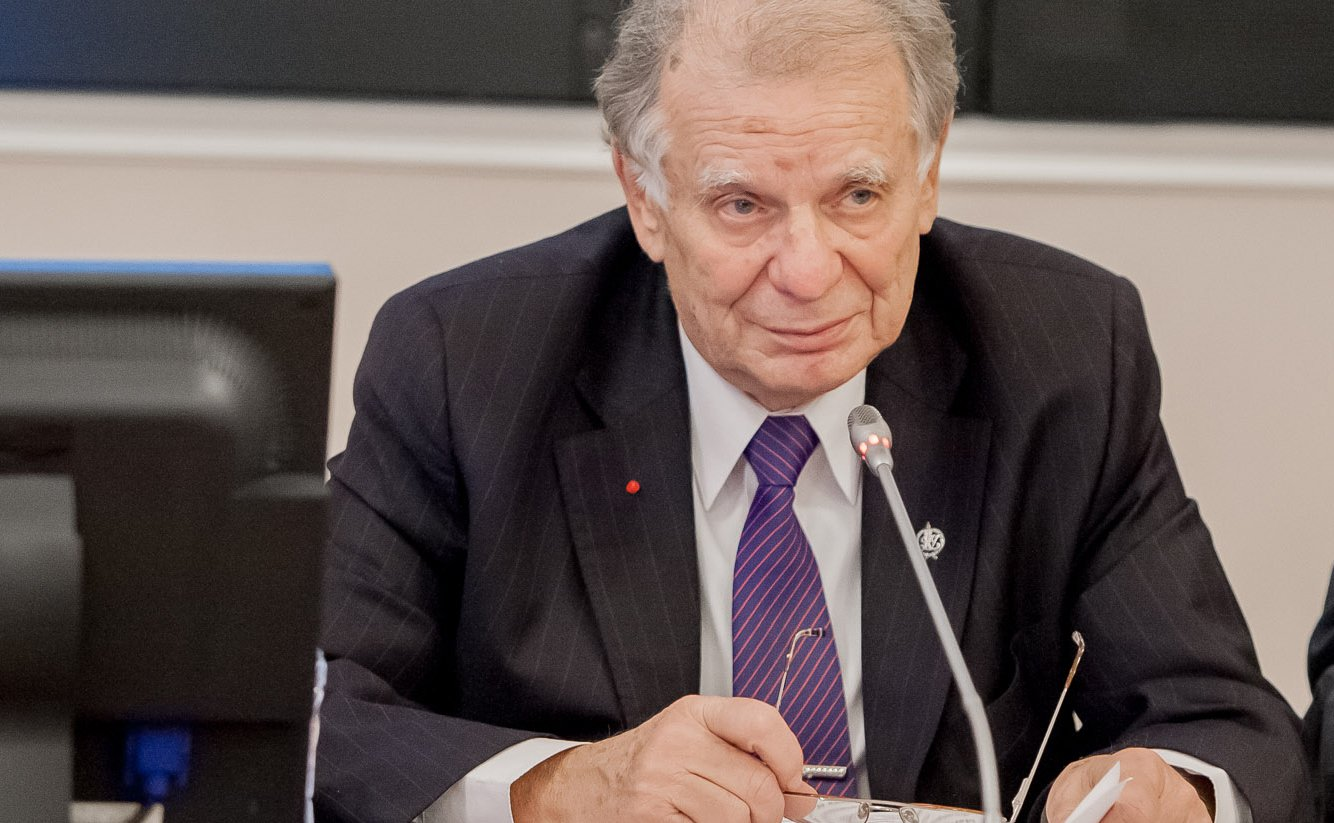
1 martie: Jores Alfiorov, fizician rus, laureat al Premiului Nobel
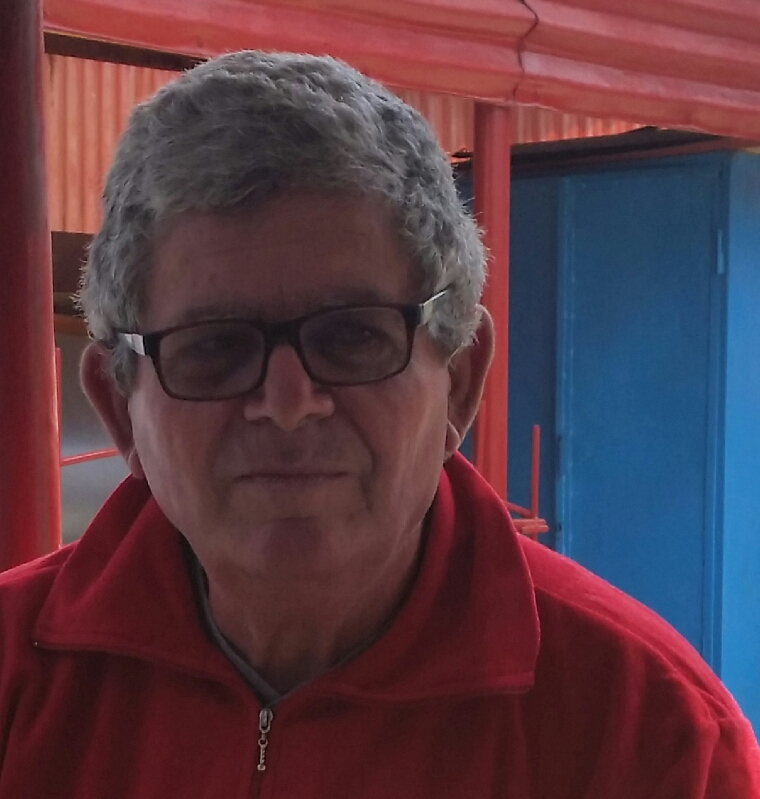
5 martie: Ion Milovan, handbalist și antrenor român
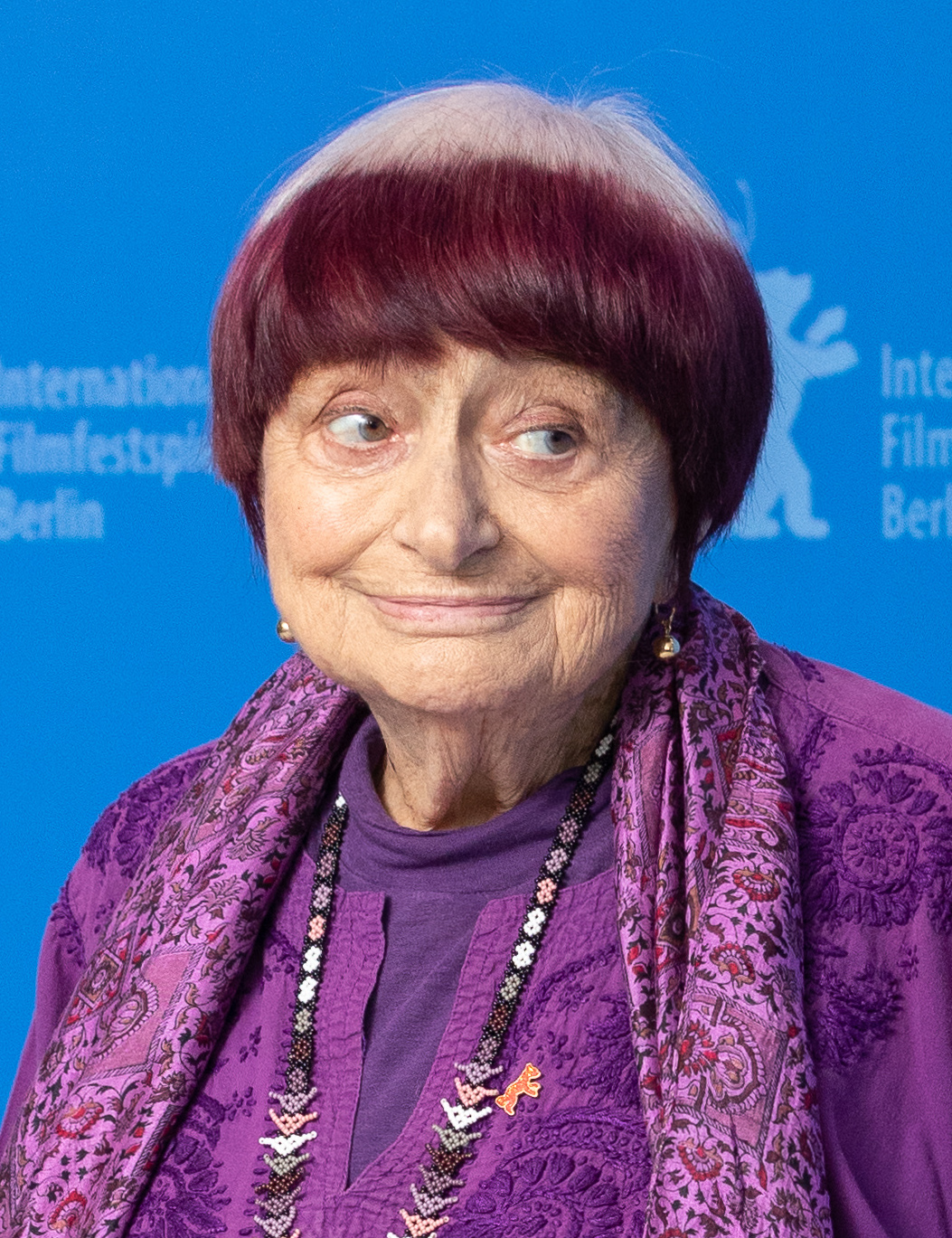
29 martie: Agnès Varda, regizoare belgiană
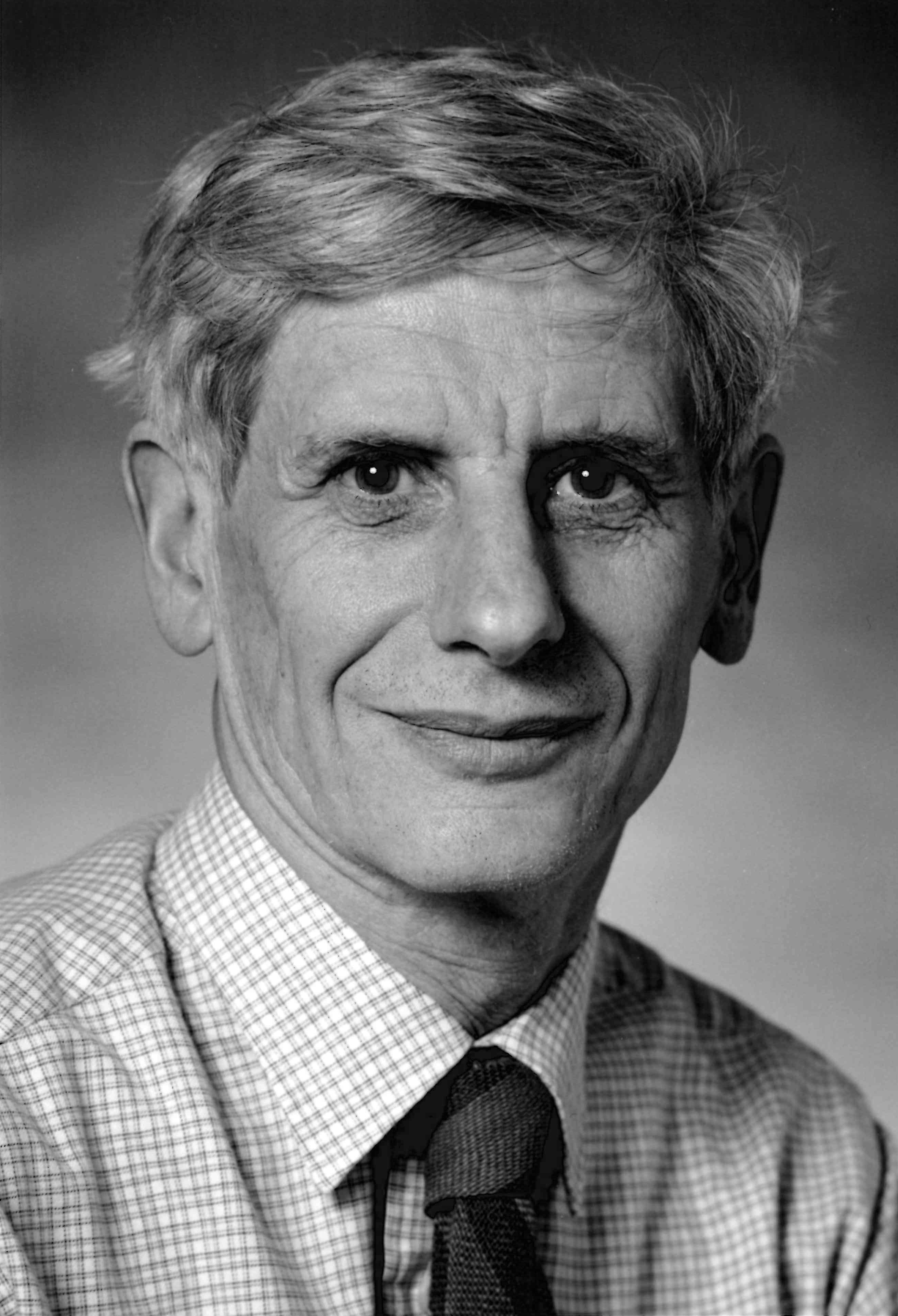
6 aprilie: David Thouless, fizician britanic, laureat al Premiului Nobel[
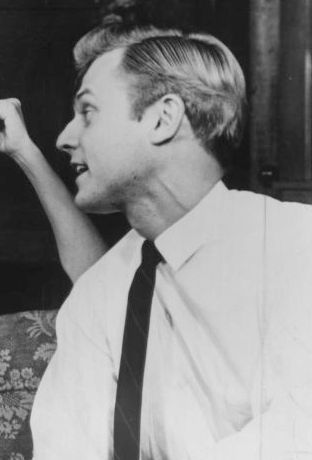
21 aprilie: Ken Kercheval, actor american
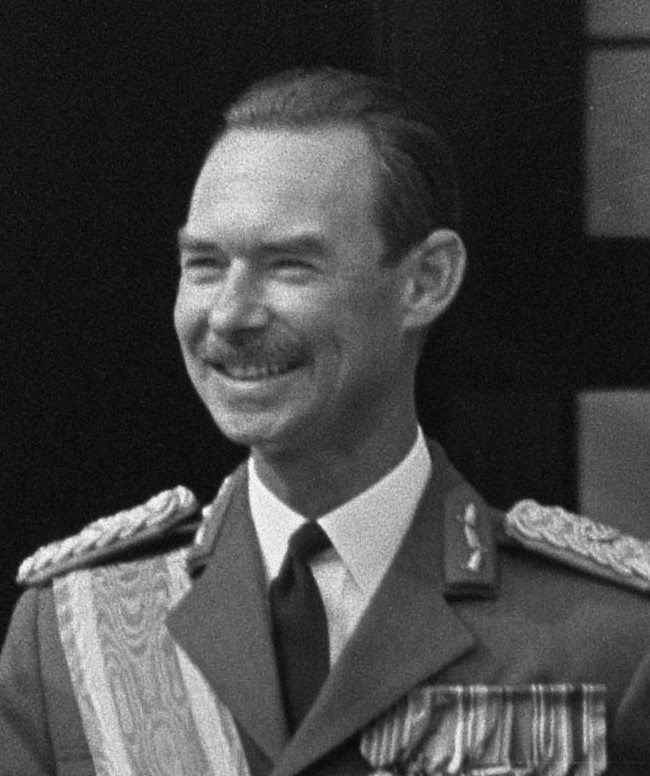
23 aprilie: Jean, Mare Duce de Luxembourg
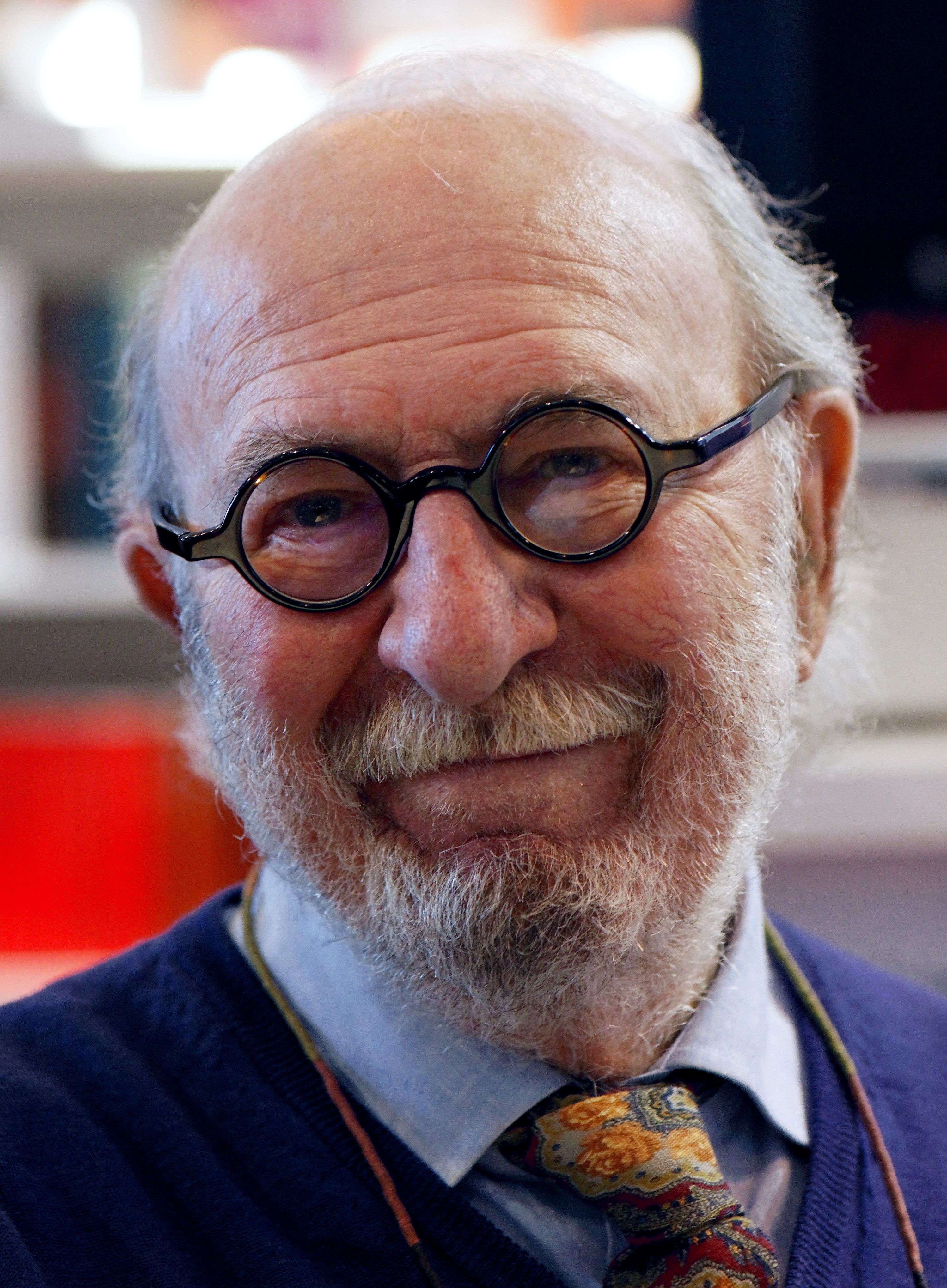
24 aprilie: Jean-Pierre Marielle, actor francez
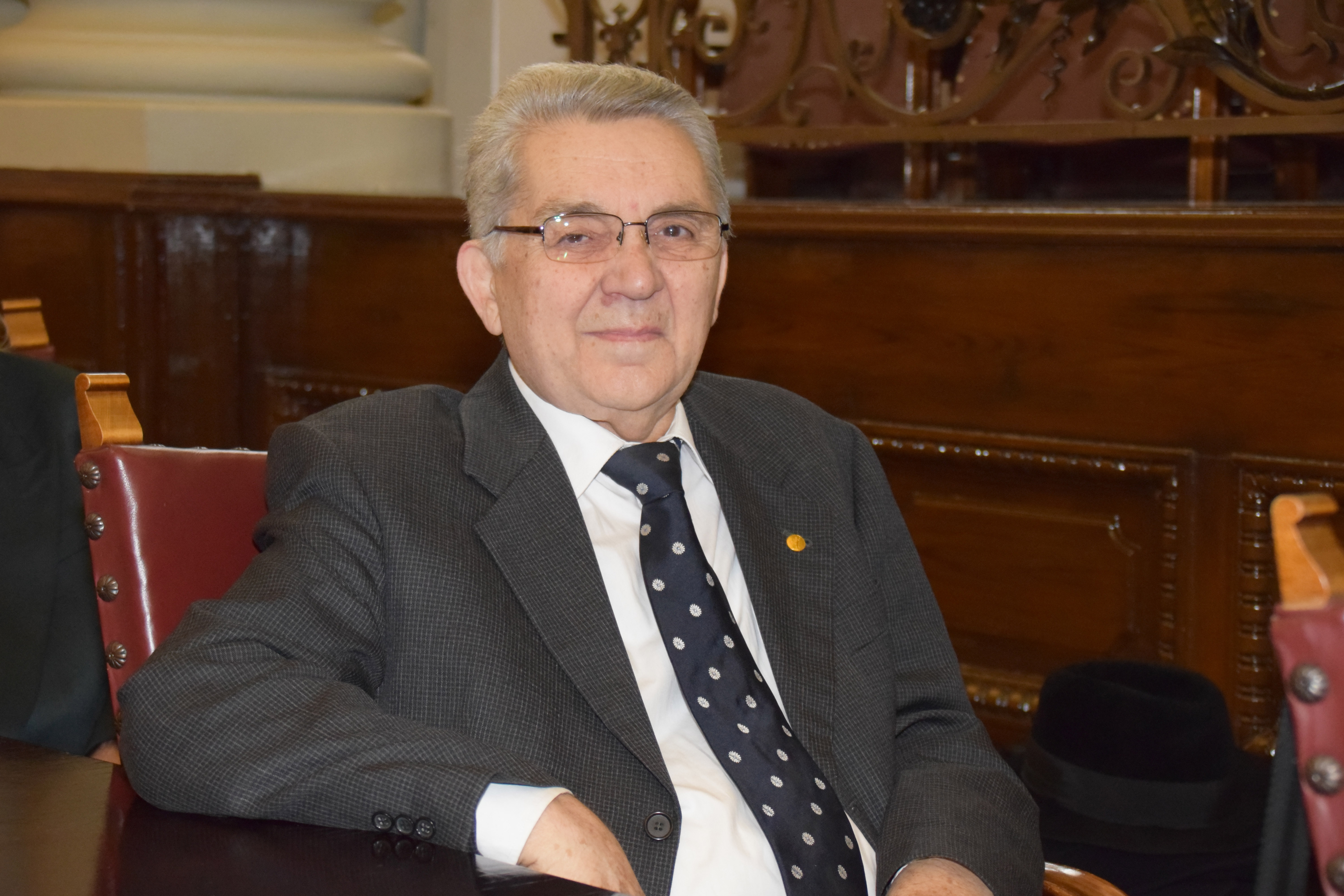
24 aprilie: Marius Guran, unul din pionierii informaticii românești
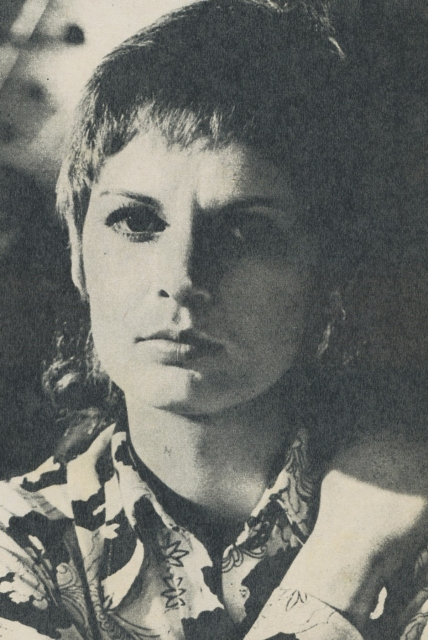
2 mai: Ilinca Tomoroveanu, actriță română
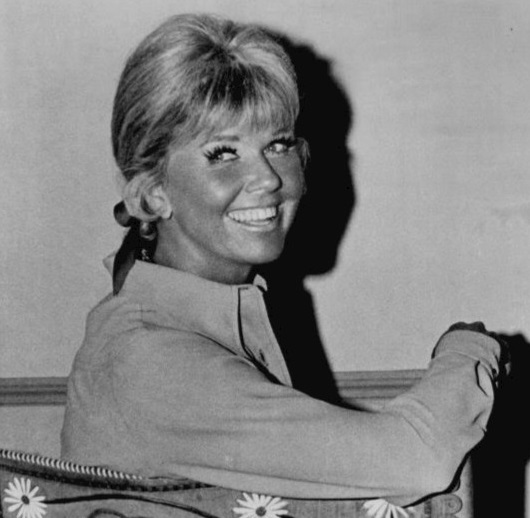
13 mai: Doris Day, actriță americană
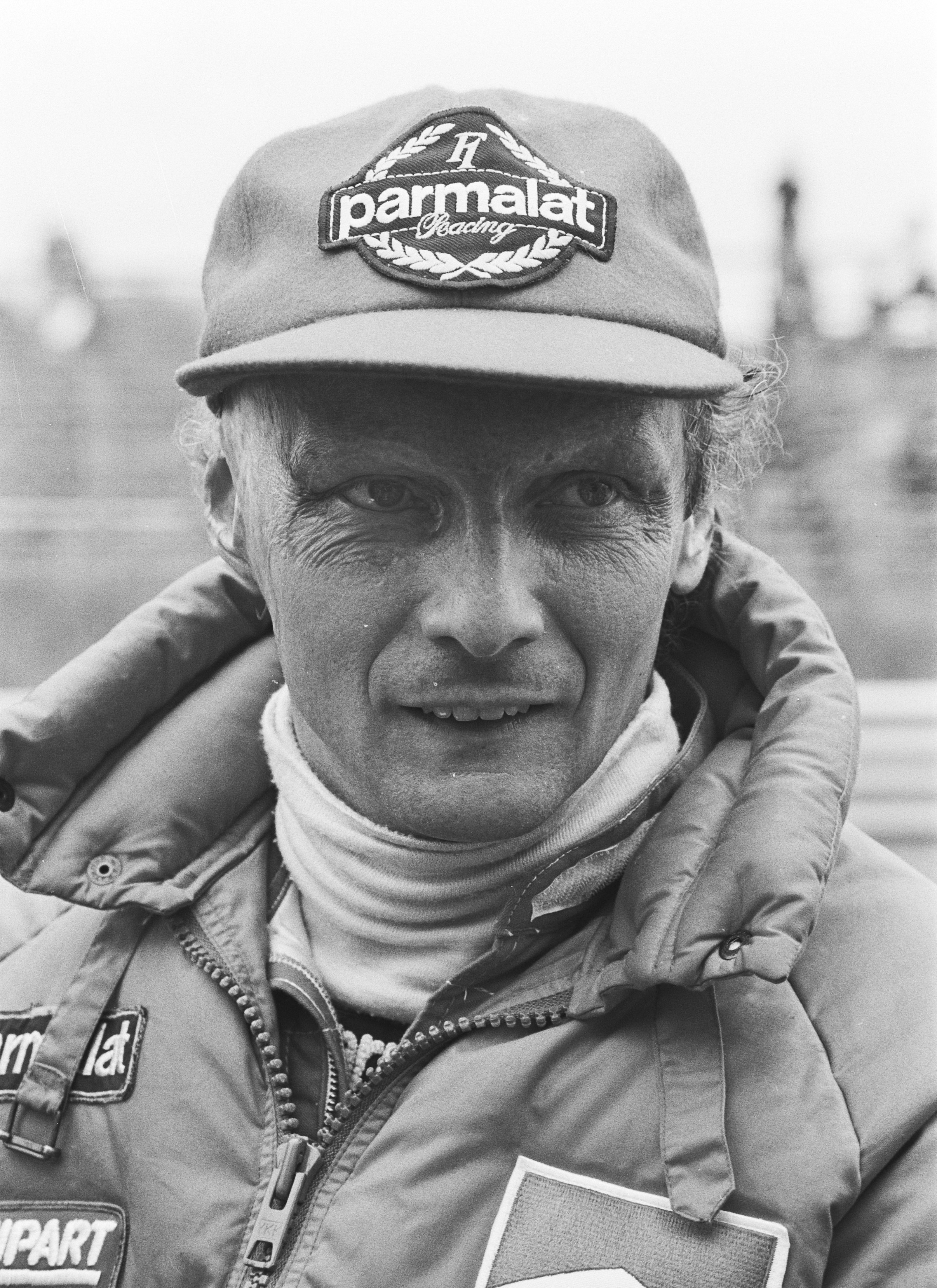
20 mai: Niki Lauda, pilot austriac de Formula 1
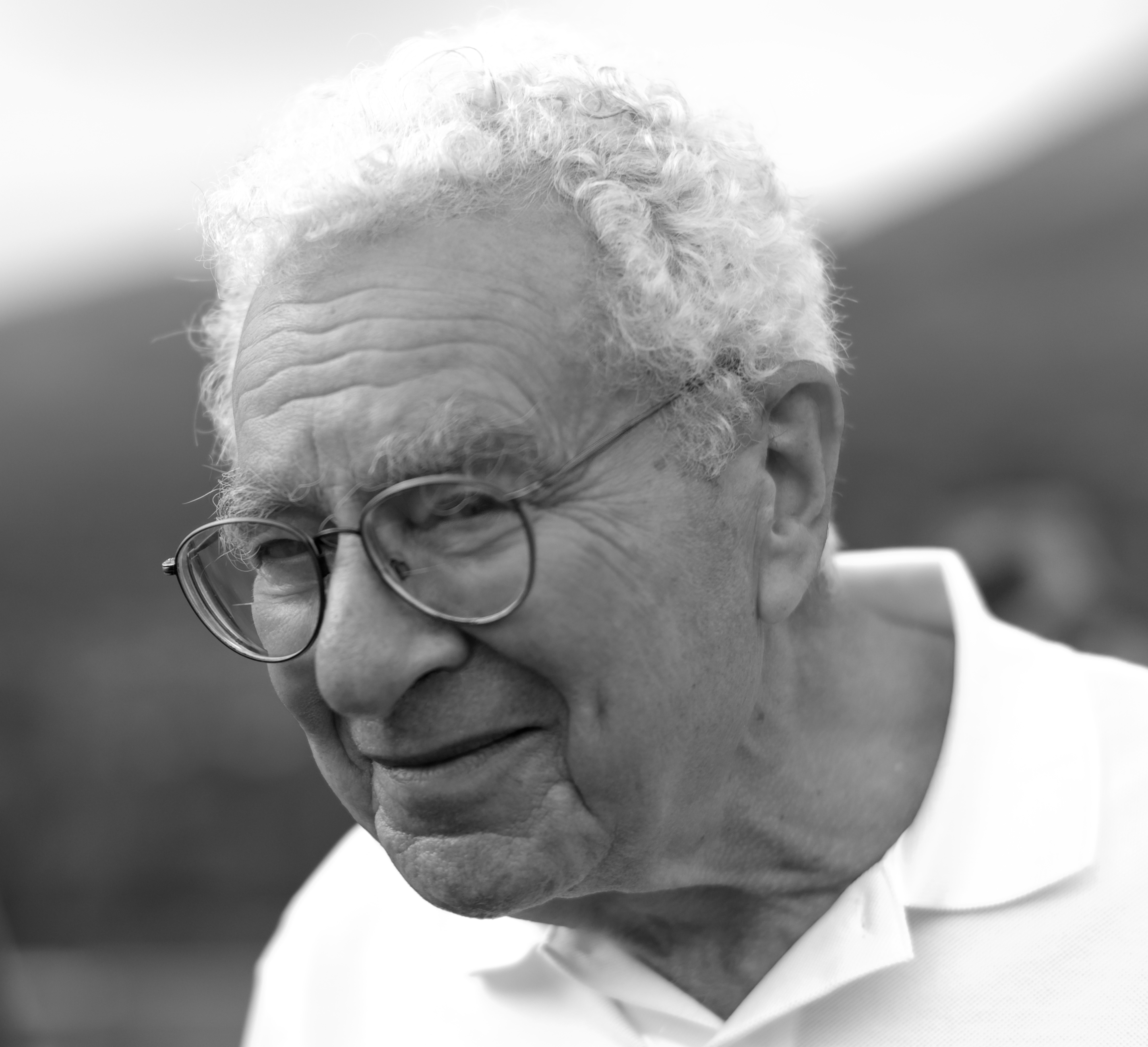
24 mai: Murray Gell-Mann, fizician american, laureat al Premiului Nobel
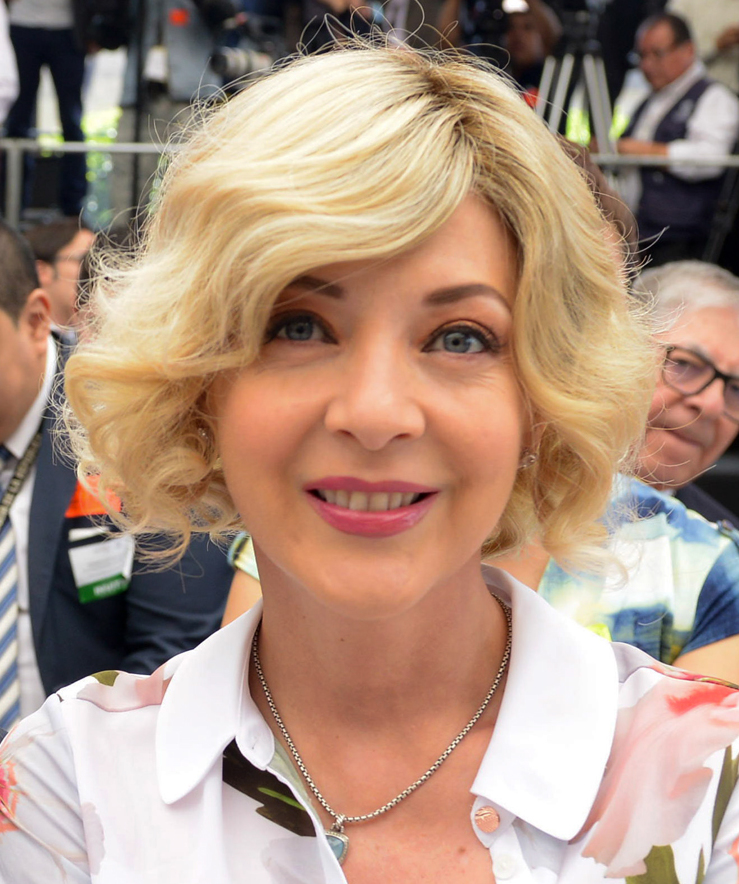
13 iunie: Edith González, actriță mexicană
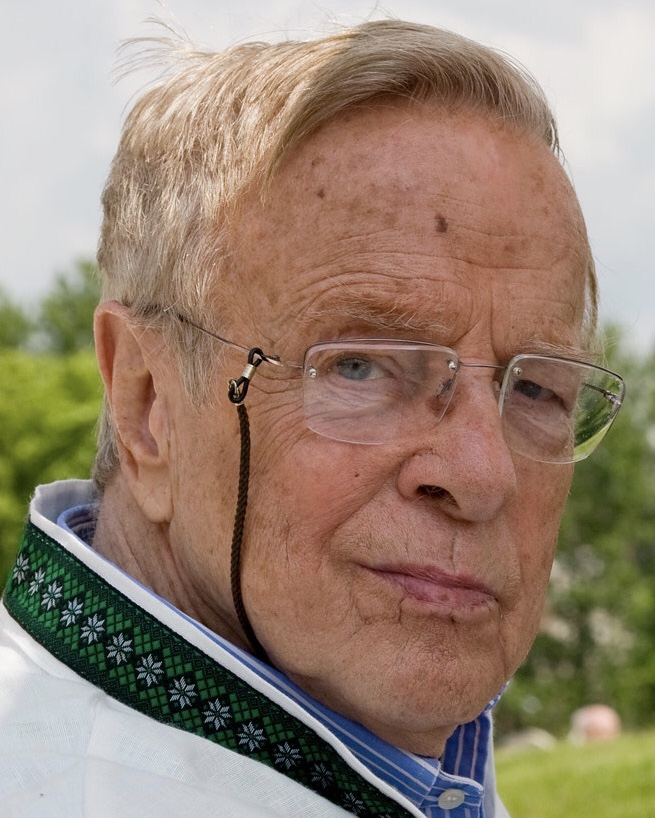
15 iunie: Franco Zeffirelli, regizor italian
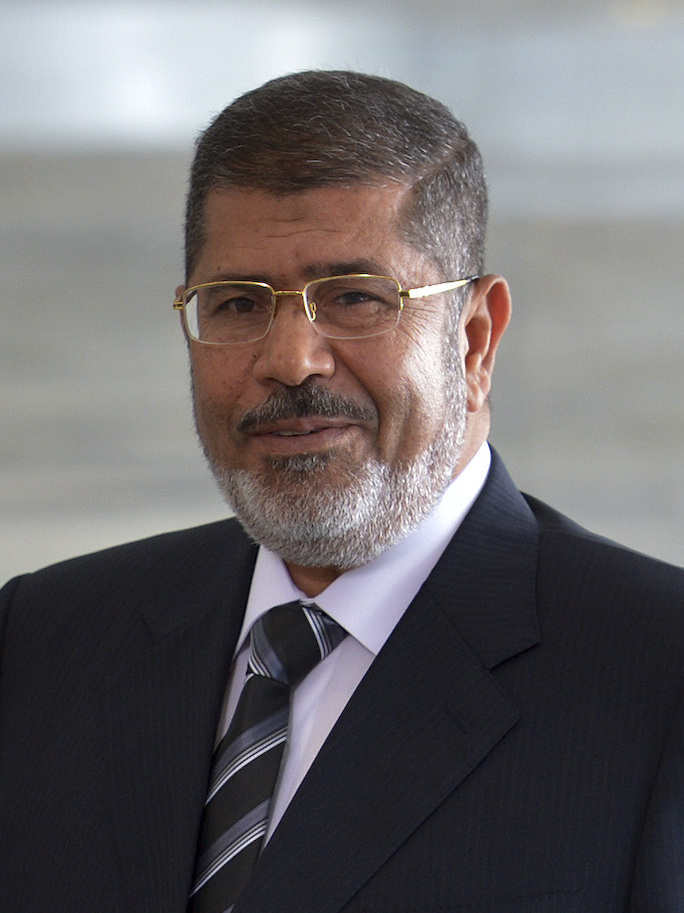
17 iunie: Mohamed Morsi, președinte al Egiptului
6 iulie: Cameron Boyce, actor american
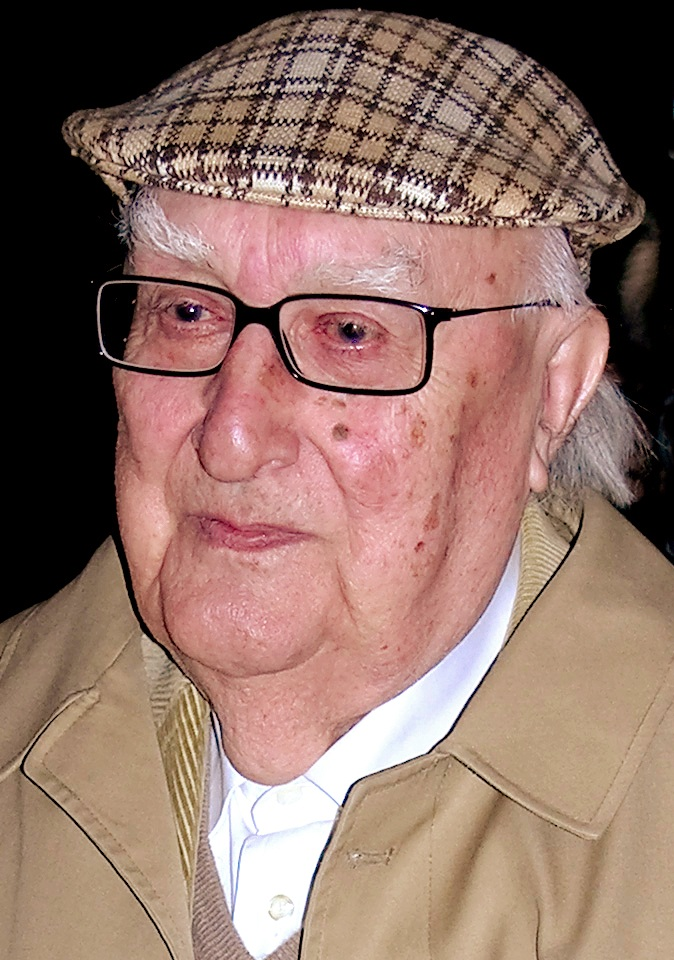
17 iulie: Andrea Camilleri, scenarist și regizor italian
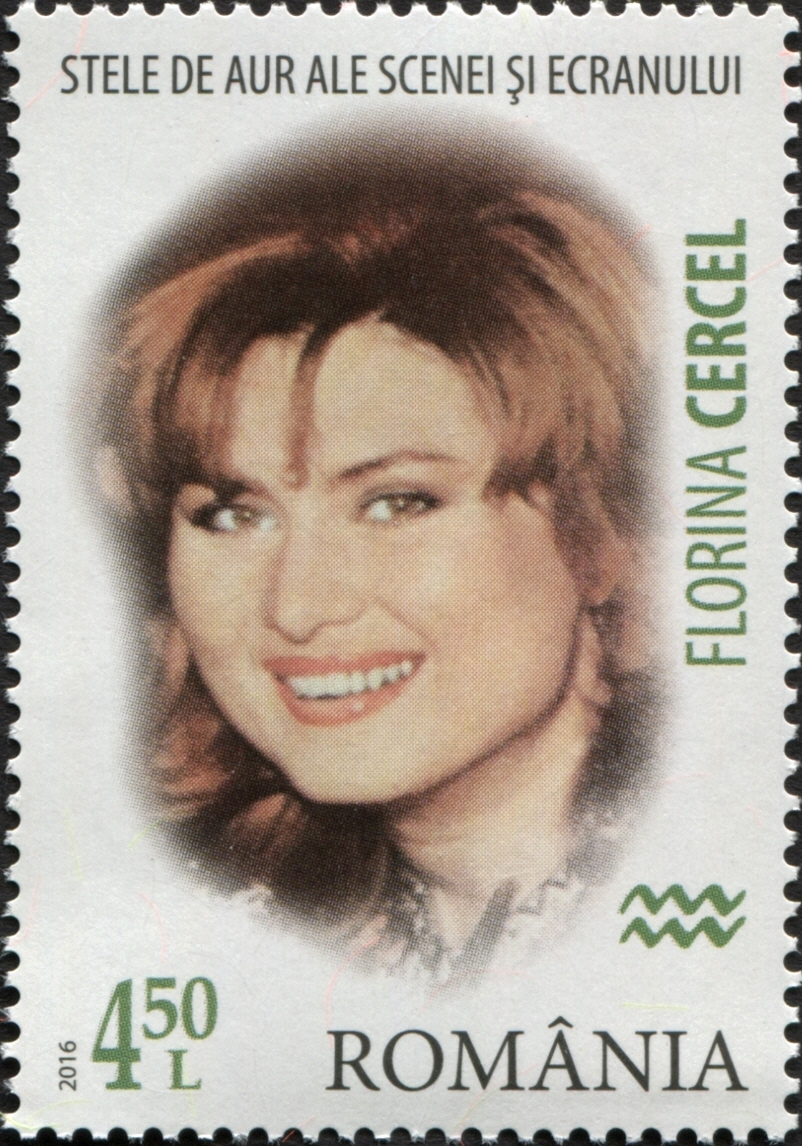
30 iulie: Florina Cercel, actriță română
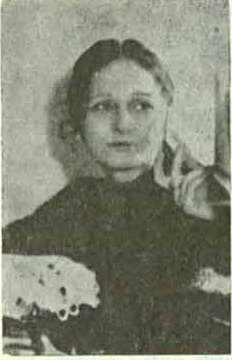
3 august: Cătălina Buzoianu, regizoare română
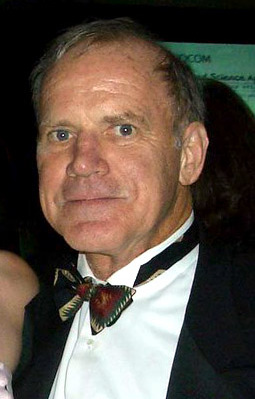
7 august: Kary Mullis, biochimist american, laureat al Premiului Nobel
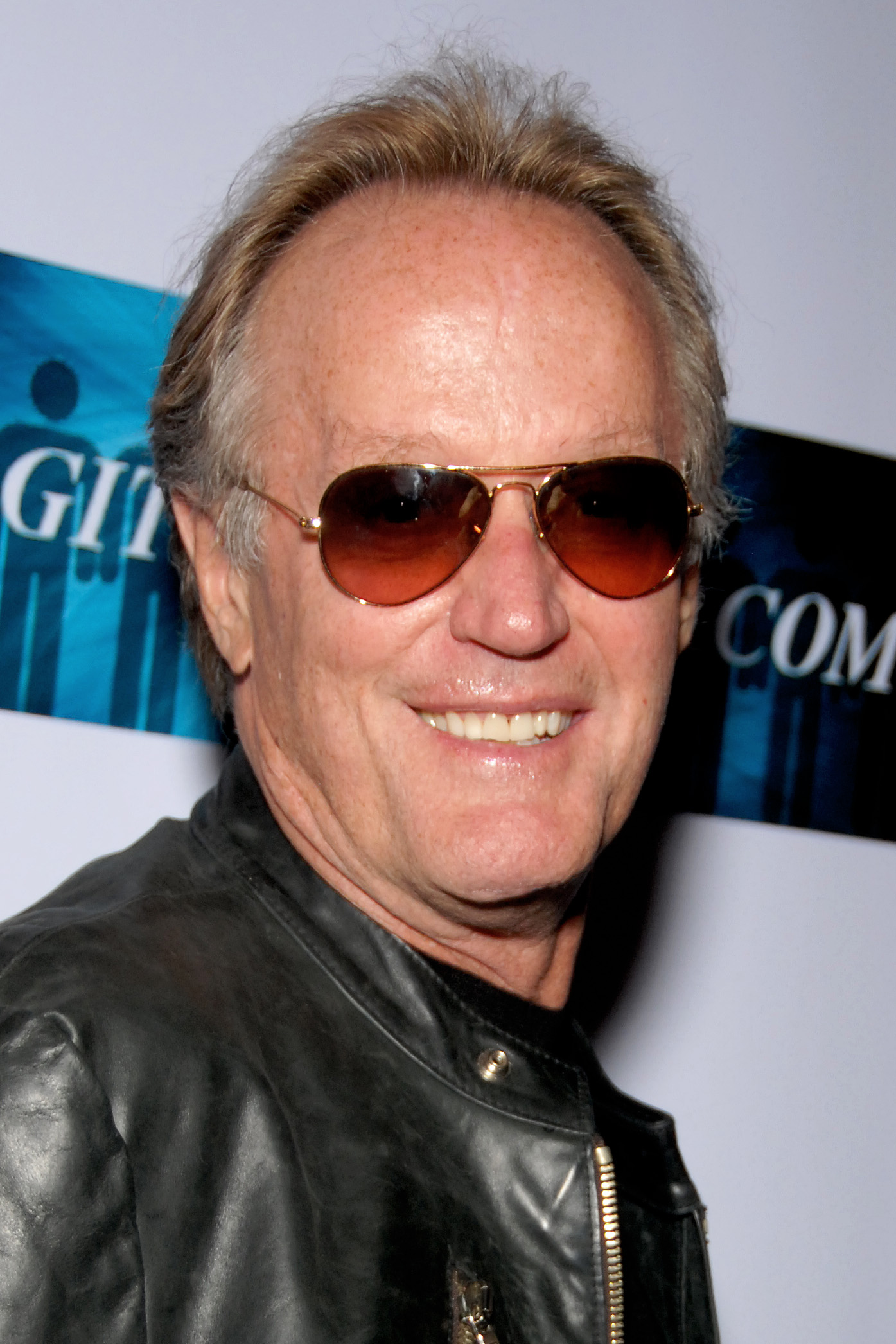
16 august: Peter Fonda, actor și regizor american
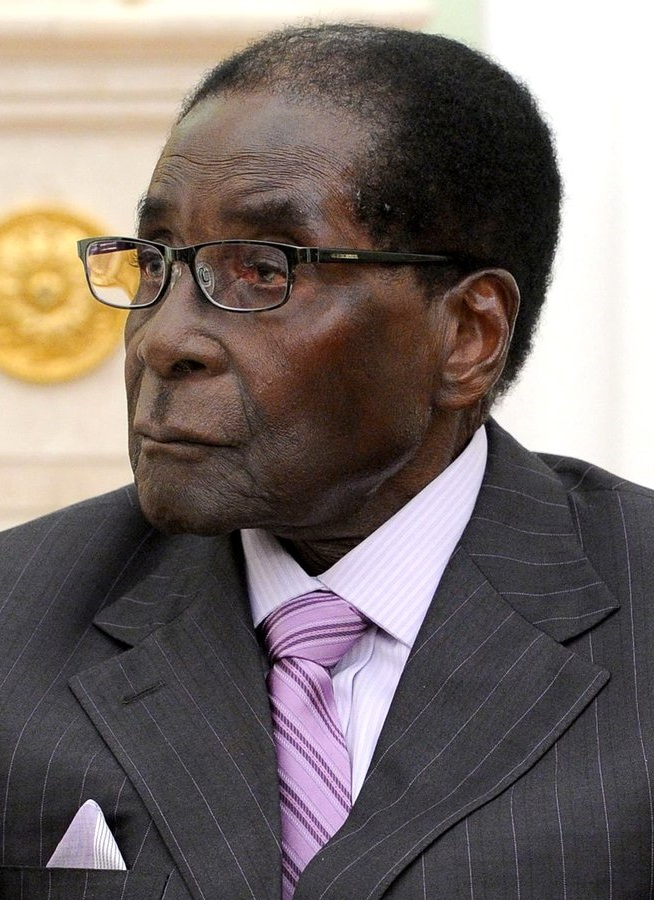
6 septembrie: Robert Mugabe, președinte al Republicii Zimbabwe
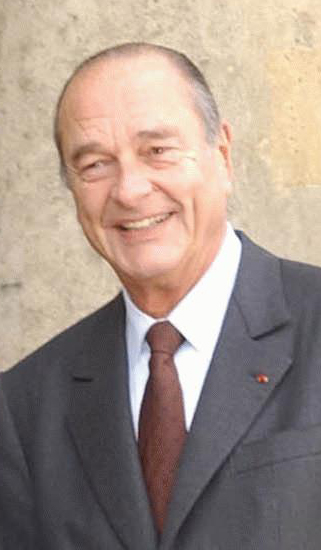
26 septembrie: Jacques Chirac, președinte al Franței
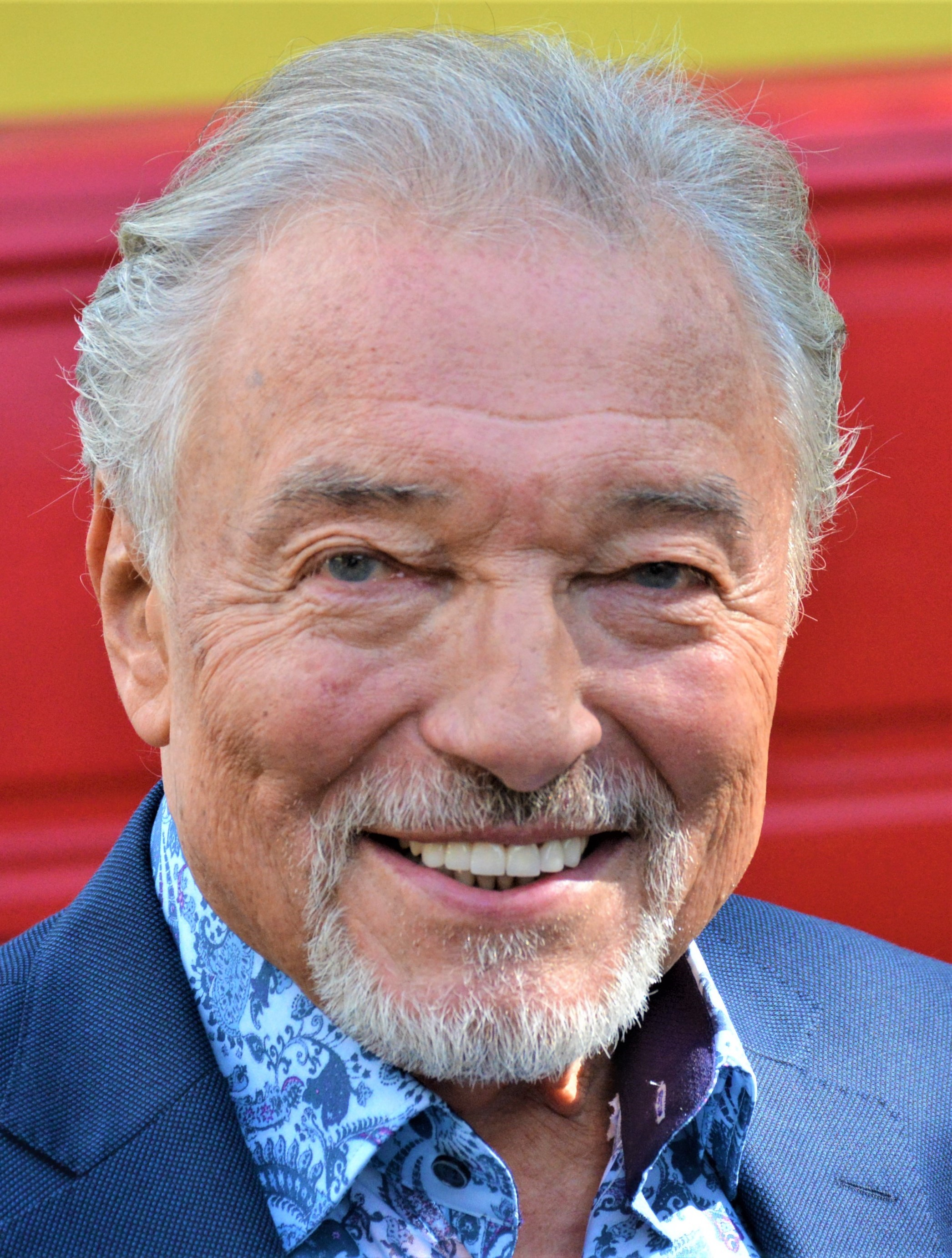
1 octombrie: Karel Gott, cântăreț ceh
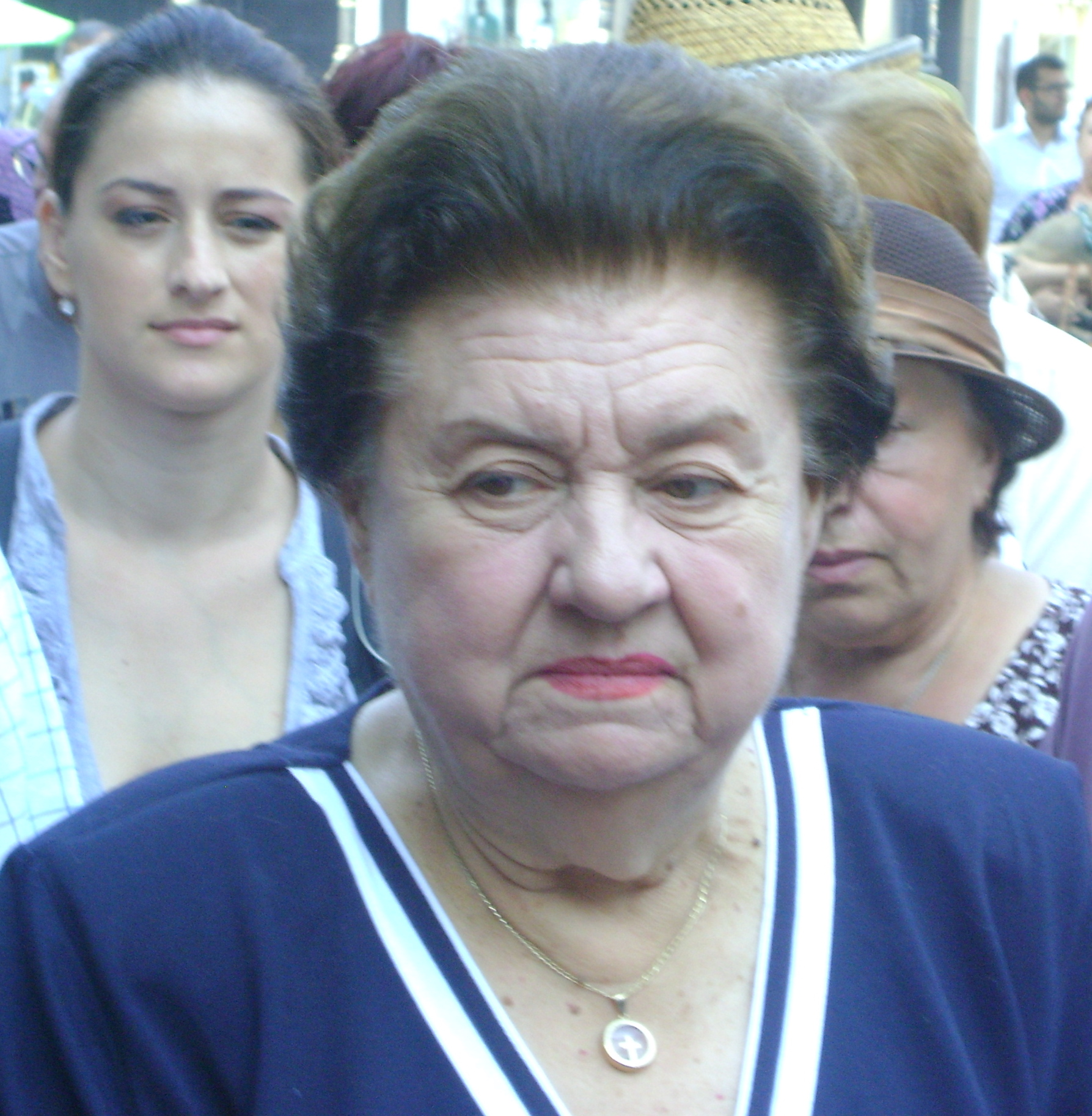
15 octombrie: Tamara Buciuceanu, actriță română
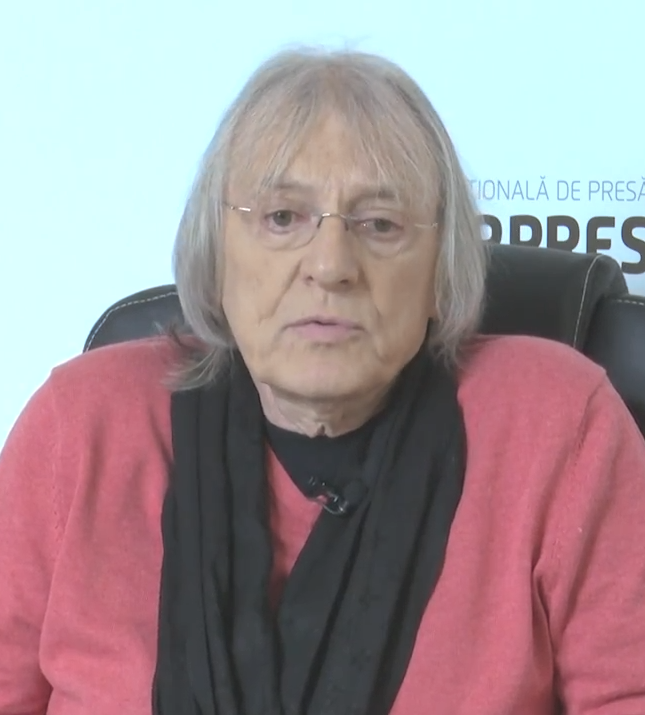
29 octombrie: Mihai Constantinescu, cântăreț român
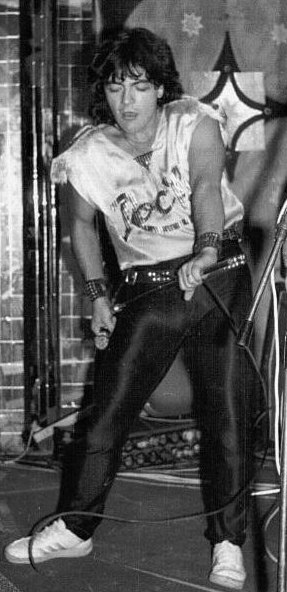
2 noiembrie: Leo Iorga, cântăreț român
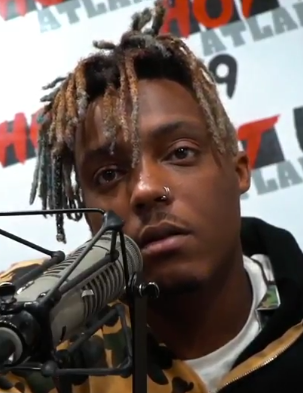
8 decembrie: Juice WRLD, rapper american
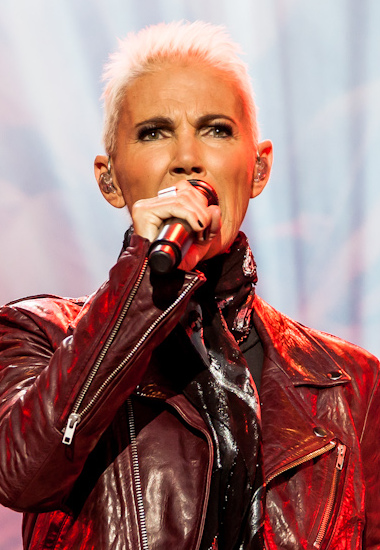
9 decembrie: Marie Fredriksson, cântăreață suedeză
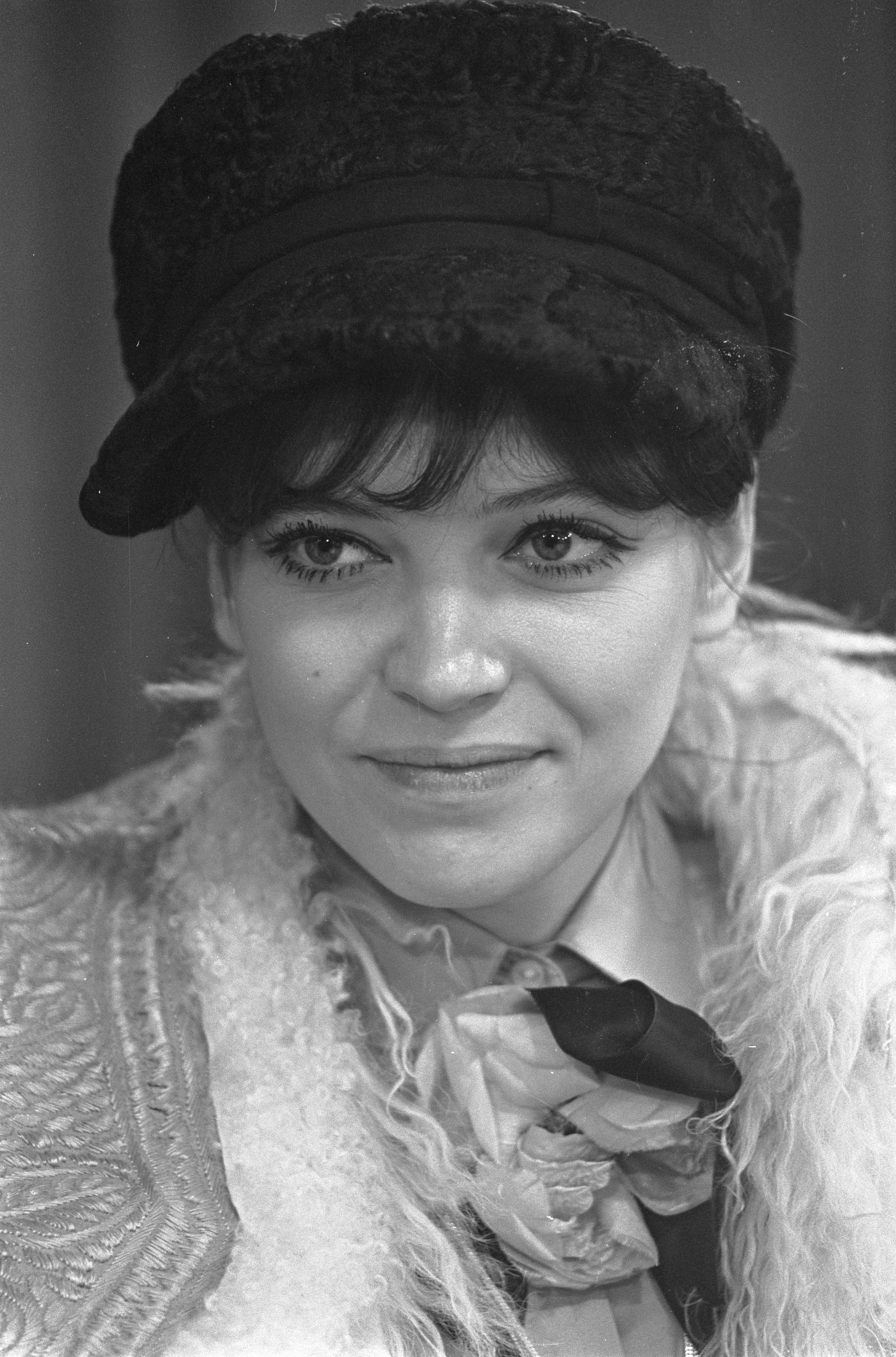
14 decembrie: Anna Karina, actriță și regizoare daneză

## Premii Nobel
- Premiul Nobel pentru Fiziologie sau Medicină: William G. Kaelin Jr., Gregg L. Semenza (ambii din Statele Unite) și Peter J. Ratcliffe (Marea Britanie) pentru descoperirile privind „modul în care celulele percep și se adaptează diferențelor de nivel al oxigenului din mediu”.
- Premiul Nobel pentru Fizică: James Peebles (SUA) „pentru descoperiri teoretice în cosmologia fizică”, Michel Mayor și Didier Queloz (Elveția) „pentru descoperirea unei exoplanete pe orbită în jurul unei stele asemănătoare Soarelui”.
- Premiul Nobel pentru Chimie: John B. Goodenough (SUA), M. Stanley Whittingham (SUA), Akira Yoshino (Japonia) „pentru dezvoltarea de baterii cu ioni de litiu”.
- Premiul Nobel pentru Literatură: Peter Handke (Austria), „pentru influenta creație care, cu ingeniozitate artistică, a explorat periferia și specificitatea experienței umane”.
- Premiul Nobel pentru Pace: Abiy Ahmed Ali (Etiopia), „pentru eforturile sale de realizare a păcii și cooperării internaționale și pentru inițiativa sa decisivă de a rezolva conflictul de frontieră cu statul vecin Eritreea”.
- Premiul Nobel pentru Științe Economice: Abhijit Banerjee (SUA), Esther Duflo (SUA) și Michael Kremer (SUA), „pentru abordarea lor experimentală de atenuare a sărăciei globale”.

## Filme
Listă de filme cu acțiunea setată în 2019, nu realizate în acest an:
- Blade Runner (1982), acțiunea în noiembrie 2019
- The New Barbarians sau Warriors of the Wasteland (1982)
- 2019, After the Fall of New York (1983)
- The Running Man (1987)
- Akira (1988)
- The Island (2005), între 19 iulie și 23 iulie 2019
- Daybreakers (2010)